# Liste der Kulturdenkmale in Radebeul 2017

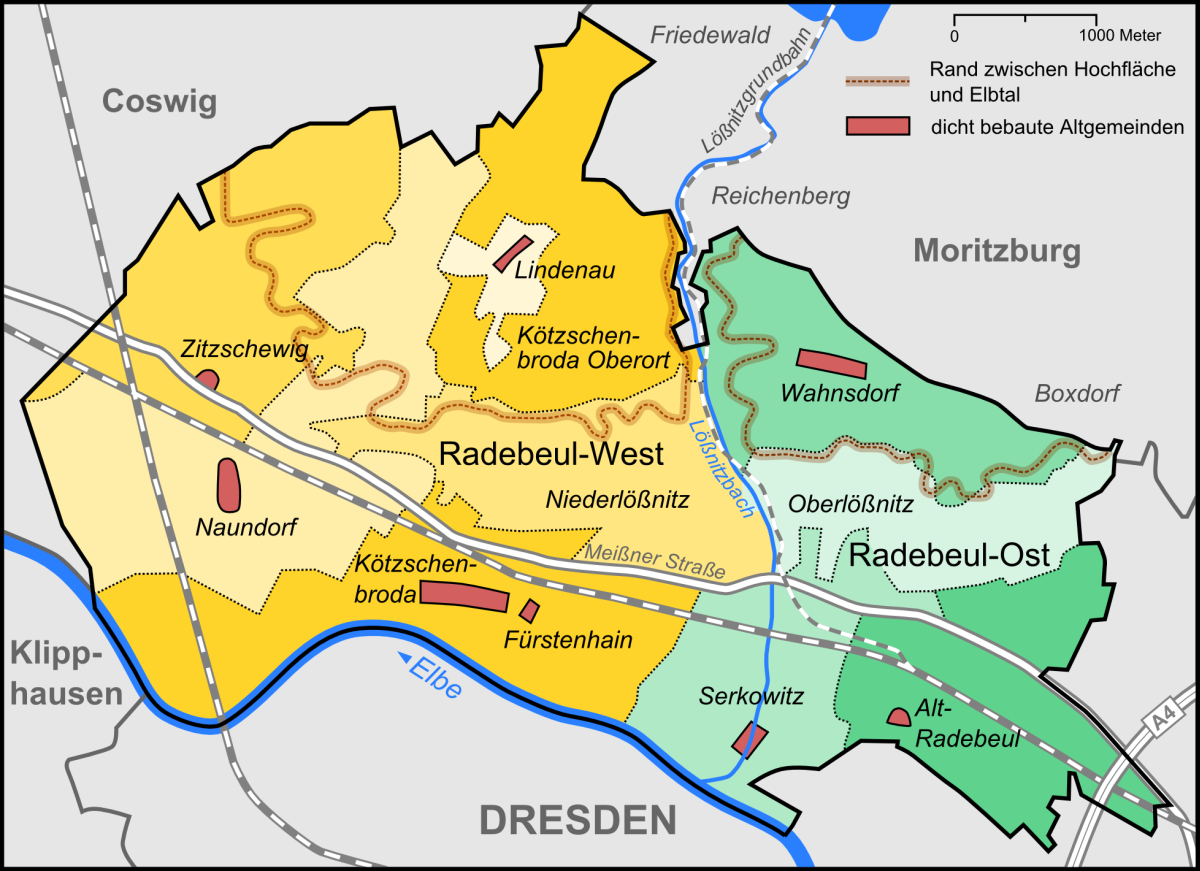
Übersicht über die Radebeuler Stadtteile

Die Liste der Kulturdenkmale in Radebeul 2017 umfasst sämtliche Kulturdenkmale in „Radebeul, Stadt“, also der sächsischen Stadt Radebeul, zum Stand 5. Dezember 2017 gemäß der unter Quellen aufgeführten Denkmalliste des Landes Sachsen. Zu diesem Stand gab es für Radebeul 1187 einzelne Denkmal-IDs mit zum Teil mehreren Adressen (insgesamt 1362 Adressen) und mehreren Objekten.
Einen Überblick über die Radebeuler Kulturdenkmale gibt die Liste der Kulturdenkmale in Radebeul, eine Zusammenfassung aller Adressen mit Kulturdenkmalen gibt die Liste der Kulturdenkmaladressen in Radebeul. Die Zuordnung der Straßen zum Stadtteil findet sich in der Liste der Straßen und Plätze in Radebeul.
Grundlage der Auflistung sind die angegebenen Quellen. Diese Angaben ersetzen nicht die rechtsverbindliche Auskunft der zuständigen Denkmalschutzbehörde.

## Legende
Die in der Tabelle verwendeten Spalten listen die im Folgenden erläuterten Informationen auf:
- Bild, Datierung: Leerfelder aufgrund der verwendeten Wikipedia-Vorlagen.
- Bezeichnung, Beschreibung: Bezeichnung des Kulturdenkmals in der sächsischen Denkmalliste.
- Lage: Adresse.
- ID: Identitätsnummer des Denkmaleintrags, führt zum Denkmaldokument.

## Liste der Kulturdenkmale
| Bild                                    | Bezeichnung | Lage                                                                                                 | Datierung | Beschreibung | ID                                                  |
| --------------------------------------- | --- | --- | --------- | --- | --------------------------------------------------- |
| Direkt Bild zu diesem Denkmal hochladen | Zwei Mehrfamilienhäuser (Anschriften: Rosa-Luxemburg-Platz 2/3 mit Alfred-Naumann-Straße 15 und Heinrich-Zille-Straße 46 mit Alfred-Naumann-Straße 13) einer Wohnanlage, sowie mit gestalteter Grünfläche, Einfriedung und Pforten | Alfred-Naumann-Straße 13; 15                                                                         |           | Zwei Mehrfamilienhäuser (Anschriften: Rosa-Luxemburg-Platz 2/3 mit Alfred-Naumann-Straße 15 und Heinrich-Zille-Straße 46 mit Alfred-Naumann-Straße 13) einer Wohnanlage, sowie mit gestalteter Grünfläche, Einfriedung und Pforten | 08950495                                            |
| Direkt Bild zu diesem Denkmal hochladen | Wohnstallhaus (Altnaundorf 34), Seitengebäude und ehemalige Scheune (Bertheltstraße 7) eines Dreiseithofes | Bertheltstraße 7                                                                                     |           | Wohnstallhaus (Altnaundorf 34), Seitengebäude und ehemalige Scheune (Bertheltstraße 7) eines Dreiseithofes | 08950881                                            |
| Direkt Bild zu diesem Denkmal hochladen | Mehrfamilienhäuser (Anschrift: Dresdner Straße 91 und Seestraße 21/23) einer Wohnanlage | Dresdner Straße 91                                                                                   |           | Mehrfamilienhäuser (Anschrift: Dresdner Straße 91 und Seestraße 21/23) einer Wohnanlage | 08950996                                            |
| Direkt Bild zu diesem Denkmal hochladen | Ehemaliges Altenheim, heute Wohnanlage (Anschrift: Einsteinstraße 30 und Lessingstraße 1), mit Pavillon an der Ecke und Einfriedung | Einsteinstraße 30                                                                                    |           | Ehemaliges Altenheim, heute Wohnanlage (Anschrift: Einsteinstraße 30 und Lessingstraße 1), mit Pavillon an der Ecke und Einfriedung | 08950017                                            |
| Direkt Bild zu diesem Denkmal hochladen | Mehrfamilienhaus (mit zwei Eingängen, Kötitzer Straße 125 und Friedrich-List-Straße 8) einer Wohnsiedlung | Friedrich-List-Straße 8                                                                              |           | Mehrfamilienhaus (mit zwei Eingängen, Kötitzer Straße 125 und Friedrich-List-Straße 8) einer Wohnsiedlung | 08951312                                            |
| Direkt Bild zu diesem Denkmal hochladen | Doppelwohnhaus (Anschriften: August-Bebel-Straße 21 und Goethestraße 17) in offener Bebauung und in Ecklage, mit Einfriedung | Goethestraße 17                                                                                      |           | Doppelwohnhaus (Anschriften: August-Bebel-Straße 21 und Goethestraße 17) in offener Bebauung und in Ecklage, mit Einfriedung | 08950068                                            |
| Direkt Bild zu diesem Denkmal hochladen | Zwei Mehrfamilienhäuser (Anschriften: Rosa-Luxemburg-Platz 2/3 mit Alfred-Naumann-Straße 15 und Heinrich-Zille-Straße 46 mit Alfred-Naumann-Straße 13) einer Wohnanlage, sowie mit gestalteter Grünfläche, Einfriedung und Pforten | Heinrich-Zille-Straße 46                                                                             |           | Zwei Mehrfamilienhäuser (Anschriften: Rosa-Luxemburg-Platz 2/3 mit Alfred-Naumann-Straße 15 und Heinrich-Zille-Straße 46 mit Alfred-Naumann-Straße 13) einer Wohnanlage, sowie mit gestalteter Grünfläche, Einfriedung und Pforten | 08950495                                            |
| Direkt Bild zu diesem Denkmal hochladen | Sparkasse (Anschriften: Bahnhofstraße 20 und Hermann-Ilgen-Straße 28) | Hermann-Ilgen-Straße 28                                                                              |           | Sparkasse (Anschriften: Bahnhofstraße 20 und Hermann-Ilgen-Straße 28) | 08951441                                            |
| Direkt Bild zu diesem Denkmal hochladen | Mietshaus (Anschrift: Hermann-Ilgen-Straße 62 und Gradsteg 1b) in Ecklage und in halboffener Bebauung | Hermann-Ilgen-Straße 62                                                                              |           | Mietshaus (Anschrift: Hermann-Ilgen-Straße 62 und Gradsteg 1b) in Ecklage und in halboffener Bebauung | 08951197                                            |
| Direkt Bild zu diesem Denkmal hochladen | Doppelwohnhaus (Anschrift: Kantstraße 1 und Schillerstraße 14) in offener Bebauung in Ecklage, mit Einfriedung | Kantstraße 1                                                                                         |           | Doppelwohnhaus (Anschrift: Kantstraße 1 und Schillerstraße 14) in offener Bebauung in Ecklage, mit Einfriedung | 08950056                                            |
| Direkt Bild zu diesem Denkmal hochladen | Doppelwohnhaus (Anschrift: Kantstraße 2 und Schillerstraße 12) in offener Bebauung in Ecklage, mit Einfriedung | Kantstraße 2                                                                                         |           | Doppelwohnhaus (Anschrift: Kantstraße 2 und Schillerstraße 12) in offener Bebauung in Ecklage, mit Einfriedung | 08951392                                            |
| Direkt Bild zu diesem Denkmal hochladen | Doppelwohnhaus (Anschrift: Karl-Marx-Straße 14 und Schillerstraße 16) in offener Bebauung in Ecklage, mit Einfriedung | Karl-Marx-Straße 14                                                                                  |           | Doppelwohnhaus (Anschrift: Karl-Marx-Straße 14 und Schillerstraße 16) in offener Bebauung in Ecklage, mit Einfriedung | 08951394                                            |
| Direkt Bild zu diesem Denkmal hochladen | Doppelwohnhaus (Anschrift: Goethestraße 30 und Karl-Marx-Straße 21) in offener Bebauung und Ecklage, mit Einfriedung | Karl-Marx-Straße 21                                                                                  |           | Doppelwohnhaus (Anschrift: Goethestraße 30 und Karl-Marx-Straße 21) in offener Bebauung und Ecklage, mit Einfriedung | 08950050                                            |
| Direkt Bild zu diesem Denkmal hochladen | Hauptgebäude (Mittlere Bergstraße 44) mit nördlichem Anbau, Winzerhaus (Mittlere Bergstraße 44a), Scheune (Kynastweg 2), ehemaliges Backhaus, Garten (Gartendenkmal) am Hauptgebäude sowie Talutanlage und Einfriedungsmauern eines Weingutes | Kynastweg 2                                                                                          |           | Hauptgebäude (Mittlere Bergstraße 44) mit nördlichem Anbau, Winzerhaus (Mittlere Bergstraße 44a), Scheune (Kynastweg 2), ehemaliges Backhaus, Garten (Gartendenkmal) am Hauptgebäude sowie Talutanlage und Einfriedungsmauern eines Weingutes | 08950588                                            |
| Direkt Bild zu diesem Denkmal hochladen | Zwei Gebäude eines Gasthauses (August-Bebel-Straße 30 und Maxim-Gorki-Straße 40) | Maxim-Gorki-Straße 40                                                                                |           | Zwei Gebäude eines Gasthauses (August-Bebel-Straße 30 und Maxim-Gorki-Straße 40) | 08951416                                            |
| Direkt Bild zu diesem Denkmal hochladen | Wohnhauszeile (Anschrift: Friedhofstraße 10-14 und Paul-Gerhardt-Straße 1) einer Wohnanlage, mit Einfriedung | Paul-Gerhardt-Straße 1                                                                               |           | Wohnhauszeile (Anschrift: Friedhofstraße 10-14 und Paul-Gerhardt-Straße 1) einer Wohnanlage, mit Einfriedung | 08951080                                            |
| Direkt Bild zu diesem Denkmal hochladen | Mehrfamilienhaus (Anschrift: Friedhofstraße 8 und Paul-Gerhardt-Straße 2) einer Wohnanlage, mit Einfriedung | Paul-Gerhardt-Straße 2                                                                               |           | Mehrfamilienhaus (Anschrift: Friedhofstraße 8 und Paul-Gerhardt-Straße 2) einer Wohnanlage, mit Einfriedung | 08951375                                            |
| Direkt Bild zu diesem Denkmal hochladen | Mehrfamilienhaus (Paul-Gerhardt-Straße 10 und Wasastraße 12) einer Wohnanlage, mit Einfriedung | Paul-Gerhardt-Straße 10                                                                              |           | Mehrfamilienhaus (Paul-Gerhardt-Straße 10 und Wasastraße 12) einer Wohnanlage, mit Einfriedung | 08951410                                            |
| Direkt Bild zu diesem Denkmal hochladen | Wohnhauszeile (Wasastraße 6-10 mit Paul-Gerhardt-Straße 13) einer Wohnanlage, mit Einfriedung und Tor | Paul-Gerhardt-Straße 13                                                                              |           | Wohnhauszeile (Wasastraße 6-10 mit Paul-Gerhardt-Straße 13) einer Wohnanlage, mit Einfriedung und Tor | 08951135                                            |
| Direkt Bild zu diesem Denkmal hochladen | Villa (Weintraubenstraße 9) mit Nebengebäude (Roseggerstraße 12), Garten, Einfriedung und Pforte | Roseggerstraße 12                                                                                    |           | Villa (Weintraubenstraße 9) mit Nebengebäude (Roseggerstraße 12), Garten, Einfriedung und Pforte | 08951099                                            |
| Direkt Bild zu diesem Denkmal hochladen | Einzeldenkmale der Sachgesamtheit Friedhof Radebeul-Ost: alte Feierhalle (Anschrift: Friedhofstraße 7) und neue Feierhalle (Anschrift: Serkowitzer Straße 33) und Einfriedungsmauer, Grufthaus Karl Mays, Jugendstilgruft, Grabmal Doerstling und Beckert sowie weitere Grabanlagen (siehe Sachgesamtheitsliste - Obj. 09305004, gleiche Anschrift) | Serkowitzer Straße 33                                                                                |           | Einzeldenkmale der Sachgesamtheit Friedhof Radebeul-Ost: alte Feierhalle (Anschrift: Friedhofstraße 7) und neue Feierhalle (Anschrift: Serkowitzer Straße 33) und Einfriedungsmauer, Grufthaus Karl Mays, Jugendstilgruft, Grabmal Doerstling und Beckert sowie weitere Grabanlagen (siehe Sachgesamtheitsliste - Obj. 09305004, gleiche Anschrift) | 08951292                                            |
| Direkt Bild zu diesem Denkmal hochladen | Doppelwohnhaus (Anschrift: Wasastraße 9 und Weststraße 1) in offener Bebauung, mit Einfriedung | Weststraße 1                                                                                         |           | Doppelwohnhaus (Anschrift: Wasastraße 9 und Weststraße 1) in offener Bebauung, mit Einfriedung | 08951407                                            |
| Direkt Bild zu diesem Denkmal hochladen | Doppelwohnhaus (Anschrift: Waldstraße 30 und Wettinstraße 1) in offener Bebauung, mit Einfriedung | Wettinstraße 1                                                                                       |           | Doppelwohnhaus (Anschrift: Waldstraße 30 und Wettinstraße 1) in offener Bebauung, mit Einfriedung | 08951382                                            |
| Direkt Bild zu diesem Denkmal hochladen | Sachgesamtheit Kleinbahn Radebeul-Radeburg (siehe auch Sachgesamtheitsbestandteile in den Gemeinden Moritzburg und Radeburg, Obj. 09301069, Obj. 09301070, Obj. 09301071, Obj. 09288200, Obj. 09284418, Obj. 09284289 und Obj. 09284231), mit folgenden Einzeldenkmalen in der Gemeinde Radebeul: Bahnhof Radebeul Ost mit Empfangsgebäude sowie Heizhaus, Lokschuppen und Wasserkran der Kleinbahnanlage, Ausstellung historischer sächsischer Schmalspurfahrzeuge im Eigentum des Verkehrsmuseums Dresden, der Bahn AG und des Vereins Traditionsbahn Radebeul (siehe Einzeldenkmalliste - Obj. 08951020, Sidonienstraße 1a-1c), Eisenbahner-Wohnhaus (siehe Einzeldenkmalliste - Obj. 09299992, Am Alten Güterboden 2), ehemalige Güterabfertigung (siehe Einzeldenkmalliste - Obj. 09299993, Am Alten Güterboden 4), Haltepunkt Weißes Roß (siehe Einzeldenkmalliste - Obj. 08950092, Augustusweg 2) sowie mit folgenden Sachgesamtheitsteilen: Spurwechselanlagen, Rollwagengrube, Überladerampe, mit Anschlüssen an das Gleisnetz, Kohleschüttung und Ladestraße (Kopfsteinpflaster) am Bahnhof Radebeul Ost, weiterhin Trasse der Schmalspurbahn sowie Brücke(n), Durchlässe (darunter gemauerte Bögen), Teile der Stützmauer und Fernmelde-Freileitung | |           | Sachgesamtheit Kleinbahn Radebeul-Radeburg (siehe auch Sachgesamtheitsbestandteile in den Gemeinden Moritzburg und Radeburg, Obj. 09301069, Obj. 09301070, Obj. 09301071, Obj. 09288200, Obj. 09284418, Obj. 09284289 und Obj. 09284231), mit folgenden Einzeldenkmalen in der Gemeinde Radebeul: Bahnhof Radebeul Ost mit Empfangsgebäude sowie Heizhaus, Lokschuppen und Wasserkran der Kleinbahnanlage, Ausstellung historischer sächsischer Schmalspurfahrzeuge im Eigentum des Verkehrsmuseums Dresden, der Bahn AG und des Vereins Traditionsbahn Radebeul (siehe Einzeldenkmalliste - Obj. 08951020, Sidonienstraße 1a-1c), Eisenbahner-Wohnhaus (siehe Einzeldenkmalliste - Obj. 09299992, Am Alten Güterboden 2), ehemalige Güterabfertigung (siehe Einzeldenkmalliste - Obj. 09299993, Am Alten Güterboden 4), Haltepunkt Weißes Roß (siehe Einzeldenkmalliste - Obj. 08950092, Augustusweg 2) sowie mit folgenden Sachgesamtheitsteilen: Spurwechselanlagen, Rollwagengrube, Überladerampe, mit Anschlüssen an das Gleisnetz, Kohleschüttung und Ladestraße (Kopfsteinpflaster) am Bahnhof Radebeul Ost, weiterhin Trasse der Schmalspurbahn sowie Brücke(n), Durchlässe (darunter gemauerte Bögen), Teile der Stützmauer und Fernmelde-Freileitung | 08950103                                            |
| Direkt Bild zu diesem Denkmal hochladen | Denkmalschutzgebiet Historische Weinbergslandschaft Radebeul | |           | Denkmalschutzgebiet Historische Weinbergslandschaft Radebeul | 09303247                                            |
| Direkt Bild zu diesem Denkmal hochladen | Zwei Wohnhäuser (eines davon als Doppelwohnhaus) einer Wohnanlage, durch überdachten Zugang miteinander verbunden | Ahornstraße 5; 7; 9                                                                                  |           | Zwei Wohnhäuser (eines davon als Doppelwohnhaus) einer Wohnanlage, durch überdachten Zugang miteinander verbunden | 08950977                                            |
| Direkt Bild zu diesem Denkmal hochladen | Villa | Altfriedstein 6                                                                                      |           | Villa | 08951279                                            |
| Direkt Bild zu diesem Denkmal hochladen | Kirche (mit Ausstattung), Kirchhof mit allegorischem Grabmal (Chronos und das trauernde Weib), mit weiteren Grabmalen (darunter Grabmal Richard Steche) und Einfriedung | Altkötzschenbroda -                                                                                  |           | Kirche (mit Ausstattung), Kirchhof mit allegorischem Grabmal (Chronos und das trauernde Weib), mit weiteren Grabmalen (darunter Grabmal Richard Steche) und Einfriedung | 08951200                                            |
| Direkt Bild zu diesem Denkmal hochladen | Kriegerdenkmal für die Gefallenen des 1. Weltkrieges | Altkötzschenbroda -                                                                                  |           | Kriegerdenkmal für die Gefallenen des 1. Weltkrieges | 08951202                                            |
| Direkt Bild zu diesem Denkmal hochladen | Mietshaus | Altkötzschenbroda 8                                                                                  |           | Mietshaus | 08951278                                            |
| Direkt Bild zu diesem Denkmal hochladen | Seitengebäude eines ehemaligen Dreiseithofes | Altkötzschenbroda 10                                                                                 |           | Seitengebäude eines ehemaligen Dreiseithofes | 08951228                                            |
| Direkt Bild zu diesem Denkmal hochladen | Wohnhaus | Altkötzschenbroda 11                                                                                 |           | Wohnhaus | 08951227                                            |
| Direkt Bild zu diesem Denkmal hochladen | Wohnstallhaus und Scheune eines ehemaligen Dreiseithofes | Altkötzschenbroda 13                                                                                 |           | Wohnstallhaus und Scheune eines ehemaligen Dreiseithofes | 08951226                                            |
| Direkt Bild zu diesem Denkmal hochladen | Wohnhaus | Altkötzschenbroda 15                                                                                 |           | Wohnhaus | 08951269                                            |
| Direkt Bild zu diesem Denkmal hochladen | Wohnstallhaus eines ehemaligen Dreiseithofes | Altkötzschenbroda 17                                                                                 |           | Wohnstallhaus eines ehemaligen Dreiseithofes | 08951220                                            |
| Direkt Bild zu diesem Denkmal hochladen | Wohnstallhaus und Seitengebäude eines ehemaligen Dreiseithofes | Altkötzschenbroda 18                                                                                 |           | Wohnstallhaus und Seitengebäude eines ehemaligen Dreiseithofes | 08951219                                            |
| Direkt Bild zu diesem Denkmal hochladen | Wohnhaus | Altkötzschenbroda 19                                                                                 |           | Wohnhaus | 08951270                                            |
| Direkt Bild zu diesem Denkmal hochladen | Wohnstallhaus und Seitengebäude eines ehemaligen Dreiseithofes | Altkötzschenbroda 20                                                                                 |           | Wohnstallhaus und Seitengebäude eines ehemaligen Dreiseithofes | 08951218                                            |
| Direkt Bild zu diesem Denkmal hochladen | Wohnstallhaus und Seitengebäude eines ehemaligen Dreiseithofes | Altkötzschenbroda 21                                                                                 |           | Wohnstallhaus und Seitengebäude eines ehemaligen Dreiseithofes | 08951217                                            |
| Direkt Bild zu diesem Denkmal hochladen | Wohnstallhaus und Seitengebäude eines ehemaligen Dreiseithofes | Altkötzschenbroda 22                                                                                 |           | Wohnstallhaus und Seitengebäude eines ehemaligen Dreiseithofes | 08951215                                            |
| Direkt Bild zu diesem Denkmal hochladen | Wohnstallhaus (Nr. 24) und Seitengebäude (Nr. 24a) eines ehemaligen Dreiseithofes | Altkötzschenbroda 24; 24a                                                                            |           | Wohnstallhaus (Nr. 24) und Seitengebäude (Nr. 24a) eines ehemaligen Dreiseithofes | 08951214                                            |
| Direkt Bild zu diesem Denkmal hochladen | Wohnstallhaus eines ehemaligen Dreiseithofes | Altkötzschenbroda 25                                                                                 |           | Wohnstallhaus eines ehemaligen Dreiseithofes | 08951213                                            |
| Direkt Bild zu diesem Denkmal hochladen | Mietshaus | Altkötzschenbroda 28                                                                                 |           | Mietshaus | 08951272                                            |
| Direkt Bild zu diesem Denkmal hochladen | Wohnhaus | Altkötzschenbroda 32                                                                                 |           | Wohnhaus | 08951207                                            |
| Direkt Bild zu diesem Denkmal hochladen | Wohnstallhaus eines ehemaligen Dreiseithofes | Altkötzschenbroda 33                                                                                 |           | Wohnstallhaus eines ehemaligen Dreiseithofes | 08951206                                            |
| Direkt Bild zu diesem Denkmal hochladen | Ehemaliges Gasthaus mit Nebengebäuden | Altkötzschenbroda 39                                                                                 |           | Ehemaliges Gasthaus mit Nebengebäuden | 08951203                                            |
| Direkt Bild zu diesem Denkmal hochladen | Pfarrhaus mit angebautem Kirchgemeindehaus und Einfriedungsmauer, Toreinfahrt und Pforte | Altkötzschenbroda 40                                                                                 |           | Pfarrhaus mit angebautem Kirchgemeindehaus und Einfriedungsmauer, Toreinfahrt und Pforte | 08951201                                            |
| Direkt Bild zu diesem Denkmal hochladen | Wohnhaus mit Anbau und Toranlage | Altkötzschenbroda 41                                                                                 |           | Wohnhaus mit Anbau und Toranlage | 08951271                                            |
| Direkt Bild zu diesem Denkmal hochladen | Wohnstallhaus eines Dreiseithofes | Altkötzschenbroda 44                                                                                 |           | Wohnstallhaus eines Dreiseithofes | 08951208                                            |
| Direkt Bild zu diesem Denkmal hochladen | Wohnstallhaus, Seitengebäude, Scheune und Torpfeiler eines Dreiseithofes | Altkötzschenbroda 45                                                                                 |           | Wohnstallhaus, Seitengebäude, Scheune und Torpfeiler eines Dreiseithofes | 08951209                                            |
| Direkt Bild zu diesem Denkmal hochladen | Wohnstallhaus, Seitengebäude, ehemalige Scheune und Torpfeiler eines Dreiseithofes | Altkötzschenbroda 46                                                                                 |           | Wohnstallhaus, Seitengebäude, ehemalige Scheune und Torpfeiler eines Dreiseithofes | 08951210                                            |
| Direkt Bild zu diesem Denkmal hochladen | Wohnhaus | Altkötzschenbroda 47                                                                                 |           | Wohnhaus | 08951211                                            |
| Direkt Bild zu diesem Denkmal hochladen | Wohnhaus mit Seitenflügel zum Hof (unter mehreren Hausnummern) und Toreinfahrt eines Gehöfts | Altkötzschenbroda 48; 48a; 48b; 48c; 48d                                                             |           | Wohnhaus mit Seitenflügel zum Hof (unter mehreren Hausnummern) und Toreinfahrt eines Gehöfts | 08951212                                            |
| Direkt Bild zu diesem Denkmal hochladen | Wohnstallhaus eines Bauernhofes | Altkötzschenbroda 49                                                                                 |           | Wohnstallhaus eines Bauernhofes | 08951216                                            |
| Direkt Bild zu diesem Denkmal hochladen | Wohnhaus und ehemalige Scheune eines Dreiseithofes | Altkötzschenbroda 53                                                                                 |           | Wohnhaus und ehemalige Scheune eines Dreiseithofes | 08951273                                            |
| Direkt Bild zu diesem Denkmal hochladen | Ehemalige Schmiede, später als Wohnhaus genutzt | Altkötzschenbroda 54                                                                                 |           | Ehemalige Schmiede, später als Wohnhaus genutzt | 08951221                                            |
| Direkt Bild zu diesem Denkmal hochladen | Wohnstallhaus (Nr. 55), Seitengebäude (Nr. 55b) und ehemalige Scheune (Nr. 55a) eines Dreiseithofes | Altkötzschenbroda 55; 55a; 55b                                                                       |           | Wohnstallhaus (Nr. 55), Seitengebäude (Nr. 55b) und ehemalige Scheune (Nr. 55a) eines Dreiseithofes | 08951222                                            |
| Direkt Bild zu diesem Denkmal hochladen | Wohnstallhaus eines Bauernhofes | Altkötzschenbroda 56                                                                                 |           | Wohnstallhaus eines Bauernhofes | 08951319                                            |
| Direkt Bild zu diesem Denkmal hochladen | Wohnstallhaus eines ehemaligen Dreiseithofes | Altkötzschenbroda 58                                                                                 |           | Wohnstallhaus eines ehemaligen Dreiseithofes | 08951224                                            |
| Direkt Bild zu diesem Denkmal hochladen | Wohnstallhaus (Nr. 59a-c), Seitengebäude (Nr. 59) und Torpfeiler eines Dreiseithofes | Altkötzschenbroda 59; 59a; 59b; 59c                                                                  |           | Wohnstallhaus (Nr. 59a-c), Seitengebäude (Nr. 59) und Torpfeiler eines Dreiseithofes | 08951225                                            |
| Direkt Bild zu diesem Denkmal hochladen | Gasthaus | Altkötzschenbroda 61                                                                                 |           | Gasthaus | 08951229                                            |
| Direkt Bild zu diesem Denkmal hochladen | Wohnhaus, darin Fleischerladen mit ursprünglicher Ausstattung | Altkötzschenbroda 62                                                                                 |           | Wohnhaus, darin Fleischerladen mit ursprünglicher Ausstattung | 08951274                                            |
| Direkt Bild zu diesem Denkmal hochladen | Gasthaus, mit Sgraffito | Altkötzschenbroda 64                                                                                 |           | Gasthaus, mit Sgraffito | 08951268                                            |
| Direkt Bild zu diesem Denkmal hochladen | Wohnstallhaus eines ehemaligen Bauernhofes, später Gasthaus | Altkötzschenbroda 68                                                                                 |           | Wohnstallhaus eines ehemaligen Bauernhofes, später Gasthaus | 08951276                                            |
| Direkt Bild zu diesem Denkmal hochladen | Wohnhaus, mit Vorgarten | Altkötzschenbroda 70                                                                                 |           | Wohnhaus, mit Vorgarten | 08951277                                            |
| Direkt Bild zu diesem Denkmal hochladen | Wohnstallhaus und Seitengebäude eines Bauernhofes | Altlindenau 18                                                                                       |           | Wohnstallhaus und Seitengebäude eines Bauernhofes | 08950543                                            |
| Direkt Bild zu diesem Denkmal hochladen | Wohnstallhaus, Scheune und Einfriedung eines Bauernhofes | Altlindenau 20                                                                                       |           | Wohnstallhaus, Scheune und Einfriedung eines Bauernhofes | 08950544                                            |
| Direkt Bild zu diesem Denkmal hochladen | Wohnstallhaus, Scheune und Einfriedung eines Bauernhofes | Altlindenau 24                                                                                       |           | Wohnstallhaus, Scheune und Einfriedung eines Bauernhofes | 08950545                                            |
| Direkt Bild zu diesem Denkmal hochladen | Wohnhaus und Scheune eines Bauernhofes | Altlindenau 26                                                                                       |           | Wohnhaus und Scheune eines Bauernhofes | 08950547                                            |
| Direkt Bild zu diesem Denkmal hochladen | Wohnstallhaus und Scheune eines Dreiseithofes | Altlindenau 28                                                                                       |           | Wohnstallhaus und Scheune eines Dreiseithofes | 08950546                                            |
| Direkt Bild zu diesem Denkmal hochladen | Wohnstallhaus, Scheune, Toreinfahrt und Einfriedung eines Bauernhofes | Altlindenau 33                                                                                       |           | Wohnstallhaus, Scheune, Toreinfahrt und Einfriedung eines Bauernhofes | 08950548                                            |
| Direkt Bild zu diesem Denkmal hochladen | Kriegerdenkmal für die Gefallenen des 1. Weltkrieges | Altnaundorf -                                                                                        |           | Kriegerdenkmal für die Gefallenen des 1. Weltkrieges | 08950864                                            |
| Direkt Bild zu diesem Denkmal hochladen | Wohnstallhaus eines ehemaligen Zweiseithofes | Altnaundorf 2                                                                                        |           | Wohnstallhaus eines ehemaligen Zweiseithofes | 08951379                                            |
| Direkt Bild zu diesem Denkmal hochladen | Wohnstallhaus eines ehemaligen Zweiseithofes | Altnaundorf 4                                                                                        |           | Wohnstallhaus eines ehemaligen Zweiseithofes | 08950845                                            |
| Direkt Bild zu diesem Denkmal hochladen | Wohnstallhaus, Seitengebäude, Stallgebäude, Scheune und Torpfeiler eines Vierseithofes | Altnaundorf 5                                                                                        |           | Wohnstallhaus, Seitengebäude, Stallgebäude, Scheune und Torpfeiler eines Vierseithofes | 08950846                                            |
| Direkt Bild zu diesem Denkmal hochladen | Wohnstallhaus, Scheune und Toreinfahrt eines Zweiseithofes | Altnaundorf 6                                                                                        |           | Wohnstallhaus, Scheune und Toreinfahrt eines Zweiseithofes | 08950847                                            |
| Direkt Bild zu diesem Denkmal hochladen | Wohnstallhaus, Seitengebäude und Torpfeiler eines Dreiseithofes | Altnaundorf 7; 7a                                                                                    |           | Wohnstallhaus, Seitengebäude und Torpfeiler eines Dreiseithofes | 08950848                                            |
| Direkt Bild zu diesem Denkmal hochladen | Wohnstallhaus, Scheune und Torpfeiler eines Zweiseithofes | Altnaundorf 8                                                                                        |           | Wohnstallhaus, Scheune und Torpfeiler eines Zweiseithofes | 08950849                                            |
| Direkt Bild zu diesem Denkmal hochladen | Wohnstallhaus, Scheune und Toranlage eines Zweiseithofes | Altnaundorf 9                                                                                        |           | Wohnstallhaus, Scheune und Toranlage eines Zweiseithofes | 08950850                                            |
| Direkt Bild zu diesem Denkmal hochladen | Wohnstallhaus und Seitengebäude eines Dreiseithofes | Altnaundorf 10                                                                                       |           | Wohnstallhaus und Seitengebäude eines Dreiseithofes | 08950851                                            |
| Direkt Bild zu diesem Denkmal hochladen | Wohnstallhaus (Nr. 11), Seitengebäude (Nr. 11a), Scheune und Torpfeiler eines Dreiseithofes, ehemals Schmiede | Altnaundorf 11; 11a                                                                                  |           | Wohnstallhaus (Nr. 11), Seitengebäude (Nr. 11a), Scheune und Torpfeiler eines Dreiseithofes, ehemals Schmiede | 08950852                                            |
| Direkt Bild zu diesem Denkmal hochladen | Seitengebäude und Torpfeiler eines Bauernhofes | Altnaundorf 12                                                                                       |           | Seitengebäude und Torpfeiler eines Bauernhofes | 08951378                                            |
| Direkt Bild zu diesem Denkmal hochladen | Wohnstallhaus und Keller unter der ehemaligen Scheune | Altnaundorf 13                                                                                       |           | Wohnstallhaus und Keller unter der ehemaligen Scheune | 08950853                                            |
| Direkt Bild zu diesem Denkmal hochladen | Wohnstallhaus eines ehemaligen Zweiseithofes | Altnaundorf 14                                                                                       |           | Wohnstallhaus eines ehemaligen Zweiseithofes | 08950854                                            |
| Direkt Bild zu diesem Denkmal hochladen | Wohnstallhaus, Seitengebäude, Scheune und Torpfeiler eines Bauernhofes | Altnaundorf 19                                                                                       |           | Wohnstallhaus, Seitengebäude, Scheune und Torpfeiler eines Bauernhofes | 08950866                                            |
| Direkt Bild zu diesem Denkmal hochladen | Wohnstallhaus, Nebengebäude (Schankstube) und Torpfeiler eines Dreiseithofes | Altnaundorf 21                                                                                       |           | Wohnstallhaus, Nebengebäude (Schankstube) und Torpfeiler eines Dreiseithofes | 08950868                                            |
| Direkt Bild zu diesem Denkmal hochladen | Wohnstallhaus, Scheune und Toranlage eines Zweiseithofes | Altnaundorf 22                                                                                       |           | Wohnstallhaus, Scheune und Toranlage eines Zweiseithofes | 08950869                                            |
| Direkt Bild zu diesem Denkmal hochladen | Wohnstallhaus, Scheune und Torpfeiler eines Zweiseithofes | Altnaundorf 23                                                                                       |           | Wohnstallhaus, Scheune und Torpfeiler eines Zweiseithofes | 08950870                                            |
| Direkt Bild zu diesem Denkmal hochladen | Wohnstallhaus und Seitengebäude eines Dreiseithofes | Altnaundorf 24                                                                                       |           | Wohnstallhaus und Seitengebäude eines Dreiseithofes | 08950871                                            |
| Direkt Bild zu diesem Denkmal hochladen | Wohnstallhaus (Nr. 25), Seitengebäude (Nr. 25a) und ehemalige Scheune (Nr. 25b) eines Dreiseithofes | Altnaundorf 25; 25a; 25b                                                                             |           | Wohnstallhaus (Nr. 25), Seitengebäude (Nr. 25a) und ehemalige Scheune (Nr. 25b) eines Dreiseithofes | 08950872                                            |
| Direkt Bild zu diesem Denkmal hochladen | Wohnstallhaus, Scheune und Torpfeiler eines Zweiseithofes | Altnaundorf 26                                                                                       |           | Wohnstallhaus, Scheune und Torpfeiler eines Zweiseithofes | 08950873                                            |
| Direkt Bild zu diesem Denkmal hochladen | Wohnstallhaus, Scheune und Torpfeiler eines Zweiseithofes | Altnaundorf 27                                                                                       |           | Wohnstallhaus, Scheune und Torpfeiler eines Zweiseithofes | 08950874                                            |
| Direkt Bild zu diesem Denkmal hochladen | Wohnstallhaus und ehemalige Scheune eines Zweiseithofes | Altnaundorf 28                                                                                       |           | Wohnstallhaus und ehemalige Scheune eines Zweiseithofes | 08950875                                            |
| Direkt Bild zu diesem Denkmal hochladen | Wohnstallhaus, Seitengebäude, Scheune und Torbogen eines Dreiseithofes | Altnaundorf 29                                                                                       |           | Wohnstallhaus, Seitengebäude, Scheune und Torbogen eines Dreiseithofes | 08950876                                            |
| Direkt Bild zu diesem Denkmal hochladen | Wohnstallhaus, Seitengebäude, Scheune und Torpfeiler eines Dreiseithofes | Altnaundorf 30                                                                                       |           | Wohnstallhaus, Seitengebäude, Scheune und Torpfeiler eines Dreiseithofes | 08950877                                            |
| Direkt Bild zu diesem Denkmal hochladen | Wohnstallhaus, Seitengebäude, Scheune und überdachte Toreinfahrt eines Dreiseithofes | Altnaundorf 31                                                                                       |           | Wohnstallhaus, Seitengebäude, Scheune und überdachte Toreinfahrt eines Dreiseithofes | 08950878                                            |
| Direkt Bild zu diesem Denkmal hochladen | Wohnstallhaus, Seitengebäude, Scheune und Torbogen eines Dreiseithofes | Altnaundorf 32                                                                                       |           | Wohnstallhaus, Seitengebäude, Scheune und Torbogen eines Dreiseithofes | 08950879                                            |
| Direkt Bild zu diesem Denkmal hochladen | Wohnstallhaus und Scheune eines Dreiseithofes | Altnaundorf 33                                                                                       |           | Wohnstallhaus und Scheune eines Dreiseithofes | 08950880                                            |
| Direkt Bild zu diesem Denkmal hochladen | Wohnstallhaus (Altnaundorf 34), Seitengebäude und ehemalige Scheune (Bertheltstraße 7) eines Dreiseithofes | Altnaundorf 34                                                                                       |           | Wohnstallhaus (Altnaundorf 34), Seitengebäude und ehemalige Scheune (Bertheltstraße 7) eines Dreiseithofes | 08950881                                            |
| Direkt Bild zu diesem Denkmal hochladen | Wohnstallhaus, Scheune und Torpfeiler eines Dreiseithofes | Altnaundorf 35                                                                                       |           | Wohnstallhaus, Scheune und Torpfeiler eines Dreiseithofes | 08950882                                            |
| Direkt Bild zu diesem Denkmal hochladen | Wohnstallhaus, Seitengebäude und Scheune eines Dreiseithofes | Altnaundorf 37                                                                                       |           | Wohnstallhaus, Seitengebäude und Scheune eines Dreiseithofes | 08950884                                            |
| Direkt Bild zu diesem Denkmal hochladen | Ehemalige Schule und Gemeindehaus, heute Wohnhaus | Altnaundorf 40                                                                                       |           | Ehemalige Schule und Gemeindehaus, heute Wohnhaus | 08951411                                            |
| Direkt Bild zu diesem Denkmal hochladen | Seitengebäude (mit Kumthalle), Scheune und Toranlage (mit Pforte) eines Dreiseithofes | Altserkowitz 1                                                                                       |           | Seitengebäude (mit Kumthalle), Scheune und Toranlage (mit Pforte) eines Dreiseithofes | 08951147                                            |
| Direkt Bild zu diesem Denkmal hochladen | Wohnhaus (mit Inschrifttafel am Giebel), Seitengebäude und Toranlage eines Dreiseithofes | Altserkowitz 3                                                                                       |           | Wohnhaus (mit Inschrifttafel am Giebel), Seitengebäude und Toranlage eines Dreiseithofes | 08951142                                            |
| Direkt Bild zu diesem Denkmal hochladen | Wohnhaus eines Bauernhofes | Altserkowitz 4                                                                                       |           | Wohnhaus eines Bauernhofes | 08951143                                            |
| Direkt Bild zu diesem Denkmal hochladen | Wohnhaus und Seitengebäude eines Hofes | Altserkowitz 14                                                                                      |           | Wohnhaus und Seitengebäude eines Hofes | 08951140                                            |
| Direkt Bild zu diesem Denkmal hochladen | Wohnhaus, Scheune, Einfriedung und Toreinfahrt eines Bauernhofes | Altserkowitz 15                                                                                      |           | Wohnhaus, Scheune, Einfriedung und Toreinfahrt eines Bauernhofes | 08951141                                            |
| Direkt Bild zu diesem Denkmal hochladen | Abgewinkeltes Seitengebäude (mit Oberlaube) eines Bauernhofes | Altserkowitz 19                                                                                      |           | Abgewinkeltes Seitengebäude (mit Oberlaube) eines Bauernhofes | 08951145                                            |
| Direkt Bild zu diesem Denkmal hochladen | Wohnstallhaus, Scheune und Toranlage eines Bauernhofes | Altserkowitz 20                                                                                      |           | Wohnstallhaus, Scheune und Toranlage eines Bauernhofes | 08951146                                            |
| Direkt Bild zu diesem Denkmal hochladen | Denkmal | Altwahnsdorf -                                                                                       |           | Denkmal | 09299996                                            |
| Direkt Bild zu diesem Denkmal hochladen | Triangulationssäule | Altwahnsdorf 12 (bei)                                                                                |           | Triangulationssäule | 08951452                                            |
| Direkt Bild zu diesem Denkmal hochladen | Wohnstallhaus, Seitengebäude (mit Kumthalle), weiteres Seitengebäude, Scheune und Toranlage eines Vierseithofes | Altwahnsdorf 44                                                                                      |           | Wohnstallhaus, Seitengebäude (mit Kumthalle), weiteres Seitengebäude, Scheune und Toranlage eines Vierseithofes | 08950385                                            |
| Direkt Bild zu diesem Denkmal hochladen | Torbogen und Pforte eines Bauernhofes | Altwahnsdorf 63                                                                                      |           | Torbogen und Pforte eines Bauernhofes | 08950381                                            |
| Direkt Bild zu diesem Denkmal hochladen | Denkmal für die Gefallenen des Ersten Weltkrieges des Ortes Wahnsdorf | Altwahnsdorf 63 (vor)                                                                                |           | Denkmal für die Gefallenen des Ersten Weltkrieges des Ortes Wahnsdorf | 09299995                                            |
| Direkt Bild zu diesem Denkmal hochladen | Wohnstallhaus und Scheune eines Bauernhofes | Altwahnsdorf 66                                                                                      |           | Wohnstallhaus und Scheune eines Bauernhofes | 08950383                                            |
| Direkt Bild zu diesem Denkmal hochladen | Wohnhaus und Toranlage eines Bauernhofes | Altwahnsdorf 86                                                                                      |           | Wohnhaus und Toranlage eines Bauernhofes | 08950379                                            |
| Direkt Bild zu diesem Denkmal hochladen | Ehemaliges Genesungsheim mit eigentlichem Heimgebäude (Nr. 2, Kurhaus) und Gebäude mit Personalwohnheim und Heizhaus (Nr. 1) | Alt-Wettinshöhe 1; 2                                                                                 |           | Ehemaliges Genesungsheim mit eigentlichem Heimgebäude (Nr. 2, Kurhaus) und Gebäude mit Personalwohnheim und Heizhaus (Nr. 1) | 08950389                                            |
| Direkt Bild zu diesem Denkmal hochladen | Wohnhaus eines Bauernhofes | Altzitzschewig 2                                                                                     |           | Wohnhaus eines Bauernhofes | 08950797                                            |
| Direkt Bild zu diesem Denkmal hochladen | Torbogen eines Bauernhofes | Altzitzschewig 3                                                                                     |           | Torbogen eines Bauernhofes | 08951380                                            |
| Direkt Bild zu diesem Denkmal hochladen | Wohnstallhaus, Scheune und Einfriedungsmauer eines Bauernhofes | Altzitzschewig 4                                                                                     |           | Wohnstallhaus, Scheune und Einfriedungsmauer eines Bauernhofes | 08950798                                            |
| Direkt Bild zu diesem Denkmal hochladen | Wohnhaus, Seitengebäude, Scheune, Torbogen und Einfriedungsmauer eines Dreiseithofes | Altzitzschewig 5                                                                                     |           | Wohnhaus, Seitengebäude, Scheune, Torbogen und Einfriedungsmauer eines Dreiseithofes | 08950799                                            |
| Direkt Bild zu diesem Denkmal hochladen | Wohnstallhaus und Scheune eines Bauernhofes | Altzitzschewig 7                                                                                     |           | Wohnstallhaus und Scheune eines Bauernhofes | 08950801                                            |
| Direkt Bild zu diesem Denkmal hochladen | Wohnstallhaus, Seitengebäude, Scheune und Toranlage eines Dreiseithofes | Altzitzschewig 8                                                                                     |           | Wohnstallhaus, Seitengebäude, Scheune und Toranlage eines Dreiseithofes | 08950802                                            |
| Direkt Bild zu diesem Denkmal hochladen | Wohnstallhaus, Seitengebäude, Scheune, Toranlage (Torbogen mit Pforte) und Einfriedungsmauer eines Dreiseithofes | Altzitzschewig 10                                                                                    |           | Wohnstallhaus, Seitengebäude, Scheune, Toranlage (Torbogen mit Pforte) und Einfriedungsmauer eines Dreiseithofes | 08950803                                            |
| Direkt Bild zu diesem Denkmal hochladen | Wohnhaus und Scheune eines Bauernhofes | Altzitzschewig 11                                                                                    |           | Wohnhaus und Scheune eines Bauernhofes | 08950805                                            |
| Direkt Bild zu diesem Denkmal hochladen | Wohnstallhaus, Seitengebäude, Scheune und Toranlage eines Dreiseithofes | Altzitzschewig 15                                                                                    |           | Wohnstallhaus, Seitengebäude, Scheune und Toranlage eines Dreiseithofes | 08950807                                            |
| Direkt Bild zu diesem Denkmal hochladen | Wohnstallhaus, Seitengebäude und Keller eines Bauernhofes | Altzitzschewig 16                                                                                    |           | Wohnstallhaus, Seitengebäude und Keller eines Bauernhofes | 08950808                                            |
| Direkt Bild zu diesem Denkmal hochladen | Wohnstallhaus, Seitengebäude, Scheune und Toranlage eines Bauernhofes | Altzitzschewig 17                                                                                    |           | Wohnstallhaus, Seitengebäude, Scheune und Toranlage eines Bauernhofes | 08950809                                            |
| Direkt Bild zu diesem Denkmal hochladen | Wohnstallhaus, Scheune und Keller eines Dreiseithofes | Altzitzschewig 18                                                                                    |           | Wohnstallhaus, Scheune und Keller eines Dreiseithofes | 08950810                                            |
| Direkt Bild zu diesem Denkmal hochladen | Einzeldenkmal der Sachgesamtheit Kleinbahn Radebeul - Radeburg (siehe auch Sachgesamtheitsliste - Obj. 08950103, ohne Anschrift): Eisenbahnerwohnhaus | Am Alten Güterboden 2                                                                                |           | Einzeldenkmal der Sachgesamtheit Kleinbahn Radebeul - Radeburg (siehe auch Sachgesamtheitsliste - Obj. 08950103, ohne Anschrift): Eisenbahnerwohnhaus | 09299992                                            |
| Direkt Bild zu diesem Denkmal hochladen | Einzeldenkmal der Sachgesamtheit Kleinbahn Radebeul - Radeburg (siehe auch Sachgesamtheitsliste - Obj. 08950103, ohne Anschrift): ehemalige Güterabfertigung, heute Schmalspurbahnmuseum | Am Alten Güterboden 4                                                                                |           | Einzeldenkmal der Sachgesamtheit Kleinbahn Radebeul - Radeburg (siehe auch Sachgesamtheitsliste - Obj. 08950103, ohne Anschrift): ehemalige Güterabfertigung, heute Schmalspurbahnmuseum | 09299993                                            |
| Direkt Bild zu diesem Denkmal hochladen | Villa | Am Bornberge 2                                                                                       |           | Villa | 08950754                                            |
| Direkt Bild zu diesem Denkmal hochladen | Landhaus, gepflasterte Zufahrt und Einfriedung | Am Bornberge 5                                                                                       |           | Landhaus, gepflasterte Zufahrt und Einfriedung | 08951280                                            |
| Direkt Bild zu diesem Denkmal hochladen | Mietvilla mit zwei Gartenlauben, Teilen des Gartens und Einfriedung | Am Bornberge 9                                                                                       |           | Mietvilla mit zwei Gartenlauben, Teilen des Gartens und Einfriedung | 08950755                                            |
| Direkt Bild zu diesem Denkmal hochladen | Villa, mit Stützmauer | Am Bornberge 10                                                                                      |           | Villa, mit Stützmauer | 08950763                                            |
| Direkt Bild zu diesem Denkmal hochladen | Villa, dazu Stützmauer und Toreinfahrt | Am Bornberge 16                                                                                      |           | Villa, dazu Stützmauer und Toreinfahrt | 08950722                                            |
| Direkt Bild zu diesem Denkmal hochladen | Einzeldenkmale der Sachgesamtheit Staatsweinberg Goldener Wagen: Toranlage und Gerätehaus (siehe auch Sachgesamtheitsliste - Obj. 09302632, gleiche Anschrift) | Am Goldenen Wagen -                                                                                  |           | Einzeldenkmale der Sachgesamtheit Staatsweinberg Goldener Wagen: Toranlage und Gerätehaus (siehe auch Sachgesamtheitsliste - Obj. 09302632, gleiche Anschrift) | 08950298                                            |
| Direkt Bild zu diesem Denkmal hochladen | Sachgesamtheit Staatsweinberg Goldener Wagen, mit folgenden Einzeldenkmalen: Toranlage und Gerätehaus (siehe Einzeldenkmalliste - Obj. 08950298, gleiche Anschrift) und dem Weinberg (Gartendenkmal) mit Weinbergmauern (Sachgesamtheitsteil) | Am Goldenen Wagen -                                                                                  |           | Sachgesamtheit Staatsweinberg Goldener Wagen, mit folgenden Einzeldenkmalen: Toranlage und Gerätehaus (siehe Einzeldenkmalliste - Obj. 08950298, gleiche Anschrift) und dem Weinberg (Gartendenkmal) mit Weinbergmauern (Sachgesamtheitsteil) | 09302632                                            |
| Direkt Bild zu diesem Denkmal hochladen | Villa mit Stützmauer und Eckpavillon | Am Goldenen Wagen 12                                                                                 |           | Villa mit Stützmauer und Eckpavillon | 08950295                                            |
| Direkt Bild zu diesem Denkmal hochladen | Wohnhaus in offener Bebauung, mit Einfriedung und Pforte | Am Goldenen Wagen 14                                                                                 |           | Wohnhaus in offener Bebauung, mit Einfriedung und Pforte | 08950297                                            |
| Direkt Bild zu diesem Denkmal hochladen | Wohnhaus in offener Bebauung, mit Einfriedung | Am Goldenen Wagen 16                                                                                 |           | Wohnhaus in offener Bebauung, mit Einfriedung | 08950296                                            |
| Direkt Bild zu diesem Denkmal hochladen | Sachgesamtheit Alter Friedhof, mit den Einzeldenkmalen: Parentationshalle, Einfriedungsmauer, Diakonissengräbern und einigen alten Grabmalen (siehe Einzeldenkmalliste - Obj. 08951427, gleiche Anschrift) | Am Gottesacker -                                                                                     |           | Sachgesamtheit Alter Friedhof, mit den Einzeldenkmalen: Parentationshalle, Einfriedungsmauer, Diakonissengräbern und einigen alten Grabmalen (siehe Einzeldenkmalliste - Obj. 08951427, gleiche Anschrift) | 09304896                                            |
| Direkt Bild zu diesem Denkmal hochladen | Einzeldenkmale der Sachgesamtheit Alter Friedhof: Parentationshalle, Einfriedungsmauer, Diakonissengräber und einige alte Grabmale (siehe Sachgesamtheitsliste - Obj. 09304896, gleiche Anschrift) | Am Gottesacker -                                                                                     |           | Einzeldenkmale der Sachgesamtheit Alter Friedhof: Parentationshalle, Einfriedungsmauer, Diakonissengräber und einige alte Grabmale (siehe Sachgesamtheitsliste - Obj. 09304896, gleiche Anschrift) | 08951427                                            |
| Direkt Bild zu diesem Denkmal hochladen | Wohnhaus in offener Bebauung | Am Gottesacker 14                                                                                    |           | Wohnhaus in offener Bebauung | 08951247                                            |
| Direkt Bild zu diesem Denkmal hochladen | Villa | Am Jacobstein 1                                                                                      |           | Villa | 08950747                                            |
| Direkt Bild zu diesem Denkmal hochladen | Winzerhaus, mit Gartenmauer | Am Jacobstein 2                                                                                      |           | Winzerhaus, mit Gartenmauer | 08950770                                            |
| Direkt Bild zu diesem Denkmal hochladen | Mietvilla mit Einfriedung | Am Jacobstein 9                                                                                      |           | Mietvilla mit Einfriedung | 08950771                                            |
| Direkt Bild zu diesem Denkmal hochladen | Winzerhaus mit Weinberg (Gartendenkmal) und Einfriedungsmauer | Am Jacobstein 40                                                                                     |           | Winzerhaus mit Weinberg (Gartendenkmal) und Einfriedungsmauer | 08950772                                            |
| Direkt Bild zu diesem Denkmal hochladen | Wohnstallhaus eines Bauernhofes | Am Kreis 2                                                                                           |           | Wohnstallhaus eines Bauernhofes | 08951077                                            |
| Direkt Bild zu diesem Denkmal hochladen | Wohnstallhaus, Seitengebäude, Scheune (mit angebautem Stallteil), Toreinfahrt und Vorgarten-Einfriedung eines Bauernhofes | Am Kreis 14                                                                                          |           | Wohnstallhaus, Seitengebäude, Scheune (mit angebautem Stallteil), Toreinfahrt und Vorgarten-Einfriedung eines Bauernhofes | 08951075                                            |
| Direkt Bild zu diesem Denkmal hochladen | Wasserturm | Am Wasserturm -                                                                                      |           | Wasserturm | 08950170                                            |
| Direkt Bild zu diesem Denkmal hochladen | Winzerhaus mit Wirtschaftsgebäude | An den Brunnen 34                                                                                    |           | Winzerhaus mit Wirtschaftsgebäude | 08951435                                            |
| Direkt Bild zu diesem Denkmal hochladen | Bootshaus | An der Festwiese 9                                                                                   |           | Bootshaus | 08951284                                            |
| Direkt Bild zu diesem Denkmal hochladen | Mietvilla mit Einfriedung | An der Jägermühle 1                                                                                  |           | Mietvilla mit Einfriedung | 08950434                                            |
| Direkt Bild zu diesem Denkmal hochladen | Wohnhaus in offener Bebauung, mit Nebengebäude und Einfriedung | An der Jägermühle 3                                                                                  |           | Wohnhaus in offener Bebauung, mit Nebengebäude und Einfriedung | 08950433                                            |
| Direkt Bild zu diesem Denkmal hochladen | Wohnhaus mit Nebengebäude und Einfriedung | An der Jägermühle 5                                                                                  |           | Wohnhaus mit Nebengebäude und Einfriedung | 08950432                                            |
| Direkt Bild zu diesem Denkmal hochladen | Wohnhaus in offener Bebauung, mit Einfriedung | An der Jägermühle 9                                                                                  |           | Wohnhaus in offener Bebauung, mit Einfriedung | 08950431                                            |
| Direkt Bild zu diesem Denkmal hochladen | Mehrfamilienhaus, mit Einfriedung und Nebengebäude (bauliche Einheit mit Nr. 8) | An der Siedlung 6                                                                                    |           | Mehrfamilienhaus, mit Einfriedung und Nebengebäude (bauliche Einheit mit Nr. 8) | 08950997                                            |
| Direkt Bild zu diesem Denkmal hochladen | Mehrfamilienhaus, mit Einfriedung und Nebengebäude (bauliche Einheit mit Nr. 6) | An der Siedlung 8                                                                                    |           | Mehrfamilienhaus, mit Einfriedung und Nebengebäude (bauliche Einheit mit Nr. 6) | 08951327                                            |
| Direkt Bild zu diesem Denkmal hochladen | Wohnstallhaus und Scheune eines Zweiseithofes | An der Unterführung 5                                                                                |           | Wohnstallhaus und Scheune eines Zweiseithofes | 08951424                                            |
| Direkt Bild zu diesem Denkmal hochladen | Ehemaliges Gasthaus mit Hauptgebäude und seitlichem Pavillon | An der Wilhelmshöhe 10                                                                               |           | Ehemaliges Gasthaus mit Hauptgebäude und seitlichem Pavillon | 08950370                                            |
| Direkt Bild zu diesem Denkmal hochladen | Ehemaliges Genesungsheim | Auerweg 1a                                                                                           |           | Ehemaliges Genesungsheim | 08950311                                            |
| Direkt Bild zu diesem Denkmal hochladen | Landsitz mit Villengebäude (Nr. 2, im Kern Winzerhaus), Remise, Pforte, Einfriedung, Toranlage, Allee sowie kleinem Wohnhaus (sogenanntes Gärtnerhaus, Nr. 2a) an der Wegekreuzung und Resten eines Parks (Gartendenkmal) | Auerweg 2; 2a                                                                                        |           | Landsitz mit Villengebäude (Nr. 2, im Kern Winzerhaus), Remise, Pforte, Einfriedung, Toranlage, Allee sowie kleinem Wohnhaus (sogenanntes Gärtnerhaus, Nr. 2a) an der Wegekreuzung und Resten eines Parks (Gartendenkmal) | 08950388                                            |
| Direkt Bild zu diesem Denkmal hochladen | Ehemaliges Villengebäude, später Schule | Auf den Bergen 9                                                                                     |           | Ehemaliges Villengebäude, später Schule | 08950273                                            |
| Direkt Bild zu diesem Denkmal hochladen | Wohnhaus | Auf den Bergen 11                                                                                    |           | Wohnhaus | 08950329                                            |
| Direkt Bild zu diesem Denkmal hochladen | Wohnhaus in offener Bebauung | Auf den Scherzen 3                                                                                   |           | Wohnhaus in offener Bebauung | 08951129                                            |
| Direkt Bild zu diesem Denkmal hochladen | Wohnhaus einer ehemaligen Gärtnerei | August-Bebel-Straße 2                                                                                |           | Wohnhaus einer ehemaligen Gärtnerei | 08950063                                            |
| Direkt Bild zu diesem Denkmal hochladen | Mietvilla (mit originaler Ausstattung) und Einfriedung | August-Bebel-Straße 5                                                                                |           | Mietvilla (mit originaler Ausstattung) und Einfriedung | 08950064                                            |
| Direkt Bild zu diesem Denkmal hochladen | Wohnhaus in offener Bebauung, mit Einfriedung | August-Bebel-Straße 9                                                                                |           | Wohnhaus in offener Bebauung, mit Einfriedung | 08950065                                            |
| Direkt Bild zu diesem Denkmal hochladen | Mehrfamilienhaus, mit Einfriedung (siehe auch Nr. 19) | August-Bebel-Straße 17                                                                               |           | Mehrfamilienhaus, mit Einfriedung (siehe auch Nr. 19) | 08950067                                            |
| Direkt Bild zu diesem Denkmal hochladen | Mehrfamilienhaus, mit Einfriedung (siehe auch Nr. 17) | August-Bebel-Straße 19                                                                               |           | Mehrfamilienhaus, mit Einfriedung (siehe auch Nr. 17) | 08951337                                            |
| Direkt Bild zu diesem Denkmal hochladen | Mietshaus in Ecklage in offener Bebauung, mit Einfriedung | August-Bebel-Straße 20                                                                               |           | Mietshaus in Ecklage in offener Bebauung, mit Einfriedung | 08950102                                            |
| Direkt Bild zu diesem Denkmal hochladen | Doppelwohnhaus (Anschriften: August-Bebel-Straße 21 und Goethestraße 17) in offener Bebauung und in Ecklage, mit Einfriedung | August-Bebel-Straße 21                                                                               |           | Doppelwohnhaus (Anschriften: August-Bebel-Straße 21 und Goethestraße 17) in offener Bebauung und in Ecklage, mit Einfriedung | 08950068                                            |
| Direkt Bild zu diesem Denkmal hochladen | Villa mit Villengarten (Gartendenkmal), Blockhütte und Einfriedung | August-Bebel-Straße 23                                                                               |           | Villa mit Villengarten (Gartendenkmal), Blockhütte und Einfriedung | 08950075                                            |
| Direkt Bild zu diesem Denkmal hochladen | Villa | August-Bebel-Straße 27                                                                               |           | Villa | 08950074                                            |
| Direkt Bild zu diesem Denkmal hochladen | Zwei Gebäude eines Gasthauses (August-Bebel-Straße 30 und Maxim-Gorki-Straße 40) | August-Bebel-Straße 30                                                                               |           | Zwei Gebäude eines Gasthauses (August-Bebel-Straße 30 und Maxim-Gorki-Straße 40) | 08951416                                            |
| Direkt Bild zu diesem Denkmal hochladen | Transformatorenhäuschen (mit zwei Plastiken) | Augustusweg -                                                                                        |           | Transformatorenhäuschen (mit zwei Plastiken) | 08950368                                            |
| Direkt Bild zu diesem Denkmal hochladen | Villa, mit Anbauten | Augustusweg 1                                                                                        |           | Villa, mit Anbauten | 08950271                                            |
| Direkt Bild zu diesem Denkmal hochladen | Einzeldenkmal der Sachgesamtheit Kleinbahn Radebeul - Radeburg: Haltepunkt mit Empfangsgebäude und Wartehalle (siehe Sachgesamtheitsliste - Obj. 08950103, ohne Anschrift) | Augustusweg 2                                                                                        |           | Einzeldenkmal der Sachgesamtheit Kleinbahn Radebeul - Radeburg: Haltepunkt mit Empfangsgebäude und Wartehalle (siehe Sachgesamtheitsliste - Obj. 08950103, ohne Anschrift) | 08950092                                            |
| Direkt Bild zu diesem Denkmal hochladen | Villa mit Einfriedung | Augustusweg 3                                                                                        |           | Villa mit Einfriedung | 08950270                                            |
| Direkt Bild zu diesem Denkmal hochladen | Landhaus mit Landhausgarten (Gartendenkmal) | Augustusweg 4                                                                                        |           | Landhaus mit Landhausgarten (Gartendenkmal) | 08950224                                            |
| Direkt Bild zu diesem Denkmal hochladen | Villa mit daran angebautem Nebengebäude und Einfriedung | Augustusweg 5                                                                                        |           | Villa mit daran angebautem Nebengebäude und Einfriedung | 08950269                                            |
| Direkt Bild zu diesem Denkmal hochladen | Mietshaus in Ecklage und offener Bebauung, mit Einfriedung | Augustusweg 13a                                                                                      |           | Mietshaus in Ecklage und offener Bebauung, mit Einfriedung | 08950236                                            |
| Direkt Bild zu diesem Denkmal hochladen | Villa | Augustusweg 18                                                                                       |           | Villa | 08950223                                            |
| Direkt Bild zu diesem Denkmal hochladen | Villa | Augustusweg 22                                                                                       |           | Villa | 09299759                                            |
| Direkt Bild zu diesem Denkmal hochladen | Villa | Augustusweg 43                                                                                       |           | Villa | 08950175                                            |
| Direkt Bild zu diesem Denkmal hochladen | Villa mit Villengarten (Gartendenkmal) und Einfriedung | Augustusweg 44                                                                                       |           | Villa mit Villengarten (Gartendenkmal) und Einfriedung | 08950186                                            |
| Direkt Bild zu diesem Denkmal hochladen | Wohnhaus in offener Bebauung, mit Einfriedung | Augustusweg 46                                                                                       |           | Wohnhaus in offener Bebauung, mit Einfriedung | 08950173                                            |
| Direkt Bild zu diesem Denkmal hochladen | Villa | Augustusweg 47                                                                                       |           | Villa | 08950160                                            |
| Direkt Bild zu diesem Denkmal hochladen | Landsitz mit Herrenhaus (Hauptgebäude), ehemaligem Gartensaal (Orangerie), Hintergebäude zum Gartensaal, Gärtnerhaus, Remise, oberer und unterer Lustgarten (Gartendenkmal), Einfriedung mit drei Toranlagen, zwei Wasserbecken mit Gartenskulpturen, vier Gartenvasen, ein Wandbrunnen und eine Gartenskulptur | Augustusweg 48                                                                                       |           | Landsitz mit Herrenhaus (Hauptgebäude), ehemaligem Gartensaal (Orangerie), Hintergebäude zum Gartensaal, Gärtnerhaus, Remise, oberer und unterer Lustgarten (Gartendenkmal), Einfriedung mit drei Toranlagen, zwei Wasserbecken mit Gartenskulpturen, vier Gartenvasen, ein Wandbrunnen und eine Gartenskulptur | 08950174                                            |
| Direkt Bild zu diesem Denkmal hochladen | Mietvilla, mit Einfriedung | Augustusweg 51a                                                                                      |           | Mietvilla, mit Einfriedung | 08950185                                            |
| Direkt Bild zu diesem Denkmal hochladen | Mietvilla, mit Garten und Einfriedung | Augustusweg 67                                                                                       |           | Mietvilla, mit Garten und Einfriedung | 08950144                                            |
| Direkt Bild zu diesem Denkmal hochladen | Mietvilla mit Einfriedung | Augustusweg 71                                                                                       |           | Mietvilla mit Einfriedung | 08950129                                            |
| Direkt Bild zu diesem Denkmal hochladen | Winzerhaus (mit Laubengang) und Torpfeiler zum Grundstück | Augustusweg 76                                                                                       |           | Winzerhaus (mit Laubengang) und Torpfeiler zum Grundstück | 08950131                                            |
| Direkt Bild zu diesem Denkmal hochladen | Mietvilla, mit Einfriedung und Toranlage | Augustusweg 77                                                                                       |           | Mietvilla, mit Einfriedung und Toranlage | 08950127                                            |
| Direkt Bild zu diesem Denkmal hochladen | Turmhaus | Augustusweg 80a                                                                                      |           | Turmhaus | 08950132                                            |
| Direkt Bild zu diesem Denkmal hochladen | Villa mit Villengarten (Gartendenkmal) und Einfriedung | Augustusweg 82                                                                                       |           | Villa mit Villengarten (Gartendenkmal) und Einfriedung | 08950128                                            |
| Direkt Bild zu diesem Denkmal hochladen | Villa mit Stütz- und Einfriedungsmauer sowie Toranlage | Augustusweg 88                                                                                       |           | Villa mit Stütz- und Einfriedungsmauer sowie Toranlage | 08950130                                            |
| Direkt Bild zu diesem Denkmal hochladen | Ehemaliges Winzerhaus, später Villa, mit Nebengebäude, Einfriedungsmauer, Toreinfahrt, neu gestalteter Einfriedung sowie Weinpresse | Augustusweg 90; 92                                                                                   |           | Ehemaliges Winzerhaus, später Villa, mit Nebengebäude, Einfriedungsmauer, Toreinfahrt, neu gestalteter Einfriedung sowie Weinpresse | 08950126                                            |
| Direkt Bild zu diesem Denkmal hochladen | Ehemaliges Winzerhaus, später Wohnhaus, mit Einfriedung | Augustusweg 96                                                                                       |           | Ehemaliges Winzerhaus, später Wohnhaus, mit Einfriedung | 08950182                                            |
| Direkt Bild zu diesem Denkmal hochladen | Villa, Terrasse mit Treppenanlage, Gartengestaltung, Zufahrt, Einfriedung und Toranlage | Augustusweg 100                                                                                      |           | Villa, Terrasse mit Treppenanlage, Gartengestaltung, Zufahrt, Einfriedung und Toranlage | 08951436                                            |
| Direkt Bild zu diesem Denkmal hochladen | Villa mit Einfriedung und Garten | Augustusweg 105                                                                                      |           | Villa mit Einfriedung und Garten | 08950123                                            |
| Direkt Bild zu diesem Denkmal hochladen | Sachgesamtheit Haus Jägerberg, mit den Einzeldenkmalen: Villa (mit seitlichem Wintergarten), Wirtschaftsgebäude (über winkelförmigem Grundriss, unter anderem mit Stall, Remise und Torhaus), Scheune (heute Wohnhaus), Eiskeller, Gartenplastik am Keller sowie Einfriedung mit zwei Toranlagen am Augustusweg und Graue-Presse-Weg (siehe Einzeldenkmalliste - Obj. 08950125, gleiche Anschrift) weiterhin unterem und oberem Park (Gartendenkmal, mit Staffagebauten als Sachgesamtheitsteile) | Augustusweg 110                                                                                      |           | Sachgesamtheit Haus Jägerberg, mit den Einzeldenkmalen: Villa (mit seitlichem Wintergarten), Wirtschaftsgebäude (über winkelförmigem Grundriss, unter anderem mit Stall, Remise und Torhaus), Scheune (heute Wohnhaus), Eiskeller, Gartenplastik am Keller sowie Einfriedung mit zwei Toranlagen am Augustusweg und Graue-Presse-Weg (siehe Einzeldenkmalliste - Obj. 08950125, gleiche Anschrift) weiterhin unterem und oberem Park (Gartendenkmal, mit Staffagebauten als Sachgesamtheitsteile) | 09304990                                            |
| Direkt Bild zu diesem Denkmal hochladen | Einzeldenkmale der Sachgesamtheit Haus Jägerberg, mit den Einzeldenkmalen: Villa (mit seitlichem Wintergarten), Wirtschaftsgebäude (über winkelförmigem Grundriss, unter anderem mit Stall, Remise und Torhaus), Scheune (heute Wohnhaus), Eiskeller, Gartenplastik am Keller sowie Einfriedung mit zwei Toranlagen an Augustusweg und Graue-Presse-Weg (siehe Sachgesamtheitsliste - Obj. 09304990, gleiche Anschrift) | Augustusweg 110                                                                                      |           | Einzeldenkmale der Sachgesamtheit Haus Jägerberg, mit den Einzeldenkmalen: Villa (mit seitlichem Wintergarten), Wirtschaftsgebäude (über winkelförmigem Grundriss, unter anderem mit Stall, Remise und Torhaus), Scheune (heute Wohnhaus), Eiskeller, Gartenplastik am Keller sowie Einfriedung mit zwei Toranlagen an Augustusweg und Graue-Presse-Weg (siehe Sachgesamtheitsliste - Obj. 09304990, gleiche Anschrift) | 08950125                                            |
| Direkt Bild zu diesem Denkmal hochladen | Krankenhausgebäude (Nr. 112) und Wohnhaus mit Anbau (Nr. 112a), dazu Grenzstein im Krankenhausgelände und Teile der Einfriedung | Augustusweg 112; 112a                                                                                |           | Krankenhausgebäude (Nr. 112) und Wohnhaus mit Anbau (Nr. 112a), dazu Grenzstein im Krankenhausgelände und Teile der Einfriedung | 08950124                                            |
| Direkt Bild zu diesem Denkmal hochladen | Gebäude (mit mehreren Hausnummern Nr. 114-114g) eines ehemaligen Weingutes und Saalbau (Nr. 116/116a) | Augustusweg 114; 114a; 114b; 114c; 114d; 114e; 114f; 114g; 116; 116a                                 |           | Gebäude (mit mehreren Hausnummern Nr. 114-114g) eines ehemaligen Weingutes und Saalbau (Nr. 116/116a) | 08950181                                            |
| Direkt Bild zu diesem Denkmal hochladen | Mosaiksteinpflaster und Lindenallee | Bahnhofstraße 1; 5; 6; 7; 8; 8a; 17; 18; 19 (vor)                                                    |           | Mosaiksteinpflaster und Lindenallee | 09306732                                            |
| Direkt Bild zu diesem Denkmal hochladen | Wohn- und Geschäftshaus in geschlossener Bebauung | Bahnhofstraße 7                                                                                      |           | Wohn- und Geschäftshaus in geschlossener Bebauung | 08951180                                            |
| Direkt Bild zu diesem Denkmal hochladen | Mietshaus in geschlossener Bebauung | Bahnhofstraße 8                                                                                      |           | Mietshaus in geschlossener Bebauung | 08951181                                            |
| Direkt Bild zu diesem Denkmal hochladen | Mietshaus in geschlossener Bebauung | Bahnhofstraße 8a                                                                                     |           | Mietshaus in geschlossener Bebauung | 08951182                                            |
| Direkt Bild zu diesem Denkmal hochladen | Empfangsgebäude eines Bahnhofs, mit angebauter Bahnsteigüberdachung | Bahnhofstraße 10                                                                                     |           | Empfangsgebäude eines Bahnhofs, mit angebauter Bahnsteigüberdachung | 08951184                                            |
| Direkt Bild zu diesem Denkmal hochladen | Gaststättengebäude, ehemaliges Hotel | Bahnhofstraße 11                                                                                     |           | Gaststättengebäude, ehemaliges Hotel | 08951307                                            |
| Direkt Bild zu diesem Denkmal hochladen | Mietshaus in offener Bebauung | Bahnhofstraße 12                                                                                     |           | Mietshaus in offener Bebauung | 08950674                                            |
| Direkt Bild zu diesem Denkmal hochladen | Ehemaliges Postgebäude | Bahnhofstraße 12b                                                                                    |           | Ehemaliges Postgebäude | 08950675                                            |
| Direkt Bild zu diesem Denkmal hochladen | Mietshaus in halboffener Bebauung | Bahnhofstraße 17                                                                                     |           | Mietshaus in halboffener Bebauung | 08951185                                            |
| Direkt Bild zu diesem Denkmal hochladen | Apotheke mit angebautem Nebengebäude | Bahnhofstraße 19                                                                                     |           | Apotheke mit angebautem Nebengebäude | 08951186                                            |
| Direkt Bild zu diesem Denkmal hochladen | Sparkasse (Anschriften: Bahnhofstraße 20 und Hermann-Ilgen-Straße 28) | Bahnhofstraße 20                                                                                     |           | Sparkasse (Anschriften: Bahnhofstraße 20 und Hermann-Ilgen-Straße 28) | 08951441                                            |
| Direkt Bild zu diesem Denkmal hochladen | Wohnhaus, daran angebautes Seitengebäude und Scheune eines Bauernhofes | Bahnsteg 1                                                                                           |           | Wohnhaus, daran angebautes Seitengebäude und Scheune eines Bauernhofes | 08951128                                            |
| Direkt Bild zu diesem Denkmal hochladen | Einzeldenkmale der Sachgesamtheit Weingut Hohenhaus: Hauptgebäude (Weinbau-Herrenhaus, später zur Villa umgebaut, einschließlich Ausstattung), Toranlage und Einfriedungsmauer (siehe Sachgesamtheitsliste - Obj. 09304991, Barkengasse 6) | Barkengasse 6                                                                                        |           | Einzeldenkmale der Sachgesamtheit Weingut Hohenhaus: Hauptgebäude (Weinbau-Herrenhaus, später zur Villa umgebaut, einschließlich Ausstattung), Toranlage und Einfriedungsmauer (siehe Sachgesamtheitsliste - Obj. 09304991, Barkengasse 6) | 08950584                                            |
| Direkt Bild zu diesem Denkmal hochladen | Sachgesamtheit Weingut Hohenhaus, mit den Einzeldenkmalen: Hauptgebäude (Weinbau-Herrenhaus, später zur Villa umgebaut, einschließlich Ausstattung), Toranlage und Einfriedungsmauer (siehe Einzeldenkmalliste - Obj. 08950584, Barkengasse 6), Wohnhaus (siehe Einzeldenkmalliste - Obj. 08950842, Mittlere Bergstraße 20) und Gärtnerei (mit Gärtnerhaus, Toranlage und Einfriedungsmauer sowie Heizhaus einschließlich Dampfmaschine und Schornstein) eines Weingutes (siehe Einzeldenkmalliste - Obj. 08951401, Mittlere Bergstraße 22) sowie Park (Gartendenkmal, mit Staffage) und mit den Sachgesamtheitsteilen: Nebengebäude am Hohenhausweg und Gewächshaus nahe der Mittleren Bergstraße | Barkengasse 6                                                                                        |           | Sachgesamtheit Weingut Hohenhaus, mit den Einzeldenkmalen: Hauptgebäude (Weinbau-Herrenhaus, später zur Villa umgebaut, einschließlich Ausstattung), Toranlage und Einfriedungsmauer (siehe Einzeldenkmalliste - Obj. 08950584, Barkengasse 6), Wohnhaus (siehe Einzeldenkmalliste - Obj. 08950842, Mittlere Bergstraße 20) und Gärtnerei (mit Gärtnerhaus, Toranlage und Einfriedungsmauer sowie Heizhaus einschließlich Dampfmaschine und Schornstein) eines Weingutes (siehe Einzeldenkmalliste - Obj. 08951401, Mittlere Bergstraße 22) sowie Park (Gartendenkmal, mit Staffage) und mit den Sachgesamtheitsteilen: Nebengebäude am Hohenhausweg und Gewächshaus nahe der Mittleren Bergstraße | 09304991                                            |
| Direkt Bild zu diesem Denkmal hochladen | Ehemaliges Weingut, Hauptgebäude mit Flügelbau sowie Einfriedungsmauer und Toranlage | Barkengasse 17                                                                                       |           | Ehemaliges Weingut, Hauptgebäude mit Flügelbau sowie Einfriedungsmauer und Toranlage | 08950585                                            |
| Direkt Bild zu diesem Denkmal hochladen | Mehrfamilienhaus (mit zwei Eingängen) | Barthübelstraße 1; 3                                                                                 |           | Mehrfamilienhaus (mit zwei Eingängen) | 08950988                                            |
| Direkt Bild zu diesem Denkmal hochladen | Villa mit Nebengebäude, Gartenlaube, Plastik im Garten, Torpfeilern und Einfriedung | Bennostraße 2                                                                                        |           | Villa mit Nebengebäude, Gartenlaube, Plastik im Garten, Torpfeilern und Einfriedung | 08950230                                            |
| Direkt Bild zu diesem Denkmal hochladen | Mietvilla | Bennostraße 3                                                                                        |           | Mietvilla | 08950280                                            |
| Direkt Bild zu diesem Denkmal hochladen | Landhaus mit Nebengebäude, Toranlage und Garten | Bennostraße 7                                                                                        |           | Landhaus mit Nebengebäude, Toranlage und Garten | 08950204                                            |
| Direkt Bild zu diesem Denkmal hochladen | Ehemaliges Winzerhaus mit Anbau, Neben- und Hintergebäude sowie Toranlage | Bennostraße 11                                                                                       |           | Ehemaliges Winzerhaus mit Anbau, Neben- und Hintergebäude sowie Toranlage | 08950203                                            |
| Direkt Bild zu diesem Denkmal hochladen | Winzerhaus, mit Anbau | Bennostraße 15                                                                                       |           | Winzerhaus, mit Anbau | 08950202                                            |
| Direkt Bild zu diesem Denkmal hochladen | Villa | Bennostraße 23                                                                                       |           | Villa | 08950200                                            |
| Direkt Bild zu diesem Denkmal hochladen | Ehemaliges Winzerhaus, später Wohnhaus, mit Nebengebäude und Toranlage | Bennostraße 25                                                                                       |           | Ehemaliges Winzerhaus, später Wohnhaus, mit Nebengebäude und Toranlage | 08950199                                            |
| Direkt Bild zu diesem Denkmal hochladen | Wohnhaus in offener Bebauung, mit Einfriedung und Pforte | Bennostraße 27a                                                                                      |           | Wohnhaus in offener Bebauung, mit Einfriedung und Pforte | 08951399                                            |
| Direkt Bild zu diesem Denkmal hochladen | Villa mit Anbau, Villengarten (Gartendenkmal) und Einfriedung | Bennostraße 29                                                                                       |           | Villa mit Anbau, Villengarten (Gartendenkmal) und Einfriedung | 08950198                                            |
| Direkt Bild zu diesem Denkmal hochladen | Wohnhaus in Ecklage in offener Bebauung, mit Einfriedung | Bennostraße 34                                                                                       |           | Wohnhaus in Ecklage in offener Bebauung, mit Einfriedung | 08950196                                            |
| Direkt Bild zu diesem Denkmal hochladen | Weinberghaus mit Einfriedung und Weinberg (Gartendenkmal) | Bennostraße 35                                                                                       |           | Weinberghaus mit Einfriedung und Weinberg (Gartendenkmal) | 08950193                                            |
| Direkt Bild zu diesem Denkmal hochladen | Wohnhaus in offener Bebauung in Ecklage, mit Einfriedung | Bennostraße 36                                                                                       |           | Wohnhaus in offener Bebauung in Ecklage, mit Einfriedung | 08950195                                            |
| Direkt Bild zu diesem Denkmal hochladen | Doppelwohnhaus in offener Bebauung, mit Einfriedung | Bennostraße 38; 40                                                                                   |           | Doppelwohnhaus in offener Bebauung, mit Einfriedung | 09304564                                            |
| Direkt Bild zu diesem Denkmal hochladen | Landhaus (Villa), weiterhin Winzerhaus einschließlich Anbau, Scheune, Toreinfahrt, Garten und Weinberg (Gartendenkmal) sowie Stütz- und Einfriedungsmauern eines Weingutes | Bennostraße 41                                                                                       |           | Landhaus (Villa), weiterhin Winzerhaus einschließlich Anbau, Scheune, Toreinfahrt, Garten und Weinberg (Gartendenkmal) sowie Stütz- und Einfriedungsmauern eines Weingutes | 08950192                                            |
| Direkt Bild zu diesem Denkmal hochladen | Wohnhaus in offener Bebauung, mit Brunnenhaus, Garten (einschließlich Terrassierung und Bepflanzung, Gartendenkmal) sowie Einfriedung und Toreinfahrt | Bergblick 2                                                                                          |           | Wohnhaus in offener Bebauung, mit Brunnenhaus, Garten (einschließlich Terrassierung und Bepflanzung, Gartendenkmal) sowie Einfriedung und Toreinfahrt | 08950267                                            |
| Direkt Bild zu diesem Denkmal hochladen | Villa | Bergblick 3                                                                                          |           | Villa | 08950268                                            |
| Direkt Bild zu diesem Denkmal hochladen | Villa mit Einfriedung | Bernhard-Voß-Straße 17                                                                               |           | Villa mit Einfriedung | 08951253                                            |
| Direkt Bild zu diesem Denkmal hochladen | Mietvilla, mit Einfriedung | Bernhard-Voß-Straße 18                                                                               |           | Mietvilla, mit Einfriedung | 08951258                                            |
| Direkt Bild zu diesem Denkmal hochladen | Mietvilla | Bernhard-Voß-Straße 23                                                                               |           | Mietvilla | 08951254                                            |
| Direkt Bild zu diesem Denkmal hochladen | Fabrikantenvilla (Nr. 25) und Produktionsgebäude (Nr. 25a) einer Fabrik | Bernhard-Voß-Straße 25; 25a                                                                          |           | Fabrikantenvilla (Nr. 25) und Produktionsgebäude (Nr. 25a) einer Fabrik | 08951259                                            |
| Direkt Bild zu diesem Denkmal hochladen | Schule (mit Ausstattung wie Farbglasfenster), mit Hintergebäude (wohl Toilettenhäuschen) und rückwärtiger Turnhalle | Bertheltstraße 10                                                                                    |           | Schule (mit Ausstattung wie Farbglasfenster), mit Hintergebäude (wohl Toilettenhäuschen) und rückwärtiger Turnhalle | 08950865                                            |
| Direkt Bild zu diesem Denkmal hochladen | Wohnhaus in offener Bebauung, mit Einfriedung | Birkenstraße 2                                                                                       |           | Wohnhaus in offener Bebauung, mit Einfriedung | 08951332                                            |
| Direkt Bild zu diesem Denkmal hochladen | Wohnhaus in offener Bebauung, mit Einfriedung | Birkenstraße 13                                                                                      |           | Wohnhaus in offener Bebauung, mit Einfriedung | 08950995                                            |
| Direkt Bild zu diesem Denkmal hochladen | Winzerhaus (Nr. 1) und ehemaliges Presshaus (Nr. 1a) sowie Backhaus, kleiner Rundtempel im Garten und Einfriedung mit Pforte und Toreinfahrt | Bischofsweg 1; 1a                                                                                    |           | Winzerhaus (Nr. 1) und ehemaliges Presshaus (Nr. 1a) sowie Backhaus, kleiner Rundtempel im Garten und Einfriedung mit Pforte und Toreinfahrt | 08950831                                            |
| Direkt Bild zu diesem Denkmal hochladen | Winzerhaus mit Anbau, Hochwassermarke, rückwärtiger Scheune und Einfriedung | Bischofsweg 30                                                                                       |           | Winzerhaus mit Anbau, Hochwassermarke, rückwärtiger Scheune und Einfriedung | 08950828                                            |
| Direkt Bild zu diesem Denkmal hochladen | Villa mit Einfriedung | Blumenstraße 4                                                                                       |           | Villa mit Einfriedung | 08950634                                            |
| Direkt Bild zu diesem Denkmal hochladen | Villa mit Einfriedung | Blumenstraße 5                                                                                       |           | Villa mit Einfriedung | 08950633                                            |
| Direkt Bild zu diesem Denkmal hochladen | Mietvilla mit Einfriedung | Blumenstraße 6                                                                                       |           | Mietvilla mit Einfriedung | 08950632                                            |
| Direkt Bild zu diesem Denkmal hochladen | Villa | Blumenstraße 9                                                                                       |           | Villa | 08950631                                            |
| Direkt Bild zu diesem Denkmal hochladen | Villa mit Einfriedung | Blumenstraße 11                                                                                      |           | Villa mit Einfriedung | 08950630                                            |
| Direkt Bild zu diesem Denkmal hochladen | Mietvilla, mit Teilen der Einfriedung | Blumenstraße 12                                                                                      |           | Mietvilla, mit Teilen der Einfriedung | 08950629                                            |
| Direkt Bild zu diesem Denkmal hochladen | Mietvilla | Blumenstraße 15                                                                                      |           | Mietvilla | 08950628                                            |
| Direkt Bild zu diesem Denkmal hochladen | Villa mit Einfriedung | Blumenstraße 16                                                                                      |           | Villa mit Einfriedung | 08950622                                            |
| Direkt Bild zu diesem Denkmal hochladen | Villa | Blumenstraße 17                                                                                      |           | Villa | 08950623                                            |
| Direkt Bild zu diesem Denkmal hochladen | Villa mit Einfriedung | Blumenstraße 19                                                                                      |           | Villa mit Einfriedung | 08950624                                            |
| Direkt Bild zu diesem Denkmal hochladen | Villa, mit Einfriedung und Gartenlaube | Blumenstraße 21                                                                                      |           | Villa, mit Einfriedung und Gartenlaube | 08950625                                            |
| Direkt Bild zu diesem Denkmal hochladen | Villa mit Stützmauer und Eingangstor | Bodelschwinghstraße 2                                                                                |           | Villa mit Stützmauer und Eingangstor | 08951325                                            |
| Direkt Bild zu diesem Denkmal hochladen | Villa, mit Stützmauer | Bodelschwinghstraße 6                                                                                |           | Villa, mit Stützmauer | 08950324                                            |
| Direkt Bild zu diesem Denkmal hochladen | Villa mit Stützmauer einschließlich Einfriedungszaun und Eingangstor sowie Garten | Bodelschwinghstraße 8                                                                                |           | Villa mit Stützmauer einschließlich Einfriedungszaun und Eingangstor sowie Garten | 08950323                                            |
| Direkt Bild zu diesem Denkmal hochladen | Wohnhaus mit Sgraffito | Bodelschwinghstraße 10                                                                               |           | Wohnhaus mit Sgraffito | 08951324                                            |
| Direkt Bild zu diesem Denkmal hochladen | Pavillon | Bodenweg 39b                                                                                         |           | Pavillon | 09300534                                            |
| Direkt Bild zu diesem Denkmal hochladen | Mietvilla | Borstraße 4a                                                                                         |           | Mietvilla | 08950455                                            |
| Direkt Bild zu diesem Denkmal hochladen | Villa mit Nebengebäude, Garten und Brunnen | Borstraße 7                                                                                          |           | Villa mit Nebengebäude, Garten und Brunnen | 08951285                                            |
| Direkt Bild zu diesem Denkmal hochladen | Villa mit Garten und Einfriedung, heute Kath. Pfarrei, ehemals mit Kath. Kapelle in der Villa | Borstraße 11                                                                                         |           | Villa mit Garten und Einfriedung, heute Kath. Pfarrei, ehemals mit Kath. Kapelle in der Villa | 08950464                                            |
| Direkt Bild zu diesem Denkmal hochladen | Villa mit Einfriedung | Borstraße 14                                                                                         |           | Villa mit Einfriedung | 08950463                                            |
| Direkt Bild zu diesem Denkmal hochladen | Villa mit Einfriedung | Borstraße 15                                                                                         |           | Villa mit Einfriedung | 08950530                                            |
| Direkt Bild zu diesem Denkmal hochladen | Villa (Nr. 17) mit Nebengebäude (Nr. 17a) | Borstraße 17; 17a                                                                                    |           | Villa (Nr. 17) mit Nebengebäude (Nr. 17a) | 08950551                                            |
| Direkt Bild zu diesem Denkmal hochladen | Villa mit Nebengebäude, Villengarten (mit Brunnen, Gartendenkmal), Toreinfahrt und Einfriedung mit portalartiger Pforte | Borstraße 19                                                                                         |           | Villa mit Nebengebäude, Villengarten (mit Brunnen, Gartendenkmal), Toreinfahrt und Einfriedung mit portalartiger Pforte | 08950552                                            |
| Direkt Bild zu diesem Denkmal hochladen | Villa und Villengarten (mit Terrassenanlage, Gartendenkmal) | Borstraße 27                                                                                         |           | Villa und Villengarten (mit Terrassenanlage, Gartendenkmal) | 08950554                                            |
| Direkt Bild zu diesem Denkmal hochladen | Villa (Teil eines Krankenhauses) | Borstraße 28                                                                                         |           | Villa (Teil eines Krankenhauses) | 08950553                                            |
| Direkt Bild zu diesem Denkmal hochladen | Einfriedung und Toreinfahrt eines Wohnhaus-Grundstücks | Borstraße 33                                                                                         |           | Einfriedung und Toreinfahrt eines Wohnhaus-Grundstücks | 09305884                                            |
| Direkt Bild zu diesem Denkmal hochladen | Villa mit Anbauten, Einfriedung und Toreinfahrt | Borstraße 41                                                                                         |           | Villa mit Anbauten, Einfriedung und Toreinfahrt | 09305339                                            |
| Direkt Bild zu diesem Denkmal hochladen | Villa mit Nebengebäude und Einfriedung | Borstraße 47                                                                                         |           | Villa mit Nebengebäude und Einfriedung | 08950558                                            |
| Direkt Bild zu diesem Denkmal hochladen | Wohnhaus in offener Bebauung und Ecklage | Borstraße 54                                                                                         |           | Wohnhaus in offener Bebauung und Ecklage | 08950557                                            |
| Direkt Bild zu diesem Denkmal hochladen | Mehrfamilienhaus (mit zwei Eingängen) einer Siedlung | Brockwitzer Straße 2; 4                                                                              |           | Mehrfamilienhaus (mit zwei Eingängen) einer Siedlung | 08950836                                            |
| Direkt Bild zu diesem Denkmal hochladen | Wohnstallhaus eines Dreiseithofes | Brunnenplatz 1                                                                                       |           | Wohnstallhaus eines Dreiseithofes | 08950971                                            |
| Direkt Bild zu diesem Denkmal hochladen | Wohnhaus eines Bauernhofes | Brunnenplatz 4                                                                                       |           | Wohnhaus eines Bauernhofes | 08950973                                            |
| Direkt Bild zu diesem Denkmal hochladen | Wohnhaus eines Bauernhofes | Brunnenplatz 5                                                                                       |           | Wohnhaus eines Bauernhofes | 08950972                                            |
| Direkt Bild zu diesem Denkmal hochladen | Hotelgebäude (ehemals Winzerhäuser) | Burgstraße 2                                                                                         |           | Hotelgebäude (ehemals Winzerhäuser) | 08950331                                            |
| Direkt Bild zu diesem Denkmal hochladen | Villa | Burgstraße 4                                                                                         |           | Villa | 08950328                                            |
| Direkt Bild zu diesem Denkmal hochladen | Mietvilla | Burgstraße 5                                                                                         |           | Mietvilla | 08950327                                            |
| Direkt Bild zu diesem Denkmal hochladen | Mietvilla, mit Einfriedung | Clara-Zetkin-Straße 1                                                                                |           | Mietvilla, mit Einfriedung | 08950031                                            |
| Direkt Bild zu diesem Denkmal hochladen | Wohnhaus in offener Bebauung und in Ecklage | Clara-Zetkin-Straße 11                                                                               |           | Wohnhaus in offener Bebauung und in Ecklage | 08950028                                            |
| Direkt Bild zu diesem Denkmal hochladen | Villa mit Einfriedung | Clara-Zetkin-Straße 12                                                                               |           | Villa mit Einfriedung | 08950027                                            |
| Direkt Bild zu diesem Denkmal hochladen | Mietvilla mit Einfriedung und Toranlage | Clara-Zetkin-Straße 13                                                                               |           | Mietvilla mit Einfriedung und Toranlage | 08950026                                            |
| Direkt Bild zu diesem Denkmal hochladen | Villa mit Einfriedung | Clara-Zetkin-Straße 14                                                                               |           | Villa mit Einfriedung | 08950025                                            |
| Direkt Bild zu diesem Denkmal hochladen | Villa mit Einfriedung und Toreinfahrt | Clara-Zetkin-Straße 15                                                                               |           | Villa mit Einfriedung und Toreinfahrt | 08950024                                            |
| Direkt Bild zu diesem Denkmal hochladen | Mietvilla mit Einfriedung und Toreinfahrt | Clara-Zetkin-Straße 20                                                                               |           | Mietvilla mit Einfriedung und Toreinfahrt | 08950023                                            |
| Direkt Bild zu diesem Denkmal hochladen | Mietvilla mit Einfriedung | Clara-Zetkin-Straße 22                                                                               |           | Mietvilla mit Einfriedung | 08950022                                            |
| Direkt Bild zu diesem Denkmal hochladen | Doppelwohnhaus in offener Bebauung, mit Einfriedung | Clara-Zetkin-Straße 23; 25                                                                           |           | Doppelwohnhaus in offener Bebauung, mit Einfriedung | 08950020                                            |
| Direkt Bild zu diesem Denkmal hochladen | Wohnstallhaus, Scheune und Einfriedung eines Zweiseithofes | Coswiger Straße 1                                                                                    |           | Wohnstallhaus, Scheune und Einfriedung eines Zweiseithofes | 08950858                                            |
| Direkt Bild zu diesem Denkmal hochladen | Wohnstallhaus und Toreinfahrt eines Bauernhofes | Coswiger Straße 23                                                                                   |           | Wohnstallhaus und Toreinfahrt eines Bauernhofes | 08950815                                            |
| Direkt Bild zu diesem Denkmal hochladen | Sachgesamtheit Kriegersiedlung Damaschkeweg, bestehend aus vier Reihenhäusern zwischen Dresdner Straße und An der Siedlung, mit Vorgärten, Einfriedungen, rückwärtigen Gärten sowie den dazugehörigen Platz- und Straßenflächen (alles Sachgesamtheitsteile) | Damaschkeweg 3; 4; 5; 6; 7; 8; 9; 10; 11; 12; 13; 14; 15; 16; 17; 18; 19; 20; 21; 22; 23; 24; 25; 26 |           | Sachgesamtheit Kriegersiedlung Damaschkeweg, bestehend aus vier Reihenhäusern zwischen Dresdner Straße und An der Siedlung, mit Vorgärten, Einfriedungen, rückwärtigen Gärten sowie den dazugehörigen Platz- und Straßenflächen (alles Sachgesamtheitsteile) | 08950999                                            |
| Direkt Bild zu diesem Denkmal hochladen | Mietvilla mit Einfriedung | Dr.-Külz-Straße 2                                                                                    |           | Mietvilla mit Einfriedung | 08951260                                            |
| Direkt Bild zu diesem Denkmal hochladen | Ehemaliges Schulgebäude, heute Vereinshaus | Dr.-Külz-Straße 4                                                                                    |           | Ehemaliges Schulgebäude, heute Vereinshaus | 08950556                                            |
| Direkt Bild zu diesem Denkmal hochladen | Sachgesamtheit Siedlung Baugenossenschaft Kötzschenbroda, bestehend aus zwei Doppelwohnhäusern und 13 Mehrfamilienhäusern, Heinrich-Zille-Straße 20-34, gerade, Dr.-Külz-Straße 16-26, gerade und Winzerstraße 25, 25a, 29 sowie Wohngrün (alles Sachgesamtheitsteile) [Störelement: Garagen auf dem zentralen Siedlungsplatz, dem ehemaligen Magdalenenplatz an der Heinrich-Zille-Straße] | Dr.-Külz-Straße 16; 18; 20; 22; 24; 26                                                               |           | Sachgesamtheit Siedlung Baugenossenschaft Kötzschenbroda, bestehend aus zwei Doppelwohnhäusern und 13 Mehrfamilienhäusern, Heinrich-Zille-Straße 20-34, gerade, Dr.-Külz-Straße 16-26, gerade und Winzerstraße 25, 25a, 29 sowie Wohngrün (alles Sachgesamtheitsteile) [Störelement: Garagen auf dem zentralen Siedlungsplatz, dem ehemaligen Magdalenenplatz an der Heinrich-Zille-Straße] | 08950474                                            |
| Direkt Bild zu diesem Denkmal hochladen | Mietshaus in offener Bebauung und Ecklage | Dr.-Külz-Straße 21                                                                                   |           | Mietshaus in offener Bebauung und Ecklage | 08950477                                            |
| Direkt Bild zu diesem Denkmal hochladen | Villa, Nebengebäude (sogenanntes Kavaliershaus), Remisengebäude, Garten mit Terrasse, Brunnenanlage und Einfriedung | Dr.-Külz-Straße 25                                                                                   |           | Villa, Nebengebäude (sogenanntes Kavaliershaus), Remisengebäude, Garten mit Terrasse, Brunnenanlage und Einfriedung | 08950480                                            |
| Direkt Bild zu diesem Denkmal hochladen | Mietvilla mit Einfriedung | Dr.-Külz-Straße 32                                                                                   |           | Mietvilla mit Einfriedung | 08950478                                            |
| Direkt Bild zu diesem Denkmal hochladen | Mietvilla mit Einfriedung | Dr.-Külz-Straße 34                                                                                   |           | Mietvilla mit Einfriedung | 08950479                                            |
| Direkt Bild zu diesem Denkmal hochladen | Einzeldenkmal der Sachgesamtheit Gröba-Siedlung: Mehrfamilienhaus und Einfriedung einer Wohnanlage (siehe auch Sachgesamtheitsliste - Obj. 09302631, Stosch-Sarrasani-Straße 37-45) | Dr.-Külz-Straße 40                                                                                   |           | Einzeldenkmal der Sachgesamtheit Gröba-Siedlung: Mehrfamilienhaus und Einfriedung einer Wohnanlage (siehe auch Sachgesamtheitsliste - Obj. 09302631, Stosch-Sarrasani-Straße 37-45) | 08950481                                            |
| Direkt Bild zu diesem Denkmal hochladen | Wohnhaus in offener Bebauung und in Ecklage | Dr.-Rudolf-Friedrichs-Straße 11                                                                      |           | Wohnhaus in offener Bebauung und in Ecklage | 08950564                                            |
| Direkt Bild zu diesem Denkmal hochladen | Mietvilla | Dr.-Rudolf-Friedrichs-Straße 12                                                                      |           | Mietvilla | 08950563                                            |
| Direkt Bild zu diesem Denkmal hochladen | Mietvilla | Dr.-Rudolf-Friedrichs-Straße 13                                                                      |           | Mietvilla | 08951421                                            |
| Direkt Bild zu diesem Denkmal hochladen | Villa mit Einfriedung | Dr.-Rudolf-Friedrichs-Straße 17                                                                      |           | Villa mit Einfriedung | 08950493                                            |
| Direkt Bild zu diesem Denkmal hochladen | Villa mit Einfriedung | Dr.-Rudolf-Friedrichs-Straße 19                                                                      |           | Villa mit Einfriedung | 08950492                                            |
| Direkt Bild zu diesem Denkmal hochladen | Einzeldenkmal der Sachgesamtheit Gröba-Siedlung: Mehrfamilienhaus und Einfriedung einer Wohnanlage (siehe auch Sachgesamtheitsliste - Obj. 09302631, Stosch-Sarrasani-Straße 37-45) | Dr.-Rudolf-Friedrichs-Straße 22                                                                      |           | Einzeldenkmal der Sachgesamtheit Gröba-Siedlung: Mehrfamilienhaus und Einfriedung einer Wohnanlage (siehe auch Sachgesamtheitsliste - Obj. 09302631, Stosch-Sarrasani-Straße 37-45) | 08950485                                            |
| Direkt Bild zu diesem Denkmal hochladen | Einzeldenkmal der Sachgesamtheit Gröba-Siedlung: Mehrfamilienhaus und Einfriedung einer Wohnanlage (siehe auch Sachgesamtheitsliste - Obj. 09302631, Stosch-Sarrasani-Straße 37-45) | Dr.-Rudolf-Friedrichs-Straße 24; 26                                                                  |           | Einzeldenkmal der Sachgesamtheit Gröba-Siedlung: Mehrfamilienhaus und Einfriedung einer Wohnanlage (siehe auch Sachgesamtheitsliste - Obj. 09302631, Stosch-Sarrasani-Straße 37-45) | 08950486                                            |
| Direkt Bild zu diesem Denkmal hochladen | Ehemaliges Bediensteten-Wohnhaus | Dr.-Rudolf-Friedrichs-Straße 25                                                                      |           | Ehemaliges Bediensteten-Wohnhaus | 08950312                                            |
| Direkt Bild zu diesem Denkmal hochladen | Ehemaliges Gasthaus mit späteren Erweiterungsbauten, mit Einfriedung | Dr.-Rudolf-Friedrichs-Straße 27                                                                      |           | Ehemaliges Gasthaus mit späteren Erweiterungsbauten, mit Einfriedung | 08950425                                            |
| Direkt Bild zu diesem Denkmal hochladen | Ehemaliges Gasthaus, mit Stützmauern | Dr.-Rudolf-Friedrichs-Straße 31                                                                      |           | Ehemaliges Gasthaus, mit Stützmauern | 08950399                                            |
| Direkt Bild zu diesem Denkmal hochladen | Villa | Dr.-Rudolf-Friedrichs-Straße 42                                                                      |           | Villa | 08950426                                            |
| Direkt Bild zu diesem Denkmal hochladen | Platzanlage (mit einem Rondell, Gartendenkmal) und Figurengruppe | Dr.-Schmincke-Allee -                                                                                |           | Platzanlage (mit einem Rondell, Gartendenkmal) und Figurengruppe | 08950456                                            |
| Direkt Bild zu diesem Denkmal hochladen | Villa | Dr.-Schmincke-Allee 1a                                                                               |           | Villa | 08950901                                            |
| Direkt Bild zu diesem Denkmal hochladen | Wohnhaus in offener Bebauung | Dr.-Schmincke-Allee 1c                                                                               |           | Wohnhaus in offener Bebauung | 08950902                                            |
| Direkt Bild zu diesem Denkmal hochladen | Villa, mit Einfriedung | Dr.-Schmincke-Allee 2                                                                                |           | Villa, mit Einfriedung | 08950904                                            |
| Direkt Bild zu diesem Denkmal hochladen | Villa | Dr.-Schmincke-Allee 3                                                                                |           | Villa | 08950906                                            |
| Direkt Bild zu diesem Denkmal hochladen | Villa | Dr.-Schmincke-Allee 4                                                                                |           | Villa | 08950905                                            |
| Direkt Bild zu diesem Denkmal hochladen | Villa mit Einfriedung und Toranlage | Dr.-Schmincke-Allee 5                                                                                |           | Villa mit Einfriedung und Toranlage | 08950907                                            |
| Direkt Bild zu diesem Denkmal hochladen | Villa | Dr.-Schmincke-Allee 8                                                                                |           | Villa | 08950910                                            |
| Direkt Bild zu diesem Denkmal hochladen | Villa mit Nebengebäude und Einfriedung | Dr.-Schmincke-Allee 9                                                                                |           | Villa mit Nebengebäude und Einfriedung | 08950909                                            |
| Direkt Bild zu diesem Denkmal hochladen | Villa | Dr.-Schmincke-Allee 10                                                                               |           | Villa | 08950250                                            |
| Direkt Bild zu diesem Denkmal hochladen | Villa | Dr.-Schmincke-Allee 11                                                                               |           | Villa | 08951287                                            |
| Direkt Bild zu diesem Denkmal hochladen | Villa mit Einfriedung | Dr.-Schmincke-Allee 13                                                                               |           | Villa mit Einfriedung | 08950575                                            |
| Direkt Bild zu diesem Denkmal hochladen | Villa mit Einfriedung und Eingangstor | Dr.-Schmincke-Allee 16                                                                               |           | Villa mit Einfriedung und Eingangstor | 08950251                                            |
| Direkt Bild zu diesem Denkmal hochladen | Mietvilla mit Remisengebäude und Einfriedung | Dr.-Schmincke-Allee 19                                                                               |           | Mietvilla mit Remisengebäude und Einfriedung | 08950252                                            |
| Direkt Bild zu diesem Denkmal hochladen | Mietvilla mit Einfriedung | Dr.-Schmincke-Allee 21                                                                               |           | Mietvilla mit Einfriedung | 08950139                                            |
| Direkt Bild zu diesem Denkmal hochladen | Villa mit Einfriedung | Dr.-Schmincke-Allee 22                                                                               |           | Villa mit Einfriedung | 08950254                                            |
| Direkt Bild zu diesem Denkmal hochladen | Mietshaus in offener Bebauung | Dresdner Straße 11                                                                                   |           | Mietshaus in offener Bebauung | 08950975                                            |
| Direkt Bild zu diesem Denkmal hochladen | Wohnhaus in offener Bebauung | Dresdner Straße 27                                                                                   |           | Wohnhaus in offener Bebauung | 08950987                                            |
| Direkt Bild zu diesem Denkmal hochladen | Mehrfamilienhaus (mit zwei Eingängen) und Einfriedung des Vorgartens | Dresdner Straße 87; 89                                                                               |           | Mehrfamilienhaus (mit zwei Eingängen) und Einfriedung des Vorgartens | 08950998                                            |
| Direkt Bild zu diesem Denkmal hochladen | Mehrfamilienhaus (mit zwei Eingängen) | Dresdner Straße 97; 99                                                                               |           | Mehrfamilienhaus (mit zwei Eingängen) | 08951355                                            |
| Direkt Bild zu diesem Denkmal hochladen | Mietvilla mit Einfriedung | Dürerstraße 1                                                                                        |           | Mietvilla mit Einfriedung | 08951257                                            |
| Direkt Bild zu diesem Denkmal hochladen | Mietshaus in Ecklage und in offener Bebauung | Dürerstraße 2a                                                                                       |           | Mietshaus in Ecklage und in offener Bebauung | 08951261                                            |
| Direkt Bild zu diesem Denkmal hochladen | Mietvilla mit Einfriedung | Dürerstraße 5                                                                                        |           | Mietvilla mit Einfriedung | 08951256                                            |
| Direkt Bild zu diesem Denkmal hochladen | Mietvilla mit Einfriedung | Dürerstraße 7                                                                                        |           | Mietvilla mit Einfriedung | 08951255                                            |
| Direkt Bild zu diesem Denkmal hochladen | Figurengruppen (rechts und links vor Haus Nr. 21 und 32) auf Sandsteinpostamenten | Eduard-Bilz-Straße -                                                                                 |           | Figurengruppen (rechts und links vor Haus Nr. 21 und 32) auf Sandsteinpostamenten | 08950169                                            |
| Direkt Bild zu diesem Denkmal hochladen | Villa mit Einfriedung und Toreinfahrt | Eduard-Bilz-Straße 1                                                                                 |           | Villa mit Einfriedung und Toreinfahrt | 08950946                                            |
| Direkt Bild zu diesem Denkmal hochladen | Mietvilla | Eduard-Bilz-Straße 3                                                                                 |           | Mietvilla | 08950945                                            |
| Direkt Bild zu diesem Denkmal hochladen | Villa | Eduard-Bilz-Straße 5                                                                                 |           | Villa | 08950944                                            |
| Direkt Bild zu diesem Denkmal hochladen | Mietvilla mit Einfriedung und Toranlage | Eduard-Bilz-Straße 8                                                                                 |           | Mietvilla mit Einfriedung und Toranlage | 08950947                                            |
| Direkt Bild zu diesem Denkmal hochladen | Mietvilla | Eduard-Bilz-Straße 9                                                                                 |           | Mietvilla | 08950086                                            |
| Direkt Bild zu diesem Denkmal hochladen | Villa mit Einfriedung | Eduard-Bilz-Straße 18                                                                                |           | Villa mit Einfriedung | 08950942                                            |
| Direkt Bild zu diesem Denkmal hochladen | Villa mit Anbauten | Eduard-Bilz-Straße 20; 20a                                                                           |           | Villa mit Anbauten | 08950085                                            |
| Direkt Bild zu diesem Denkmal hochladen | Villa | Eduard-Bilz-Straße 21                                                                                |           | Villa | 08950168                                            |
| Direkt Bild zu diesem Denkmal hochladen | Villa mit Einfriedung und Pforte | Eduard-Bilz-Straße 23                                                                                |           | Villa mit Einfriedung und Pforte | 08950167                                            |
| Direkt Bild zu diesem Denkmal hochladen | Villa | Eduard-Bilz-Straße 27                                                                                |           | Villa | 08950188                                            |
| Direkt Bild zu diesem Denkmal hochladen | Villa | Eduard-Bilz-Straße 28                                                                                |           | Villa | 08950109                                            |
| Direkt Bild zu diesem Denkmal hochladen | Villa | Eduard-Bilz-Straße 31                                                                                |           | Villa | 08950165                                            |
| Direkt Bild zu diesem Denkmal hochladen | Villa | Eduard-Bilz-Straße 33                                                                                |           | Villa | 08950164                                            |
| Direkt Bild zu diesem Denkmal hochladen | Villa | Eduard-Bilz-Straße 34                                                                                |           | Villa | 08950189                                            |
| Direkt Bild zu diesem Denkmal hochladen | Villa mit Einfriedung | Eduard-Bilz-Straße 35                                                                                |           | Villa mit Einfriedung | 08950163                                            |
| Direkt Bild zu diesem Denkmal hochladen | Villa | Eduard-Bilz-Straße 36                                                                                |           | Villa | 08950166                                            |
| Direkt Bild zu diesem Denkmal hochladen | Villa mit Einfriedung und Toreinfahrt | Eduard-Bilz-Straße 37                                                                                |           | Villa mit Einfriedung und Toreinfahrt | 08950187                                            |
| Direkt Bild zu diesem Denkmal hochladen | Villa, mit Einfriedung und zwei Plastiken an der Eingangstreppe | Eduard-Bilz-Straße 44                                                                                |           | Villa, mit Einfriedung und zwei Plastiken an der Eingangstreppe | 08950162                                            |
| Direkt Bild zu diesem Denkmal hochladen | Villa mit Einfriedung, Toreinfahrt und Garten | Eduard-Bilz-Straße 46                                                                                |           | Villa mit Einfriedung, Toreinfahrt und Garten | 08950161                                            |
| Direkt Bild zu diesem Denkmal hochladen | Hauptgebäude (mit drei Hausnummern) eines ehemaligen Weingutes (einstiges Winzerhaus, zum Wohnhaus umgebaut) und Einfriedung mit Pforte | Eduard-Bilz-Straße 49; 49c; 49d                                                                      |           | Hauptgebäude (mit drei Hausnummern) eines ehemaligen Weingutes (einstiges Winzerhaus, zum Wohnhaus umgebaut) und Einfriedung mit Pforte | 08950177                                            |
| Direkt Bild zu diesem Denkmal hochladen | Einzeldenkmale der Sachgesamtheit Bilz-Sanatorium: drei Sanatoriumsgebäude (Nr. 53, 55-55b, 57) und Ruine eines Aussichtsturms (sogenannter Mäuseturm) - (siehe Sachgesamtheitsliste - Obj. 09305655) | Eduard-Bilz-Straße 53; 55; 55a; 55b; 57                                                              |           | Einzeldenkmale der Sachgesamtheit Bilz-Sanatorium: drei Sanatoriumsgebäude (Nr. 53, 55-55b, 57) und Ruine eines Aussichtsturms (sogenannter Mäuseturm) - (siehe Sachgesamtheitsliste - Obj. 09305655) | 08950176                                            |
| Direkt Bild zu diesem Denkmal hochladen | Sachgesamtheit Bilz-Sanatorium, mit den Einzeldenkmalen: drei Sanatoriumsgebäude (Nr. 53, 55-55b, 57) und Ruine eines Aussichtsturms (sogenannter Mäuseturm) - (siehe Einzeldenkmalliste - Obj. 08950176) und mit den Sachgesamtheitsteilen: Kurpark (ehemaliger Weinberg, Gartendenkmal), Stützmauern, Einfriedung, Toreinfahrt und Nebengebäude | Eduard-Bilz-Straße 53; 55; 55a; 55b; 57                                                              |           | Sachgesamtheit Bilz-Sanatorium, mit den Einzeldenkmalen: drei Sanatoriumsgebäude (Nr. 53, 55-55b, 57) und Ruine eines Aussichtsturms (sogenannter Mäuseturm) - (siehe Einzeldenkmalliste - Obj. 08950176) und mit den Sachgesamtheitsteilen: Kurpark (ehemaliger Weinberg, Gartendenkmal), Stützmauern, Einfriedung, Toreinfahrt und Nebengebäude | 09305655                                            |
| Direkt Bild zu diesem Denkmal hochladen | Wohnhaus in offener Bebauung, mit Villengarten (Gartendenkmal) und Einfriedung | Eduard-Bilz-Straße 54                                                                                |           | Wohnhaus in offener Bebauung, mit Villengarten (Gartendenkmal) und Einfriedung | 08950191                                            |
| Direkt Bild zu diesem Denkmal hochladen | Wohnhaus in offener Bebauung, mit Einfriedung | Eduard-Bilz-Straße 60                                                                                |           | Wohnhaus in offener Bebauung, mit Einfriedung | 08950178                                            |
| Direkt Bild zu diesem Denkmal hochladen | Villa, mit Einfriedung | Eduard-Bilz-Straße 62                                                                                |           | Villa, mit Einfriedung | 08951381                                            |
| Direkt Bild zu diesem Denkmal hochladen | Mietvilla und Einfriedung mit Toreinfahrt | Einsteinstraße 2                                                                                     |           | Mietvilla und Einfriedung mit Toreinfahrt | 08950037                                            |
| Direkt Bild zu diesem Denkmal hochladen | Mietvilla mit Einfriedung | Einsteinstraße 6                                                                                     |           | Mietvilla mit Einfriedung | 08950035                                            |
| Direkt Bild zu diesem Denkmal hochladen | Mietvilla mit Einfriedung | Einsteinstraße 8                                                                                     |           | Mietvilla mit Einfriedung | 08950034                                            |
| Direkt Bild zu diesem Denkmal hochladen | Ausstattung (ein Innenraum und Kachelofen) einer Mietvilla | Einsteinstraße 9                                                                                     |           | Ausstattung (ein Innenraum und Kachelofen) einer Mietvilla | 08950002                                            |
| Direkt Bild zu diesem Denkmal hochladen | Mietvilla mit Einfriedung | Einsteinstraße 12                                                                                    |           | Mietvilla mit Einfriedung | 08950008                                            |
| Direkt Bild zu diesem Denkmal hochladen | Wohnhaus (mit zwei Hausnummern) in offener Bebauung | Einsteinstraße 14; 14a                                                                               |           | Wohnhaus (mit zwei Hausnummern) in offener Bebauung | 08950009                                            |
| Direkt Bild zu diesem Denkmal hochladen | Villa mit Villengarten (Gartendenkmal) und Einfriedung | Einsteinstraße 16                                                                                    |           | Villa mit Villengarten (Gartendenkmal) und Einfriedung | 08950010                                            |
| Direkt Bild zu diesem Denkmal hochladen | Wohnhaus in offener Bebauung, mit Einfriedung | Einsteinstraße 20                                                                                    |           | Wohnhaus in offener Bebauung, mit Einfriedung | 08950011                                            |
| Direkt Bild zu diesem Denkmal hochladen | Mietvilla mit Einfriedung | Einsteinstraße 22                                                                                    |           | Mietvilla mit Einfriedung | 08950012                                            |
| Direkt Bild zu diesem Denkmal hochladen | Wohnhaus in offener Bebauung, mit Einfriedung | Einsteinstraße 23                                                                                    |           | Wohnhaus in offener Bebauung, mit Einfriedung | 08951322                                            |
| Direkt Bild zu diesem Denkmal hochladen | Mietvilla mit Einfriedung und Toreinfahrt | Einsteinstraße 24                                                                                    |           | Mietvilla mit Einfriedung und Toreinfahrt | 08950013                                            |
| Direkt Bild zu diesem Denkmal hochladen | Mietvilla mit Toranlage und Einfriedung | Einsteinstraße 26                                                                                    |           | Mietvilla mit Toranlage und Einfriedung | 08950014                                            |
| Direkt Bild zu diesem Denkmal hochladen | Wohnhaus in offener Bebauung in Ecklage, mit Einfriedung | Einsteinstraße 28                                                                                    |           | Wohnhaus in offener Bebauung in Ecklage, mit Einfriedung | 08950016                                            |
| Direkt Bild zu diesem Denkmal hochladen | Wohnhaus in offener Bebauung, mit Einfriedung und Toreinfahrt | Einsteinstraße 29                                                                                    |           | Wohnhaus in offener Bebauung, mit Einfriedung und Toreinfahrt | 08950015                                            |
| Direkt Bild zu diesem Denkmal hochladen | Mietvilla mit Einfriedung und Toreinfahrt | Emil-Högg-Straße 7                                                                                   |           | Mietvilla mit Einfriedung und Toreinfahrt | 08950157                                            |
| Direkt Bild zu diesem Denkmal hochladen | Mietvilla mit Einfriedung | Emil-Högg-Straße 8                                                                                   |           | Mietvilla mit Einfriedung | 08950158                                            |
| Direkt Bild zu diesem Denkmal hochladen | Mietvilla mit Einfriedung | Emil-Högg-Straße 10                                                                                  |           | Mietvilla mit Einfriedung | 08950156                                            |
| Direkt Bild zu diesem Denkmal hochladen | Mietvilla mit Einfriedung | Emil-Högg-Straße 12                                                                                  |           | Mietvilla mit Einfriedung | 08950155                                            |
| Direkt Bild zu diesem Denkmal hochladen | Wohnhaus in offener Bebauung in Ecklage, mit Einfriedung | Emil-Högg-Straße 14                                                                                  |           | Wohnhaus in offener Bebauung in Ecklage, mit Einfriedung | 08950153                                            |
| Direkt Bild zu diesem Denkmal hochladen | Mietvilla mit Einfriedung | Emil-Högg-Straße 15                                                                                  |           | Mietvilla mit Einfriedung | 08950154                                            |
| Direkt Bild zu diesem Denkmal hochladen | Mietvilla mit Einfriedung und Toreinfahrt | Emil-Högg-Straße 22                                                                                  |           | Mietvilla mit Einfriedung und Toreinfahrt | 08951429                                            |
| Direkt Bild zu diesem Denkmal hochladen | Verwaltungsgebäude einer Fabrik | Fabrikstraße 27                                                                                      |           | Verwaltungsgebäude einer Fabrik | 08951153                                            |
| Direkt Bild zu diesem Denkmal hochladen | Wohnhaus in offener Bebauung in Ecklage, mit Anbau sowie Stützmauer mit Einfriedung | Finstere Gasse 2                                                                                     |           | Wohnhaus in offener Bebauung in Ecklage, mit Anbau sowie Stützmauer mit Einfriedung | 08951289                                            |
| Direkt Bild zu diesem Denkmal hochladen | Wohnhaus, Seitengebäude, Garage und Toranlage eines ehemaligen Weingutes | Finstere Gasse 4                                                                                     |           | Wohnhaus, Seitengebäude, Garage und Toranlage eines ehemaligen Weingutes | 08951290                                            |
| Direkt Bild zu diesem Denkmal hochladen | Einzeldenkmal der Sachgesamtheit Weingut Minckwitz: oberes Winzerhaus, mit Seitengebäude und Brunnenhaus sowie Einfriedungsmauer und Pforte (siehe Sachgesamtheitsliste - Obj. 09305123, Obere Bergstraße 30-30b) | Finstere Gasse 5                                                                                     |           | Einzeldenkmal der Sachgesamtheit Weingut Minckwitz: oberes Winzerhaus, mit Seitengebäude und Brunnenhaus sowie Einfriedungsmauer und Pforte (siehe Sachgesamtheitsliste - Obj. 09305123, Obere Bergstraße 30-30b) | 08951291                                            |
| Direkt Bild zu diesem Denkmal hochladen | Villa mit Einfriedung | Flemmingstraße 3                                                                                     |           | Villa mit Einfriedung | 08950779                                            |
| Direkt Bild zu diesem Denkmal hochladen | Mietvilla | Flemmingstraße 5                                                                                     |           | Mietvilla | 08950781                                            |
| Direkt Bild zu diesem Denkmal hochladen | Berufsschulgebäude (mit fünf Hausnummern) | Forststraße 22; 22a; 22b; 22c; 22d                                                                   |           | Berufsschulgebäude (mit fünf Hausnummern) | 09299721                                            |
| Direkt Bild zu diesem Denkmal hochladen | Villa mit Garten und Einfriedung | Freiligrathstraße 6                                                                                  |           | Villa mit Garten und Einfriedung | 08950095                                            |
| Direkt Bild zu diesem Denkmal hochladen | Mietshaus in offener Bebauung, mit Einfriedung | Friedhofstraße 4                                                                                     |           | Mietshaus in offener Bebauung, mit Einfriedung | 08951398                                            |
| Direkt Bild zu diesem Denkmal hochladen | Einzeldenkmale der Sachgesamtheit Friedhof Radebeul-Ost: alte Feierhalle (Anschrift: Friedhofstraße 7) und neue Feierhalle (Anschrift: Serkowitzer Straße 33) und Einfriedungsmauer, Grufthaus Karl Mays, Jugendstilgruft, Grabmal Doerstling und Beckert sowie weitere Grabanlagen (siehe Sachgesamtheitsliste - Obj. 09305004, gleiche Anschrift) | Friedhofstraße 7                                                                                     |           | Einzeldenkmale der Sachgesamtheit Friedhof Radebeul-Ost: alte Feierhalle (Anschrift: Friedhofstraße 7) und neue Feierhalle (Anschrift: Serkowitzer Straße 33) und Einfriedungsmauer, Grufthaus Karl Mays, Jugendstilgruft, Grabmal Doerstling und Beckert sowie weitere Grabanlagen (siehe Sachgesamtheitsliste - Obj. 09305004, gleiche Anschrift) | 08951292                                            |
| Direkt Bild zu diesem Denkmal hochladen | Sachgesamtheit Friedhof Radebeul-Ost, mit den Einzeldenkmalen: alte Feierhalle (Anschrift: Friedhofstraße 7) und neue Feierhalle (Anschrift: Serkowitzer Straße 33) und Einfriedungsmauer, Grufthaus Karl May, Jugendstilgruft, Grabmal Doerstling und Beckert sowie weitere Grabanlagen (siehe Einzeldenkmalliste - Obj. 08951292, gleiche Anschrift) und der gärtnerisch gestalteten Friedhofsanlage (Gartendenkmal) | Friedhofstraße 7                                                                                     |           | Sachgesamtheit Friedhof Radebeul-Ost, mit den Einzeldenkmalen: alte Feierhalle (Anschrift: Friedhofstraße 7) und neue Feierhalle (Anschrift: Serkowitzer Straße 33) und Einfriedungsmauer, Grufthaus Karl May, Jugendstilgruft, Grabmal Doerstling und Beckert sowie weitere Grabanlagen (siehe Einzeldenkmalliste - Obj. 08951292, gleiche Anschrift) und der gärtnerisch gestalteten Friedhofsanlage (Gartendenkmal) | 09305004                                            |
| Direkt Bild zu diesem Denkmal hochladen | Mehrfamilienhaus (Anschrift: Friedhofstraße 8 und Paul-Gerhardt-Straße 2) einer Wohnanlage, mit Einfriedung | Friedhofstraße 8                                                                                     |           | Mehrfamilienhaus (Anschrift: Friedhofstraße 8 und Paul-Gerhardt-Straße 2) einer Wohnanlage, mit Einfriedung | 08951375                                            |
| Direkt Bild zu diesem Denkmal hochladen | Wohnhauszeile (Anschrift: Friedhofstraße 10-14 und Paul-Gerhardt-Straße 1) einer Wohnanlage, mit Einfriedung | Friedhofstraße 10; 12; 14                                                                            |           | Wohnhauszeile (Anschrift: Friedhofstraße 10-14 und Paul-Gerhardt-Straße 1) einer Wohnanlage, mit Einfriedung | 08951080                                            |
| Direkt Bild zu diesem Denkmal hochladen | Villa, mit Einfriedung | Friedlandstraße 1                                                                                    |           | Villa, mit Einfriedung | 08950225                                            |
| Direkt Bild zu diesem Denkmal hochladen | Villa mit Einfriedung | Friedlandstraße 4                                                                                    |           | Villa mit Einfriedung | 08950226                                            |
| Direkt Bild zu diesem Denkmal hochladen | Villa mit Einfriedung und Pforte | Friedlandstraße 7                                                                                    |           | Villa mit Einfriedung und Pforte | 08950227                                            |
| Direkt Bild zu diesem Denkmal hochladen | Wohnhaus in offener Bebauung | Friedlandstraße 10                                                                                   |           | Wohnhaus in offener Bebauung | 08950228                                            |
| Direkt Bild zu diesem Denkmal hochladen | Mehrfamilienhaus (mit zwei Eingängen) einer Wohnsiedlung, mit Nebengebäude im Hof | Friedrich-List-Straße 10; 12                                                                         |           | Mehrfamilienhaus (mit zwei Eingängen) einer Wohnsiedlung, mit Nebengebäude im Hof | 08950839                                            |
| Direkt Bild zu diesem Denkmal hochladen | Mietvilla mit Einfriedung | Fritz-Schulze-Straße 14                                                                              |           | Mietvilla mit Einfriedung | 08950149                                            |
| Direkt Bild zu diesem Denkmal hochladen | Villa mit Einfriedung | Fritz-Schulze-Straße 18                                                                              |           | Villa mit Einfriedung | 08950150                                            |
| Direkt Bild zu diesem Denkmal hochladen | Wohnhaus eines Häusleranwesens | Fürstenhainer Straße 4                                                                               |           | Wohnhaus eines Häusleranwesens | 08951245                                            |
| Direkt Bild zu diesem Denkmal hochladen | Wohnhaus und winkelförmiger Anbau eines Häusleranwesens | Fürstenhainer Straße 9                                                                               |           | Wohnhaus und winkelförmiger Anbau eines Häusleranwesens | 08951341                                            |
| Direkt Bild zu diesem Denkmal hochladen | Mietshaus in offener Bebauung und in Ecklage | Gartenstraße 10                                                                                      |           | Mietshaus in offener Bebauung und in Ecklage | 08951058                                            |
| Direkt Bild zu diesem Denkmal hochladen | Mietshaus in offener Bebauung | Gartenstraße 12                                                                                      |           | Mietshaus in offener Bebauung | 08950984                                            |
| Direkt Bild zu diesem Denkmal hochladen | Mietshaus in offener Bebauung | Gartenstraße 14                                                                                      |           | Mietshaus in offener Bebauung | 08951440                                            |
| Direkt Bild zu diesem Denkmal hochladen | Fabrikgebäude | Gartenstraße 22                                                                                      |           | Fabrikgebäude | 08950366                                            |
| Direkt Bild zu diesem Denkmal hochladen | Wohnhaus in offener Bebauung, mit Einfriedung und Nebengebäude im Hof | Gartenstraße 23                                                                                      |           | Wohnhaus in offener Bebauung, mit Einfriedung und Nebengebäude im Hof | 08950982                                            |
| Direkt Bild zu diesem Denkmal hochladen | Fabrikantenvilla mit Einfriedung und Pforte | Gartenstraße 24                                                                                      |           | Fabrikantenvilla mit Einfriedung und Pforte | 08950983                                            |
| Direkt Bild zu diesem Denkmal hochladen | Mietshaus in offener Bebauung, mit Einfriedung | Gartenstraße 25                                                                                      |           | Mietshaus in offener Bebauung, mit Einfriedung | 08950981                                            |
| Direkt Bild zu diesem Denkmal hochladen | Mietshaus in offener Bebauung und in Ecklage | Gartenstraße 29                                                                                      |           | Mietshaus in offener Bebauung und in Ecklage | 08950980                                            |
| Direkt Bild zu diesem Denkmal hochladen | Mietshaus in offener Bebauung | Gartenstraße 34                                                                                      |           | Mietshaus in offener Bebauung | 08950365                                            |
| Direkt Bild zu diesem Denkmal hochladen | Mietshaus in offener Bebauung und in Ecklage | Gartenstraße 45                                                                                      |           | Mietshaus in offener Bebauung und in Ecklage | 08950993                                            |
| Direkt Bild zu diesem Denkmal hochladen | Fabrikantenvilla mit Einfriedung | Gartenstraße 46                                                                                      |           | Fabrikantenvilla mit Einfriedung | 08950992                                            |
| Direkt Bild zu diesem Denkmal hochladen | Mietshaus in offener Bebauung | Gartenstraße 48                                                                                      |           | Mietshaus in offener Bebauung | 08951343                                            |
| Direkt Bild zu diesem Denkmal hochladen | Wohnhaus in offener Bebauung, mit Einfriedung und Nebengebäude im Hof | Gartenstraße 51                                                                                      |           | Wohnhaus in offener Bebauung, mit Einfriedung und Nebengebäude im Hof | 08950990                                            |
| Direkt Bild zu diesem Denkmal hochladen | Wohnhaus in offener Bebauung, mit Einfriedung und Toreinfahrt | Gartenstraße 58                                                                                      |           | Wohnhaus in offener Bebauung, mit Einfriedung und Toreinfahrt | 08950991                                            |
| Direkt Bild zu diesem Denkmal hochladen | Fabrikantenvilla | Gartenstraße 77                                                                                      |           | Fabrikantenvilla | 08951430                                            |
| Direkt Bild zu diesem Denkmal hochladen | Villa | Gellertstraße 2                                                                                      |           | Villa | 08950954                                            |
| Direkt Bild zu diesem Denkmal hochladen | Wohnhaus in offener Bebauung | Gellertstraße 3                                                                                      |           | Wohnhaus in offener Bebauung | 08950955                                            |
| Direkt Bild zu diesem Denkmal hochladen | Wohnhaus in offener Bebauung | Gellertstraße 6                                                                                      |           | Wohnhaus in offener Bebauung | 08950957                                            |
| Direkt Bild zu diesem Denkmal hochladen | Villa | Gellertstraße 7                                                                                      |           | Villa | 08950958                                            |
| Direkt Bild zu diesem Denkmal hochladen | Villa | Gellertstraße 9                                                                                      |           | Villa | 08950959                                            |
| Direkt Bild zu diesem Denkmal hochladen | Wohnhaus und Scheune eines Bauernhofes | Gerhart-Hauptmann-Straße 8                                                                           |           | Wohnhaus und Scheune eines Bauernhofes | 08950827                                            |
| Direkt Bild zu diesem Denkmal hochladen | Villa mit Nebengebäude und Einfriedung | Goethestraße 1                                                                                       |           | Villa mit Nebengebäude und Einfriedung | 08950091                                            |
| Direkt Bild zu diesem Denkmal hochladen | Mietvilla mit Einfriedung und Toreinfahrt | Goethestraße 4                                                                                       |           | Mietvilla mit Einfriedung und Toreinfahrt | 08950093                                            |
| Direkt Bild zu diesem Denkmal hochladen | Mietvilla | Goethestraße 7                                                                                       |           | Mietvilla | 08950096                                            |
| Direkt Bild zu diesem Denkmal hochladen | Mietvilla | Goethestraße 9                                                                                       |           | Mietvilla | 08950097                                            |
| Direkt Bild zu diesem Denkmal hochladen | Villa mit Einfriedung | Goethestraße 10                                                                                      |           | Villa mit Einfriedung | 08950099                                            |
| Direkt Bild zu diesem Denkmal hochladen | Mietvilla | Goethestraße 11                                                                                      |           | Mietvilla | 08950098                                            |
| Direkt Bild zu diesem Denkmal hochladen | Mietvilla und Einfriedung | Goethestraße 12                                                                                      |           | Mietvilla und Einfriedung | 08950100                                            |
| Direkt Bild zu diesem Denkmal hochladen | Doppelwohnhaus in offener Bebauung | Goethestraße 13; 15                                                                                  |           | Doppelwohnhaus in offener Bebauung | 08950101                                            |
| Direkt Bild zu diesem Denkmal hochladen | Doppelwohnhaus in offener Bebauung, mit Einfriedung | Goethestraße 19; 21                                                                                  |           | Doppelwohnhaus in offener Bebauung, mit Einfriedung | 08950070                                            |
| Direkt Bild zu diesem Denkmal hochladen | Doppelwohnhaus (Anschrift: Goethestraße 30 und Karl-Marx-Straße 21) in offener Bebauung und Ecklage, mit Einfriedung | Goethestraße 30                                                                                      |           | Doppelwohnhaus (Anschrift: Goethestraße 30 und Karl-Marx-Straße 21) in offener Bebauung und Ecklage, mit Einfriedung | 08950050                                            |
| Direkt Bild zu diesem Denkmal hochladen | Doppelwohnhaus in offener Bebauung, mit Einfriedung | Goethestraße 31; 33                                                                                  |           | Doppelwohnhaus in offener Bebauung, mit Einfriedung | 08950054                                            |
| Direkt Bild zu diesem Denkmal hochladen | Villa mit Einfriedung und Pforte | Goethestraße 34                                                                                      |           | Villa mit Einfriedung und Pforte | 08950029                                            |
| Direkt Bild zu diesem Denkmal hochladen | Wohnhaus in offener Bebauung, mit Einfriedung | Goethestraße 35                                                                                      |           | Wohnhaus in offener Bebauung, mit Einfriedung | 08950048                                            |
| Direkt Bild zu diesem Denkmal hochladen | Wohnhaus in offener Bebauung, mit Einfriedung | Goethestraße 37                                                                                      |           | Wohnhaus in offener Bebauung, mit Einfriedung | 08950049                                            |
| Direkt Bild zu diesem Denkmal hochladen | Ehemaliges Gasthaus, mit Anbau | Gohliser Straße 1                                                                                    |           | Ehemaliges Gasthaus, mit Anbau | 08950891                                            |
| Direkt Bild zu diesem Denkmal hochladen | Wohnhaus in offener Bebauung, mit Nebengebäude und Einfriedung | Gohliser Straße 2                                                                                    |           | Wohnhaus in offener Bebauung, mit Nebengebäude und Einfriedung | 08950894                                            |
| Direkt Bild zu diesem Denkmal hochladen | Villa mit Nebengebäude, Einfriedung und Toreinfahrt | Gohliser Straße 4                                                                                    |           | Villa mit Nebengebäude, Einfriedung und Toreinfahrt | 08950892                                            |
| Direkt Bild zu diesem Denkmal hochladen | Villa | Gohliser Straße 8                                                                                    |           | Villa | 08950890                                            |
| Direkt Bild zu diesem Denkmal hochladen | Villa | Gohliser Straße 15                                                                                   |           | Villa | 08950888                                            |
| Direkt Bild zu diesem Denkmal hochladen | Wohnhaus in offener Bebauung | Gradsteg 1                                                                                           |           | Wohnhaus in offener Bebauung | 08951198                                            |
| Direkt Bild zu diesem Denkmal hochladen | Mietshaus (Anschrift: Hermann-Ilgen-Straße 62 und Gradsteg 1b) in Ecklage und in halboffener Bebauung | Gradsteg 1b                                                                                          |           | Mietshaus (Anschrift: Hermann-Ilgen-Straße 62 und Gradsteg 1b) in Ecklage und in halboffener Bebauung | 08951197                                            |
| Direkt Bild zu diesem Denkmal hochladen | Villa | Gradsteg 19                                                                                          |           | Villa | 08950709                                            |
| Direkt Bild zu diesem Denkmal hochladen | Villa | Gradsteg 34                                                                                          |           | Villa | 08950341                                            |
| Direkt Bild zu diesem Denkmal hochladen | Villa | Gradsteg 41                                                                                          |           | Villa | 08950338                                            |
| Direkt Bild zu diesem Denkmal hochladen | Villa mit Einfriedung | Gradsteg 44                                                                                          |           | Villa mit Einfriedung | 08950336                                            |
| Direkt Bild zu diesem Denkmal hochladen | Mietvilla | Gradsteg 50                                                                                          |           | Mietvilla | 08950335                                            |
| Direkt Bild zu diesem Denkmal hochladen | Wohnhaus in offener Bebauung | Gradsteg 58                                                                                          |           | Wohnhaus in offener Bebauung | 08950322                                            |
| Direkt Bild zu diesem Denkmal hochladen | Einfriedungsmauer mit Toreinfahrt und Baumgruppe (Gartendenkmal) eines Weingutes, im Grundstück ursprüngliche Trockenmauern | Graue-Presse-Weg 16; 16a                                                                             |           | Einfriedungsmauer mit Toreinfahrt und Baumgruppe (Gartendenkmal) eines Weingutes, im Grundstück ursprüngliche Trockenmauern | 08951432                                            |
| Direkt Bild zu diesem Denkmal hochladen | Wohnhaus in offener Bebauung | Graue-Presse-Weg 54                                                                                  |           | Wohnhaus in offener Bebauung | 08950372                                            |
| Direkt Bild zu diesem Denkmal hochladen | Villa (Nr. 62) mit Brunnenhäuschen, Putten, Garten und Wirtschaftsgebäuden (Nr. 60) | Graue-Presse-Weg 60; 62                                                                              |           | Villa (Nr. 62) mit Brunnenhäuschen, Putten, Garten und Wirtschaftsgebäuden (Nr. 60) | 08950371                                            |
| Direkt Bild zu diesem Denkmal hochladen | Einzeldenkmal der Sachgesamtheit Gröba-Siedlung: Mehrfamilienhaus und Einfriedung einer Wohnanlage (siehe auch Sachgesamtheitsliste - Obj. 09302631, Stosch-Sarrasani-Straße 37-45) | Gröbastraße 1; 3; 5                                                                                  |           | Einzeldenkmal der Sachgesamtheit Gröba-Siedlung: Mehrfamilienhaus und Einfriedung einer Wohnanlage (siehe auch Sachgesamtheitsliste - Obj. 09302631, Stosch-Sarrasani-Straße 37-45) | 08950484                                            |
| Direkt Bild zu diesem Denkmal hochladen | Doppelwohnhaus mit Einfriedung | Gröbastraße 14; 16                                                                                   |           | Doppelwohnhaus mit Einfriedung | 08950487                                            |
| Direkt Bild zu diesem Denkmal hochladen | Wohnhaus in offener Bebauung | Gutenbergstraße 16                                                                                   |           | Wohnhaus in offener Bebauung | 08950171                                            |
| Direkt Bild zu diesem Denkmal hochladen | Wohn- und Geschäftshaus in halboffener Bebauung und in Ecklage | Güterhofstraße 1                                                                                     |           | Wohn- und Geschäftshaus in halboffener Bebauung und in Ecklage | 08951183                                            |
| Direkt Bild zu diesem Denkmal hochladen | Fabrikantenvilla | Güterhofstraße 9a                                                                                    |           | Fabrikantenvilla | 08951157                                            |
| Direkt Bild zu diesem Denkmal hochladen | Fabrikantenvilla | Güterhofstraße 11                                                                                    |           | Fabrikantenvilla | 08951158                                            |
| Direkt Bild zu diesem Denkmal hochladen | Ehemaliges Kurhausgebäude und hofseitiges Brunnenhaus | Haidebergstraße 20                                                                                   |           | Ehemaliges Kurhausgebäude und hofseitiges Brunnenhaus | 08951244                                            |
| Direkt Bild zu diesem Denkmal hochladen | Villa | Hainstraße 6                                                                                         |           | Villa | 08951249                                            |
| Direkt Bild zu diesem Denkmal hochladen | Wohnhaus in offener Bebauung | Hainstraße 7                                                                                         |           | Wohnhaus in offener Bebauung | 08950693                                            |
| Direkt Bild zu diesem Denkmal hochladen | Schule, mit Einfriedung | Harmoniestraße 7                                                                                     |           | Schule, mit Einfriedung | 08951237                                            |
| Direkt Bild zu diesem Denkmal hochladen | Wohnhaus in offener Bebauung, mit Gartenpavillon zur Straße | Harmoniestraße 9                                                                                     |           | Wohnhaus in offener Bebauung, mit Gartenpavillon zur Straße | 08950340                                            |
| Direkt Bild zu diesem Denkmal hochladen | Mehrfamilienhaus einer Wohnanlage | Hauptstraße 1                                                                                        |           | Mehrfamilienhaus einer Wohnanlage | 08951057                                            |
| Direkt Bild zu diesem Denkmal hochladen | Mietshaus in halboffener Bebauung | Hauptstraße 4                                                                                        |           | Mietshaus in halboffener Bebauung | 08951199                                            |
| Direkt Bild zu diesem Denkmal hochladen | Wohn- und Geschäftshaus in geschlossener Bebauung | Hauptstraße 6                                                                                        |           | Wohn- und Geschäftshaus in geschlossener Bebauung | 08951019                                            |
| Direkt Bild zu diesem Denkmal hochladen | Wohn- und Geschäftshaus in Ecklage und geschlossener Bebauung | Hauptstraße 8                                                                                        |           | Wohn- und Geschäftshaus in Ecklage und geschlossener Bebauung | 08951011                                            |
| Direkt Bild zu diesem Denkmal hochladen | Mietshaus in Ecklage und in offener Bebauung | Hauptstraße 9                                                                                        |           | Mietshaus in Ecklage und in offener Bebauung | 08951014                                            |
| Direkt Bild zu diesem Denkmal hochladen | Schulgebäude mit rückwärtiger, angebauter Turnhalle sowie Einfriedung an der Pestalozzistraße | Hauptstraße 10                                                                                       |           | Schulgebäude mit rückwärtiger, angebauter Turnhalle sowie Einfriedung an der Pestalozzistraße | 08951013                                            |
| Direkt Bild zu diesem Denkmal hochladen | Wohn- und Geschäftshaus in offener Bebauung | Hauptstraße 11                                                                                       |           | Wohn- und Geschäftshaus in offener Bebauung | 08950953                                            |
| Direkt Bild zu diesem Denkmal hochladen | Wohn- und Geschäftshaus in halboffener Bebauung | Hauptstraße 15                                                                                       |           | Wohn- und Geschäftshaus in halboffener Bebauung | 08950952                                            |
| Direkt Bild zu diesem Denkmal hochladen | Mietshaus in offener Bebauung | Hauptstraße 16                                                                                       |           | Mietshaus in offener Bebauung | 08950951                                            |
| Direkt Bild zu diesem Denkmal hochladen | Mietshaus in Ecklage in offener Bebauung | Hauptstraße 20                                                                                       |           | Mietshaus in Ecklage in offener Bebauung | 08950949                                            |
| Direkt Bild zu diesem Denkmal hochladen | Wohnhaus in offener Bebauung | Hauptstraße 22                                                                                       |           | Wohnhaus in offener Bebauung | 08951437                                            |
| Direkt Bild zu diesem Denkmal hochladen | Wohn- und Geschäftshaus (mit zwei Hausnummern) in geschlossener Bebauung | Hauptstraße 25; 27                                                                                   |           | Wohn- und Geschäftshaus (mit zwei Hausnummern) in geschlossener Bebauung | 08951016                                            |
| Direkt Bild zu diesem Denkmal hochladen | Sachgesamtheit Gasthaus »Zum Russen«, mit den Sachgesamtheitsteilen: ehemaliges Gasthaus, mit südlich vorgelagertem Garten, Zaun und Einfriedungsmauer nordöstlich (alles Hauptstraße 47a/47b) sowie Einfriedungsmauer nordwestlich der Kreuzung zur Maxim-Gorki-Straße (Hauptstraße 48) | Hauptstraße 47a; 47b; 48                                                                             |           | Sachgesamtheit Gasthaus »Zum Russen«, mit den Sachgesamtheitsteilen: ehemaliges Gasthaus, mit südlich vorgelagertem Garten, Zaun und Einfriedungsmauer nordöstlich (alles Hauptstraße 47a/47b) sowie Einfriedungsmauer nordwestlich der Kreuzung zur Maxim-Gorki-Straße (Hauptstraße 48) | 08951288                                            |
| Direkt Bild zu diesem Denkmal hochladen | Ehemaliges Rathaus | Hauptstraße 49                                                                                       |           | Ehemaliges Rathaus | 08950148                                            |
| Direkt Bild zu diesem Denkmal hochladen | Villa mit Einfriedung und Garten | Hauptstraße 53                                                                                       |           | Villa mit Einfriedung und Garten | 08950142                                            |
| Direkt Bild zu diesem Denkmal hochladen | Mietvilla, mit Einfriedung | Hauptstraße 58                                                                                       |           | Mietvilla, mit Einfriedung | 08950147                                            |
| Direkt Bild zu diesem Denkmal hochladen | Mietvilla mit Einfriedung und Torbogen | Hauptstraße 62                                                                                       |           | Mietvilla mit Einfriedung und Torbogen | 08950143                                            |
| Direkt Bild zu diesem Denkmal hochladen | Mietvilla | Hauptstraße 64                                                                                       |           | Mietvilla | 08950141                                            |
| Direkt Bild zu diesem Denkmal hochladen | Mietvilla | Haußigstraße 3                                                                                       |           | Mietvilla | 08950369                                            |
| Direkt Bild zu diesem Denkmal hochladen | Villa mit Einfriedung und Toreinfahrt | Heinrich-Heine-Straße 5                                                                              |           | Villa mit Einfriedung und Toreinfahrt | 08950609                                            |
| Direkt Bild zu diesem Denkmal hochladen | Villa mit Einfriedung | Heinrich-Heine-Straße 6                                                                              |           | Villa mit Einfriedung | 08950607                                            |
| Direkt Bild zu diesem Denkmal hochladen | Villa mit Einfriedung | Heinrich-Heine-Straße 7                                                                              |           | Villa mit Einfriedung | 08950610                                            |
| Direkt Bild zu diesem Denkmal hochladen | Mietvilla mit Einfriedung | Heinrich-Heine-Straße 8                                                                              |           | Mietvilla mit Einfriedung | 08950608                                            |
| Direkt Bild zu diesem Denkmal hochladen | Villa mit Einfriedung, Garten und Brunnen | Heinrich-Heine-Straße 10                                                                             |           | Villa mit Einfriedung, Garten und Brunnen | 08950719                                            |
| Direkt Bild zu diesem Denkmal hochladen | Ehemaliges Kutscher- und Remisengebäude | Heinrich-Heine-Straße 11a                                                                            |           | Ehemaliges Kutscher- und Remisengebäude | 08951344                                            |
| Direkt Bild zu diesem Denkmal hochladen | Wohnhaus in offener Bebauung, mit Einfriedung, Garage und Verbindungsmauer zur Garage | Heinrich-Heine-Straße 12                                                                             |           | Wohnhaus in offener Bebauung, mit Einfriedung, Garage und Verbindungsmauer zur Garage | 08950720                                            |
| Direkt Bild zu diesem Denkmal hochladen | Mietvilla | Heinrichstraße 1                                                                                     |           | Mietvilla | 08950573                                            |
| Direkt Bild zu diesem Denkmal hochladen | Mietvilla mit Einfriedung | Heinrichstraße 7                                                                                     |           | Mietvilla mit Einfriedung | 08950571                                            |
| Direkt Bild zu diesem Denkmal hochladen | Mietvilla | Heinrichstraße 9                                                                                     |           | Mietvilla | 08950570                                            |
| Direkt Bild zu diesem Denkmal hochladen | Mietvilla mit Einfriedung | Heinrich-Zille-Straße 1                                                                              |           | Mietvilla mit Einfriedung | 08950410                                            |
| Direkt Bild zu diesem Denkmal hochladen | Krankenhausanlage mit Hauptgebäude (Haus 1, Heinrich-Zille-Straße 13), so genanntem Steinernen Haus (heute Apothekengebäude, Heinrich-Zille-Straße 13a), zwei Nebengebäuden, ehemaliger Totenhalle und Gedenkstein | Heinrich-Zille-Straße 13; 13a                                                                        |           | Krankenhausanlage mit Hauptgebäude (Haus 1, Heinrich-Zille-Straße 13), so genanntem Steinernen Haus (heute Apothekengebäude, Heinrich-Zille-Straße 13a), zwei Nebengebäuden, ehemaliger Totenhalle und Gedenkstein | 08950473                                            |
| Direkt Bild zu diesem Denkmal hochladen | Ehemaliges Diakonissenheim, heute Altenheim, mit Pförtnerhaus | Heinrich-Zille-Straße 15                                                                             |           | Ehemaliges Diakonissenheim, heute Altenheim, mit Pförtnerhaus | 08951328                                            |
| Direkt Bild zu diesem Denkmal hochladen | Villa mit Einfriedung und Toreinfahrt | Heinrich-Zille-Straße 39                                                                             |           | Villa mit Einfriedung und Toreinfahrt | 08950705                                            |
| Direkt Bild zu diesem Denkmal hochladen | Villa, mit Einfriedung und Toreinfahrt | Heinrich-Zille-Straße 47                                                                             |           | Villa, mit Einfriedung und Toreinfahrt | 08950601                                            |
| Direkt Bild zu diesem Denkmal hochladen | Villa mit Einfriedung | Heinrich-Zille-Straße 51                                                                             |           | Villa mit Einfriedung | 08950710                                            |
| Direkt Bild zu diesem Denkmal hochladen | Villa | Heinrich-Zille-Straße 55                                                                             |           | Villa | 08950713                                            |
| Direkt Bild zu diesem Denkmal hochladen | Mietvilla mit Einfriedung, Toreinfahrt und Vorgarten | Heinrich-Zille-Straße 56                                                                             |           | Mietvilla mit Einfriedung, Toreinfahrt und Vorgarten | 08950704                                            |
| Direkt Bild zu diesem Denkmal hochladen | Wohnhaus in offener Bebauung | Heinrich-Zille-Straße 59                                                                             |           | Wohnhaus in offener Bebauung | 08950714                                            |
| Direkt Bild zu diesem Denkmal hochladen | Wohnhaus in offener Bebauung, mit Nebengebäude und Toreinfahrt | Heinrich-Zille-Straße 61                                                                             |           | Wohnhaus in offener Bebauung, mit Nebengebäude und Toreinfahrt | 08950716                                            |
| Direkt Bild zu diesem Denkmal hochladen | Villa | Heinrich-Zille-Straße 66                                                                             |           | Villa | 08950707                                            |
| Direkt Bild zu diesem Denkmal hochladen | Villa | Heinrich-Zille-Straße 68                                                                             |           | Villa | 08950708                                            |
| Direkt Bild zu diesem Denkmal hochladen | Villa mit Einfriedung | Heinrich-Zille-Straße 82                                                                             |           | Villa mit Einfriedung | 08950715                                            |
| Direkt Bild zu diesem Denkmal hochladen | Mietvilla mit Einfriedung | Hellerstraße 7                                                                                       |           | Mietvilla mit Einfriedung | 08951035                                            |
| Direkt Bild zu diesem Denkmal hochladen | Mietshaus in offener Bebauung und in Ecklage | Hellerstraße 9                                                                                       |           | Mietshaus in offener Bebauung und in Ecklage | 08951036                                            |
| Direkt Bild zu diesem Denkmal hochladen | Villa mit Einfriedung | Hellerstraße 10                                                                                      |           | Villa mit Einfriedung | 08950932                                            |
| Direkt Bild zu diesem Denkmal hochladen | Wohnhaus eines Bauernhofes | Hellerstraße 11                                                                                      |           | Wohnhaus eines Bauernhofes | 08951037                                            |
| Direkt Bild zu diesem Denkmal hochladen | Wohnhaus in offener Bebauung und Ecklage | Hermann-Ilgen-Straße 3                                                                               |           | Wohnhaus in offener Bebauung und Ecklage | 08951235                                            |
| Direkt Bild zu diesem Denkmal hochladen | Wohnhaus in offener Bebauung | Hermann-Ilgen-Straße 30                                                                              |           | Wohnhaus in offener Bebauung | 08951188                                            |
| Direkt Bild zu diesem Denkmal hochladen | Mietshaus in halboffener Bebauung | Hermann-Ilgen-Straße 36                                                                              |           | Mietshaus in halboffener Bebauung | 08951189                                            |
| Direkt Bild zu diesem Denkmal hochladen | Mietshaus in geschlossener Bebauung | Hermann-Ilgen-Straße 38                                                                              |           | Mietshaus in geschlossener Bebauung | 08951190                                            |
| Direkt Bild zu diesem Denkmal hochladen | Doppelmietshaus in geschlossener Bebauung | Hermann-Ilgen-Straße 40; 42                                                                          |           | Doppelmietshaus in geschlossener Bebauung | 08951191                                            |
| Direkt Bild zu diesem Denkmal hochladen | Mietshaus in geschlossener Bebauung | Hermann-Ilgen-Straße 44                                                                              |           | Mietshaus in geschlossener Bebauung | 08951192                                            |
| Direkt Bild zu diesem Denkmal hochladen | Mietshaus in geschlossener Bebauung | Hermann-Ilgen-Straße 46                                                                              |           | Mietshaus in geschlossener Bebauung | 08951193                                            |
| Direkt Bild zu diesem Denkmal hochladen | Mietshaus in geschlossener Bebauung | Hermann-Ilgen-Straße 48                                                                              |           | Mietshaus in geschlossener Bebauung | 08951194                                            |
| Direkt Bild zu diesem Denkmal hochladen | Mietshaus in geschlossener Bebauung | Hermann-Ilgen-Straße 56                                                                              |           | Mietshaus in geschlossener Bebauung | 08951195                                            |
| Direkt Bild zu diesem Denkmal hochladen | Doppelmietshaus in geschlossener Bebauung | Hermann-Ilgen-Straße 58; 60                                                                          |           | Doppelmietshaus in geschlossener Bebauung | 08951196                                            |
| Direkt Bild zu diesem Denkmal hochladen | Mietshaus in Ecklage in offener Bebauung | Hoflößnitzstraße 2                                                                                   |           | Mietshaus in Ecklage in offener Bebauung | 08950266                                            |
| Direkt Bild zu diesem Denkmal hochladen | Villa mit angebautem Nebengebäude, Garten und Einfriedungsmauer | Hoflößnitzstraße 4                                                                                   |           | Villa mit angebautem Nebengebäude, Garten und Einfriedungsmauer | 08950232                                            |
| Direkt Bild zu diesem Denkmal hochladen | Villa, mit angebautem Nebengebäude und Garten | Hoflößnitzstraße 6                                                                                   |           | Villa, mit angebautem Nebengebäude und Garten | 08950231                                            |
| Direkt Bild zu diesem Denkmal hochladen | Wohnhaus in offener Bebauung, mit Einfriedung | Hoflößnitzstraße 15                                                                                  |           | Wohnhaus in offener Bebauung, mit Einfriedung | 08950233                                            |
| Direkt Bild zu diesem Denkmal hochladen | Villa, mit Einfriedung | Hoflößnitzstraße 47                                                                                  |           | Villa, mit Einfriedung | 08950300                                            |
| Direkt Bild zu diesem Denkmal hochladen | Villa mit Einfriedung und Pforte | Hoflößnitzstraße 54                                                                                  |           | Villa mit Einfriedung und Pforte | 08950288                                            |
| Direkt Bild zu diesem Denkmal hochladen | Villa mit Einfriedung | Hoflößnitzstraße 56                                                                                  |           | Villa mit Einfriedung | 08950289                                            |
| Direkt Bild zu diesem Denkmal hochladen | Mietvilla mit Einfriedung und Pforte | Hoflößnitzstraße 58                                                                                  |           | Mietvilla mit Einfriedung und Pforte | 08950290                                            |
| Direkt Bild zu diesem Denkmal hochladen | Ehemaliges Verwaltungsgebäude mit vorgelagertem Unterbau und Pergolaarchitektur, dazu Hintergebäude | Hoflößnitzstraße 60                                                                                  |           | Ehemaliges Verwaltungsgebäude mit vorgelagertem Unterbau und Pergolaarchitektur, dazu Hintergebäude | 08950291                                            |
| Direkt Bild zu diesem Denkmal hochladen | Villa mit Einfriedung | Hoflößnitzstraße 64                                                                                  |           | Villa mit Einfriedung | 08950292                                            |
| Direkt Bild zu diesem Denkmal hochladen | Wohnhaus in offener Bebauung, mit vorgelagerter Terrasse, Einfriedung und Toreinfahrt | Hoflößnitzstraße 68                                                                                  |           | Wohnhaus in offener Bebauung, mit vorgelagerter Terrasse, Einfriedung und Toreinfahrt | 08950294                                            |
| Direkt Bild zu diesem Denkmal hochladen | Villa, mit Garage, Stützmauer, Pforte und Einfriedung | Hoflößnitzstraße 72                                                                                  |           | Villa, mit Garage, Stützmauer, Pforte und Einfriedung | 08950299                                            |
| Direkt Bild zu diesem Denkmal hochladen | Wohnhaus in offener Bebauung, mit Gartenpavillon und Einfriedung | Hohe Straße 4                                                                                        |           | Wohnhaus in offener Bebauung, mit Gartenpavillon und Einfriedung | 08951018                                            |
| Direkt Bild zu diesem Denkmal hochladen | Villa | Hohe Straße 29                                                                                       |           | Villa | 08950516                                            |
| Direkt Bild zu diesem Denkmal hochladen | Villa mit Einfriedung | Hohe Straße 33                                                                                       |           | Villa mit Einfriedung | 08950515                                            |
| Direkt Bild zu diesem Denkmal hochladen | Villa mit Einfriedung und Toreinfahrt | Hohe Straße 35                                                                                       |           | Villa mit Einfriedung und Toreinfahrt | 08950514                                            |
| Direkt Bild zu diesem Denkmal hochladen | Villa und Toreinfahrt | Hohe Straße 38                                                                                       |           | Villa und Toreinfahrt | 08950512                                            |
| Direkt Bild zu diesem Denkmal hochladen | Villa mit Einfriedung | Hohe Straße 39                                                                                       |           | Villa mit Einfriedung | 08950513                                            |
| Direkt Bild zu diesem Denkmal hochladen | Villa mit Einfriedung | Hohe Straße 41                                                                                       |           | Villa mit Einfriedung | 08950511                                            |
| Direkt Bild zu diesem Denkmal hochladen | Villa mit Einfriedung | Hohe Straße 45                                                                                       |           | Villa mit Einfriedung | 08950510                                            |
| Direkt Bild zu diesem Denkmal hochladen | Ehemaliges Gasthaus mit Nebengebäude und Toranlage | Höhenweg 1                                                                                           |           | Ehemaliges Gasthaus mit Nebengebäude und Toranlage | 08950315                                            |
| Direkt Bild zu diesem Denkmal hochladen | Ehemaliges Gasthaus, mit angebautem Nebengebäude | Höhenweg 5                                                                                           |           | Ehemaliges Gasthaus, mit angebautem Nebengebäude | 08950316                                            |
| Direkt Bild zu diesem Denkmal hochladen | Winzerhaus, mit Nebengebäude | Höhenweg 17                                                                                          |           | Winzerhaus, mit Nebengebäude | 08951295                                            |
| Direkt Bild zu diesem Denkmal hochladen | Villa mit Einfriedung | Hohlweg 88b                                                                                          |           | Villa mit Einfriedung | 08950219                                            |
| Direkt Bild zu diesem Denkmal hochladen | Wohnhaus in offener Bebauung, mit Einfriedung | Hölderlinstraße 1                                                                                    |           | Wohnhaus in offener Bebauung, mit Einfriedung | 08950964                                            |
| Direkt Bild zu diesem Denkmal hochladen | Villa mit Einfriedung und Toreinfahrt | Hölderlinstraße 2                                                                                    |           | Villa mit Einfriedung und Toreinfahrt | 08950965                                            |
| Direkt Bild zu diesem Denkmal hochladen | Villa mit Einfriedung | Hölderlinstraße 4                                                                                    |           | Villa mit Einfriedung | 08950966                                            |
| Direkt Bild zu diesem Denkmal hochladen | Villa mit Einfriedung und Toreinfahrt | Hölderlinstraße 8                                                                                    |           | Villa mit Einfriedung und Toreinfahrt | 08950967                                            |
| Direkt Bild zu diesem Denkmal hochladen | Mietvilla mit Einfriedung | Hölderlinstraße 9                                                                                    |           | Mietvilla mit Einfriedung | 08950968                                            |
| Direkt Bild zu diesem Denkmal hochladen | Wohnstallhaus und Scheune eines Zweiseithofes | Horkenweg 1                                                                                          |           | Wohnstallhaus und Scheune eines Zweiseithofes | 08950856                                            |
| Direkt Bild zu diesem Denkmal hochladen | Mietvilla mit Einfriedung | Horst-Viedt-Straße 1                                                                                 |           | Mietvilla mit Einfriedung | 08950717                                            |
| Direkt Bild zu diesem Denkmal hochladen | Villa mit Einfriedung und Torbogen | Horst-Viedt-Straße 3                                                                                 |           | Villa mit Einfriedung und Torbogen | 08950718                                            |
| Direkt Bild zu diesem Denkmal hochladen | Winzerhaus mit Nebengebäude | Horst-Viedt-Straße 11                                                                                |           | Winzerhaus mit Nebengebäude | 08950620                                            |
| Direkt Bild zu diesem Denkmal hochladen | Villa mit Einfriedung | Horst-Viedt-Straße 15                                                                                |           | Villa mit Einfriedung | 08950621                                            |
| Direkt Bild zu diesem Denkmal hochladen | Mietvilla mit Einfriedung | Horst-Viedt-Straße 19                                                                                |           | Mietvilla mit Einfriedung | 08950627                                            |
| Direkt Bild zu diesem Denkmal hochladen | Mietvilla mit Einfriedung | Horst-Viedt-Straße 21                                                                                |           | Mietvilla mit Einfriedung | 08950626                                            |
| Direkt Bild zu diesem Denkmal hochladen | Mietvilla und Stützmauer | Humboldtstraße 1                                                                                     |           | Mietvilla und Stützmauer | 08950497                                            |
| Direkt Bild zu diesem Denkmal hochladen | Mietvilla mit Einfriedung | Humboldtstraße 3                                                                                     |           | Mietvilla mit Einfriedung | 08950498                                            |
| Direkt Bild zu diesem Denkmal hochladen | Mietvilla und Einfriedung | Humboldtstraße 5                                                                                     |           | Mietvilla und Einfriedung | 08950499                                            |
| Direkt Bild zu diesem Denkmal hochladen | Mietvilla | Humboldtstraße 7                                                                                     |           | Mietvilla | 08950500                                            |
| Direkt Bild zu diesem Denkmal hochladen | Villa | Humboldtstraße 11                                                                                    |           | Villa | 08950502                                            |
| Direkt Bild zu diesem Denkmal hochladen | Villa mit Einfriedung und Pforte | Jagdweg 6                                                                                            |           | Villa mit Einfriedung und Pforte | 08950401                                            |
| Direkt Bild zu diesem Denkmal hochladen | Winzerhaus | Jagdweg 7                                                                                            |           | Winzerhaus | 08950400                                            |
| Direkt Bild zu diesem Denkmal hochladen | Weinberghaus mit Einfriedungsmauer | Jägerhofstraße 17a                                                                                   |           | Weinberghaus mit Einfriedungsmauer | 08950428                                            |
| Direkt Bild zu diesem Denkmal hochladen | Winzerhaus mit Nebengebäude | Jägerhofstraße 33                                                                                    |           | Winzerhaus mit Nebengebäude | 08951296                                            |
| Direkt Bild zu diesem Denkmal hochladen | Villa mit angebautem Nebengebäude, zwei Torpfeilern und Einfriedungsmauer auf der Nordseite | Jägerhofstraße 47                                                                                    |           | Villa mit angebautem Nebengebäude, zwei Torpfeilern und Einfriedungsmauer auf der Nordseite | 08950313                                            |
| Direkt Bild zu diesem Denkmal hochladen | Mietvilla | Jägerstraße 4                                                                                        |           | Mietvilla | 08950314                                            |
| Direkt Bild zu diesem Denkmal hochladen | Einfriedung und Toranlage eines Villengrundstücks | Johannesstraße 11                                                                                    |           | Einfriedung und Toranlage eines Villengrundstücks | 08950518                                            |
| Direkt Bild zu diesem Denkmal hochladen | Villa | Johannesstraße 13                                                                                    |           | Villa | 08950519                                            |
| Direkt Bild zu diesem Denkmal hochladen | Villa | Johannesstraße 15                                                                                    |           | Villa | 08950520                                            |
| Direkt Bild zu diesem Denkmal hochladen | Gedenkstein | Kaditzer Straße -                                                                                    |           | Gedenkstein | 09299997                                            |
| Direkt Bild zu diesem Denkmal hochladen | Wohnhaus eines Bauernhofes | Kaditzer Straße 2                                                                                    |           | Wohnhaus eines Bauernhofes | 08951063                                            |
| Direkt Bild zu diesem Denkmal hochladen | Wohnhaus eines Bauernhofes | Kaditzer Straße 5                                                                                    |           | Wohnhaus eines Bauernhofes | 08951064                                            |
| Direkt Bild zu diesem Denkmal hochladen | Wohnstallhaus, Scheune und Seitengebäude eines Bauernhofes sowie Vorgarten-Einfriedung und Toranlage | Kaditzer Straße 9                                                                                    |           | Wohnstallhaus, Scheune und Seitengebäude eines Bauernhofes sowie Vorgarten-Einfriedung und Toranlage | 08951066                                            |
| Direkt Bild zu diesem Denkmal hochladen | Wohnhaus eines Bauernhofes | Kaditzer Straße 11                                                                                   |           | Wohnhaus eines Bauernhofes | 08951069                                            |
| Direkt Bild zu diesem Denkmal hochladen | Wohnstallhaus und daran angebautes Seitengebäude eines Bauernhofes | Kaditzer Straße 12                                                                                   |           | Wohnstallhaus und daran angebautes Seitengebäude eines Bauernhofes | 08951067                                            |
| Direkt Bild zu diesem Denkmal hochladen | Wohnhaus in offener Bebauung und in Ecklage, mit Einfriedung | Kantstraße 19                                                                                        |           | Wohnhaus in offener Bebauung und in Ecklage, mit Einfriedung | 08951383                                            |
| Direkt Bild zu diesem Denkmal hochladen | Wohnhaus in Ecklage und in offener Bebauung, mit Einfriedung | Kantstraße 20                                                                                        |           | Wohnhaus in Ecklage und in offener Bebauung, mit Einfriedung | 08951384                                            |
| Direkt Bild zu diesem Denkmal hochladen | Einzeldenkmale der Sachgesamtheit Johannes-Friedhof Naundorf/Zitzschewig: Kapelle, Nebengebäude, acht denkmalwerte Grabmäler, Friedhofstor und Einfriedungsmauer (siehe Sachgesamtheitsliste - Obj. 09305025, gleiche Anschrift) | Kapellenweg 14                                                                                       |           | Einzeldenkmale der Sachgesamtheit Johannes-Friedhof Naundorf/Zitzschewig: Kapelle, Nebengebäude, acht denkmalwerte Grabmäler, Friedhofstor und Einfriedungsmauer (siehe Sachgesamtheitsliste - Obj. 09305025, gleiche Anschrift) | 08950832                                            |
| Direkt Bild zu diesem Denkmal hochladen | Sachgesamtheit Johannes-Friedhof Naundorf/Zitzschewig, mit den Einzeldenkmalen: Kapelle, Nebengebäude, acht denkmalwerte Grabmäler, Friedhofstor und Einfriedungsmauer (siehe Einzeldenkmalliste - Obj. 08950832, gleiche Anschrift) | Kapellenweg 14                                                                                       |           | Sachgesamtheit Johannes-Friedhof Naundorf/Zitzschewig, mit den Einzeldenkmalen: Kapelle, Nebengebäude, acht denkmalwerte Grabmäler, Friedhofstor und Einfriedungsmauer (siehe Einzeldenkmalliste - Obj. 08950832, gleiche Anschrift) | 09305025                                            |
| Direkt Bild zu diesem Denkmal hochladen | Mietvilla mit Einfriedung und Toreinfahrt | Karl-Liebknecht-Straße 1                                                                             |           | Mietvilla mit Einfriedung und Toreinfahrt | 08951412                                            |
| Direkt Bild zu diesem Denkmal hochladen | Mietvilla mit Einfriedung und Toreinfahrt | Karl-Liebknecht-Straße 3                                                                             |           | Mietvilla mit Einfriedung und Toreinfahrt | 08951413                                            |
| Direkt Bild zu diesem Denkmal hochladen | Villa mit Einfriedung und Gartenpavillon | Karl-Liebknecht-Straße 4                                                                             |           | Villa mit Einfriedung und Gartenpavillon | 08951176                                            |
| Direkt Bild zu diesem Denkmal hochladen | Villa mit Einfriedung | Karl-Liebknecht-Straße 8                                                                             |           | Villa mit Einfriedung | 08950612                                            |
| Direkt Bild zu diesem Denkmal hochladen | Mietvilla mit Einfriedung | Karl-Liebknecht-Straße 10                                                                            |           | Mietvilla mit Einfriedung | 08950613                                            |
| Direkt Bild zu diesem Denkmal hochladen | Wohnhaus in offener Bebauung, mit Einfriedung | Karl-Liebknecht-Straße 11                                                                            |           | Wohnhaus in offener Bebauung, mit Einfriedung | 08950614                                            |
| Direkt Bild zu diesem Denkmal hochladen | Villa | Karl-Liebknecht-Straße 12                                                                            |           | Villa | 08950616                                            |
| Direkt Bild zu diesem Denkmal hochladen | Wohnhaus in offener Bebauung, mit Einfriedung | Karl-Liebknecht-Straße 13                                                                            |           | Wohnhaus in offener Bebauung, mit Einfriedung | 08950615                                            |
| Direkt Bild zu diesem Denkmal hochladen | Mietvilla, mit Einfriedung und Toreinfahrt | Karl-Liebknecht-Straße 14                                                                            |           | Mietvilla, mit Einfriedung und Toreinfahrt | 08950342                                            |
| Direkt Bild zu diesem Denkmal hochladen | Villa | Karl-Liebknecht-Straße 17                                                                            |           | Villa | 08950343                                            |
| Direkt Bild zu diesem Denkmal hochladen | Mietshaus in Ecklage und offener Bebauung | Karl-Marx-Straße 1                                                                                   |           | Mietshaus in Ecklage und offener Bebauung | 08950038                                            |
| Direkt Bild zu diesem Denkmal hochladen | Mietshaus in Ecklage und offener Bebauung | Karl-Marx-Straße 2                                                                                   |           | Mietshaus in Ecklage und offener Bebauung | 08950062                                            |
| Direkt Bild zu diesem Denkmal hochladen | Mietvilla | Karl-Marx-Straße 4                                                                                   |           | Mietvilla | 08950061                                            |
| Direkt Bild zu diesem Denkmal hochladen | Mietvilla mit Einfriedung | Karl-Marx-Straße 5                                                                                   |           | Mietvilla mit Einfriedung | 08950040                                            |
| Direkt Bild zu diesem Denkmal hochladen | Mietvilla mit Einfriedung und Toreinfahrt | Karl-Marx-Straße 6                                                                                   |           | Mietvilla mit Einfriedung und Toreinfahrt | 08950060                                            |
| Direkt Bild zu diesem Denkmal hochladen | Mietvilla mit Einfriedung | Karl-Marx-Straße 7                                                                                   |           | Mietvilla mit Einfriedung | 08950041                                            |
| Direkt Bild zu diesem Denkmal hochladen | Villa mit Einfriedung | Karl-Marx-Straße 8                                                                                   |           | Villa mit Einfriedung | 08950059                                            |
| Direkt Bild zu diesem Denkmal hochladen | Mietvilla mit Einfriedung und Toreinfahrt | Karl-Marx-Straße 10                                                                                  |           | Mietvilla mit Einfriedung und Toreinfahrt | 08950058                                            |
| Direkt Bild zu diesem Denkmal hochladen | Wohnhaus in offener Bebauung | Karl-Marx-Straße 16                                                                                  |           | Wohnhaus in offener Bebauung | 08951299                                            |
| Direkt Bild zu diesem Denkmal hochladen | Doppelwohnhaus in offener Bebauung, mit Einfriedung | Karl-Marx-Straße 18; 20                                                                              |           | Doppelwohnhaus in offener Bebauung, mit Einfriedung | 08950052                                            |
| Direkt Bild zu diesem Denkmal hochladen | Wohnhaus in offener Bebauung, mit Einfriedung und an der Ecke eingelassene Bank | Karl-Marx-Straße 19                                                                                  |           | Wohnhaus in offener Bebauung, mit Einfriedung und an der Ecke eingelassene Bank | 08951265                                            |
| Direkt Bild zu diesem Denkmal hochladen | Wohnhaus in offener Bebauung, mit Einfriedung und an der Ecke eingelassene Bank | Karl-Marx-Straße 22                                                                                  |           | Wohnhaus in offener Bebauung, mit Einfriedung und an der Ecke eingelassene Bank | 08951298                                            |
| Direkt Bild zu diesem Denkmal hochladen | Mietshaus in Ecklage und in offener Bebauung, mit Einfriedung | Karl-May-Straße 1                                                                                    |           | Mietshaus in Ecklage und in offener Bebauung, mit Einfriedung | 08950934                                            |
| Direkt Bild zu diesem Denkmal hochladen | Mietshaus in Ecklage und in offener Bebauung, mit Einfriedung | Karl-May-Straße 2                                                                                    |           | Mietshaus in Ecklage und in offener Bebauung, mit Einfriedung | 08950933                                            |
| Direkt Bild zu diesem Denkmal hochladen | Villa, Blockhaus (Nebengebäude), Villengarten (Gartendenkmal) mit Bassin und Denkmal, dazu gestalteter Hain (einschließlich Teich, Gartendenkmal) auf der gegenüber liegenden Straßenseite | Karl-May-Straße 5                                                                                    |           | Villa, Blockhaus (Nebengebäude), Villengarten (Gartendenkmal) mit Bassin und Denkmal, dazu gestalteter Hain (einschließlich Teich, Gartendenkmal) auf der gegenüber liegenden Straßenseite | 08950938                                            |
| Direkt Bild zu diesem Denkmal hochladen | Wohnhaus in offener Bebauung | Karl-May-Straße 8                                                                                    |           | Wohnhaus in offener Bebauung | 08950940                                            |
| Direkt Bild zu diesem Denkmal hochladen | Pfarrhaus | Karl-May-Straße 11                                                                                   |           | Pfarrhaus | 08950939                                            |
| Direkt Bild zu diesem Denkmal hochladen | Villa | Karl-May-Straße 13                                                                                   |           | Villa | 08950941                                            |
| Direkt Bild zu diesem Denkmal hochladen | Mietvilla, mit Einfriedung und Toranlage | Karlstraße 1                                                                                         |           | Mietvilla, mit Einfriedung und Toranlage | 08950646                                            |
| Direkt Bild zu diesem Denkmal hochladen | Mietvilla mit Einfriedung | Karlstraße 4                                                                                         |           | Mietvilla mit Einfriedung | 08950648                                            |
| Direkt Bild zu diesem Denkmal hochladen | Mietvilla, mit Einfriedung | Karlstraße 5                                                                                         |           | Mietvilla, mit Einfriedung | 08950647                                            |
| Direkt Bild zu diesem Denkmal hochladen | Villa mit Nebengebäude, Garten, Einfriedung und Toreinfahrt | Karlstraße 8                                                                                         |           | Villa mit Nebengebäude, Garten, Einfriedung und Toreinfahrt | 08950636                                            |
| Direkt Bild zu diesem Denkmal hochladen | Villa mit Villengarten und Einfriedung | Karlstraße 9                                                                                         |           | Villa mit Villengarten und Einfriedung | 08950635                                            |
| Direkt Bild zu diesem Denkmal hochladen | Mietvilla mit Einfriedung | Karlstraße 10                                                                                        |           | Mietvilla mit Einfriedung | 08950639                                            |
| Direkt Bild zu diesem Denkmal hochladen | Villa mit Einfriedung | Käthe-Kollwitz-Straße 4                                                                              |           | Villa mit Einfriedung | 08950769                                            |
| Direkt Bild zu diesem Denkmal hochladen | Villa mit Einfriedung | Käthe-Kollwitz-Straße 6                                                                              |           | Villa mit Einfriedung | 08950768                                            |
| Direkt Bild zu diesem Denkmal hochladen | Villa mit Nebengebäude und Einfriedung | Käthe-Kollwitz-Straße 8                                                                              |           | Villa mit Nebengebäude und Einfriedung | 08950767                                            |
| Direkt Bild zu diesem Denkmal hochladen | Villa mit Einfriedung | Käthe-Kollwitz-Straße 10                                                                             |           | Villa mit Einfriedung | 08950766                                            |
| Direkt Bild zu diesem Denkmal hochladen | Villa | Käthe-Kollwitz-Straße 12                                                                             |           | Villa | 08950765                                            |
| Direkt Bild zu diesem Denkmal hochladen | Villa | Käthe-Kollwitz-Straße 13                                                                             |           | Villa | 08950517                                            |
| Direkt Bild zu diesem Denkmal hochladen | Mietvilla mit Einfriedung | Käthe-Kollwitz-Straße 16                                                                             |           | Mietvilla mit Einfriedung | 08950721                                            |
| Direkt Bild zu diesem Denkmal hochladen | Villa | Käthe-Kollwitz-Straße 26                                                                             |           | Villa | 08950753                                            |
| Direkt Bild zu diesem Denkmal hochladen | Villa mit Einfriedung | Kellereistraße 1                                                                                     |           | Villa mit Einfriedung | 08950643                                            |
| Direkt Bild zu diesem Denkmal hochladen | Mietvilla mit Einfriedung | Kellereistraße 3                                                                                     |           | Mietvilla mit Einfriedung | 08950642                                            |
| Direkt Bild zu diesem Denkmal hochladen | Mietvilla mit Einfriedung | Kellereistraße 8                                                                                     |           | Mietvilla mit Einfriedung | 08950641                                            |
| Direkt Bild zu diesem Denkmal hochladen | Kirche (mit Ausstattung), dazu Außenanlagen einschließlich Vorplatz sowie Ehrenhain (Gartendenkmal) mit Kriegerdenkmal für die Gefallenen des 1. Weltkrieges | Kirchplatz 2                                                                                         |           | Kirche (mit Ausstattung), dazu Außenanlagen einschließlich Vorplatz sowie Ehrenhain (Gartendenkmal) mit Kriegerdenkmal für die Gefallenen des 1. Weltkrieges | 08951300                                            |
| Direkt Bild zu diesem Denkmal hochladen | Sachgesamtheit Hoflößnitz, mit den Einzeldenkmalen: Berg- und Lusthaus (genannt Schloss), Kavaliershaus, ehemaliges Preßhaus, Wirtschaftsgebäude, Reiterstein und Toranlagen eines Weingutes (siehe Einzeldenkmalliste - Obj. 08950283, Knohllweg 37), altes Winzerhaus mit ehemaligem Backhaus und Toranlage sowie Transformatorenstation (siehe Einzeldenkmalliste - Obj. 08950304, Lößnitzgrundstraße 19) und ehemaliger Holzhof mit Wohnhaus (siehe Einzeldenkmalliste - Obj. 08950303, Lößnitzgrundstraße 23) sowie dem Weinberg (Gartendenkmal), weiterhin als Sachgesamtheitsteile: Stützmauern, Einfriedungsmauern, Treppen, Reiterstein, eingehauste Weinpresse und angrenzende Weinberge sowie Nebengebäude des Holzhofes (neben Lößnitzgrundstraße 23) | Knohllweg 37                                                                                         |           | Sachgesamtheit Hoflößnitz, mit den Einzeldenkmalen: Berg- und Lusthaus (genannt Schloss), Kavaliershaus, ehemaliges Preßhaus, Wirtschaftsgebäude, Reiterstein und Toranlagen eines Weingutes (siehe Einzeldenkmalliste - Obj. 08950283, Knohllweg 37), altes Winzerhaus mit ehemaligem Backhaus und Toranlage sowie Transformatorenstation (siehe Einzeldenkmalliste - Obj. 08950304, Lößnitzgrundstraße 19) und ehemaliger Holzhof mit Wohnhaus (siehe Einzeldenkmalliste - Obj. 08950303, Lößnitzgrundstraße 23) sowie dem Weinberg (Gartendenkmal), weiterhin als Sachgesamtheitsteile: Stützmauern, Einfriedungsmauern, Treppen, Reiterstein, eingehauste Weinpresse und angrenzende Weinberge sowie Nebengebäude des Holzhofes (neben Lößnitzgrundstraße 23) | 09305654                                            |
| Direkt Bild zu diesem Denkmal hochladen | Einzeldenkmale der Sachgesamtheit Hoflößnitz: Berg- und Lusthaus (genannt Schloss), Kavaliershaus, ehemaliges Preßhaus, Wirtschaftsgebäude, Reiterstein und Toranlagen eines Weingutes (siehe Sachgesamtheitsliste - Obj. 09305654, Knohllweg 37) | Knohllweg 37                                                                                         |           | Einzeldenkmale der Sachgesamtheit Hoflößnitz: Berg- und Lusthaus (genannt Schloss), Kavaliershaus, ehemaliges Preßhaus, Wirtschaftsgebäude, Reiterstein und Toranlagen eines Weingutes (siehe Sachgesamtheitsliste - Obj. 09305654, Knohllweg 37) | 08950283                                            |
| Direkt Bild zu diesem Denkmal hochladen | Villa (mit Anbauten), mit Torbogen an der Westseite | Körnerweg 2                                                                                          |           | Villa (mit Anbauten), mit Torbogen an der Westseite | 08950449                                            |
| Direkt Bild zu diesem Denkmal hochladen | Villa mit Einfriedung und Pforte | Körnerweg 3                                                                                          |           | Villa mit Einfriedung und Pforte | 08950450                                            |
| Direkt Bild zu diesem Denkmal hochladen | Wohnhaus in offener Bebauung | Körnerweg 4                                                                                          |           | Wohnhaus in offener Bebauung | 08950451                                            |
| Direkt Bild zu diesem Denkmal hochladen | Ehemaliges Verwaltungsgebäude mit Remisengebäude im Hof sowie mit Einfriedung und gestaltetem Eingangsbereich | Körnerweg 5                                                                                          |           | Ehemaliges Verwaltungsgebäude mit Remisengebäude im Hof sowie mit Einfriedung und gestaltetem Eingangsbereich | 08950453                                            |
| Direkt Bild zu diesem Denkmal hochladen | Wohnhaus in offener Bebauung, mit Garage und Einfriedung | Körnerweg 6                                                                                          |           | Wohnhaus in offener Bebauung, mit Garage und Einfriedung | 08950452                                            |
| Direkt Bild zu diesem Denkmal hochladen | Villa mit Einfriedung | Körnerweg 10                                                                                         |           | Villa mit Einfriedung | 08950454                                            |
| Direkt Bild zu diesem Denkmal hochladen | Gasthaus (mit Anbau) sowie Sgraffiti | Kötitzer Straße 2                                                                                    |           | Gasthaus (mit Anbau) sowie Sgraffiti | 08951174                                            |
| Direkt Bild zu diesem Denkmal hochladen | Wohnhaus in geschlossener Bebauung konzipiert | Kötitzer Straße 3                                                                                    |           | Wohnhaus in geschlossener Bebauung konzipiert | 08951173                                            |
| Direkt Bild zu diesem Denkmal hochladen | Seitengebäude und Torpfeiler eines Bauernhofes | Kötitzer Straße 8                                                                                    |           | Seitengebäude und Torpfeiler eines Bauernhofes | 08950077                                            |
| Direkt Bild zu diesem Denkmal hochladen | Wohnhaus in offener Bebauung | Kötitzer Straße 39                                                                                   |           | Wohnhaus in offener Bebauung | 08951151                                            |
| Direkt Bild zu diesem Denkmal hochladen | Wohnhaus eines Bauernhofes | Kötitzer Straße 70                                                                                   |           | Wohnhaus eines Bauernhofes | 08951149                                            |
| Direkt Bild zu diesem Denkmal hochladen | Wohnhaus einer Gärtnerei, mit Sgraffito | Kötitzer Straße 113                                                                                  |           | Wohnhaus einer Gärtnerei, mit Sgraffito | 08950844                                            |
| Direkt Bild zu diesem Denkmal hochladen | Mehrfamilienhaus (mit zwei Eingängen, Kötitzer Straße 125 und Friedrich-List-Straße 8) einer Wohnsiedlung | Kötitzer Straße 125                                                                                  |           | Mehrfamilienhaus (mit zwei Eingängen, Kötitzer Straße 125 und Friedrich-List-Straße 8) einer Wohnsiedlung | 08951312                                            |
| Direkt Bild zu diesem Denkmal hochladen | Mehrfamilienhaus (mit zwei Eingängen) einer Wohnsiedlung | Kötitzer Straße 127; 129                                                                             |           | Mehrfamilienhaus (mit zwei Eingängen) einer Wohnsiedlung | 08951309                                            |
| Direkt Bild zu diesem Denkmal hochladen | Mehrfamilienhaus (mit zwei Eingängen) einer Wohnsiedlung | Kötitzer Straße 131; 133                                                                             |           | Mehrfamilienhaus (mit zwei Eingängen) einer Wohnsiedlung | 08951082                                            |
| Direkt Bild zu diesem Denkmal hochladen | Mehrfamilienhaus einer Siedlung | Kötitzer Straße 137                                                                                  |           | Mehrfamilienhaus einer Siedlung | 08951349                                            |
| Direkt Bild zu diesem Denkmal hochladen | Mehrfamilienhaus einer Siedlung | Kötitzer Straße 139                                                                                  |           | Mehrfamilienhaus einer Siedlung | 08951350                                            |
| Direkt Bild zu diesem Denkmal hochladen | Mehrfamilienhaus einer Siedlung | Kötitzer Straße 141                                                                                  |           | Mehrfamilienhaus einer Siedlung | 08951351                                            |
| Direkt Bild zu diesem Denkmal hochladen | Mehrfamilienhaus einer Siedlung | Kötitzer Straße 143                                                                                  |           | Mehrfamilienhaus einer Siedlung | 08951352                                            |
| Direkt Bild zu diesem Denkmal hochladen | Villa | Kottenleite 22                                                                                       |           | Villa | 08950550                                            |
| Direkt Bild zu diesem Denkmal hochladen | Mietshaus in offener Bebauung | Kötzschenbrodaer Straße 17                                                                           |           | Mietshaus in offener Bebauung | 08951045                                            |
| Direkt Bild zu diesem Denkmal hochladen | Mietshaus in offener Bebauung | Kötzschenbrodaer Straße 19                                                                           |           | Mietshaus in offener Bebauung | 08951133                                            |
| Direkt Bild zu diesem Denkmal hochladen | Mietshaus in offener Bebauung und in Ecklage | Kötzschenbrodaer Straße 37                                                                           |           | Mietshaus in offener Bebauung und in Ecklage | 08951124                                            |
| Direkt Bild zu diesem Denkmal hochladen | Gasthof (mit Ausstattung unter anderem Sgraffitos), sowie Ballsaal | Kötzschenbrodaer Straße 39                                                                           |           | Gasthof (mit Ausstattung unter anderem Sgraffitos), sowie Ballsaal | 08951301                                            |
| Direkt Bild zu diesem Denkmal hochladen | Wohnhaus | Kötzschenbrodaer Straße 47                                                                           |           | Wohnhaus | 08950665                                            |
| Direkt Bild zu diesem Denkmal hochladen | Ehemaliges Schmiedegebäude | Kötzschenbrodaer Straße 50                                                                           |           | Ehemaliges Schmiedegebäude | 08951302                                            |
| Direkt Bild zu diesem Denkmal hochladen | Gedenkstein | Kötzschenbrodaer Straße 60                                                                           |           | Gedenkstein | 09299670                                            |
| Direkt Bild zu diesem Denkmal hochladen | Einzeldenkmale der Sachgesamtheit Friedhof Radebeul-West: Kapelle, Kapellenanbau, Grabanlagen, Friedhofstor und Einfriedungsmauer (siehe Sachgesamtheitsliste - Obj. 09305057, Kötzschenbrodaer Straße 166) | Kötzschenbrodaer Straße 166                                                                          |           | Einzeldenkmale der Sachgesamtheit Friedhof Radebeul-West: Kapelle, Kapellenanbau, Grabanlagen, Friedhofstor und Einfriedungsmauer (siehe Sachgesamtheitsliste - Obj. 09305057, Kötzschenbrodaer Straße 166) | 08951250                                            |
| Direkt Bild zu diesem Denkmal hochladen | Sachgesamtheit Friedhof Radebeul-West, mit den Einzeldenkmalen: Kapelle (Kötzschenbrodaer Straße 166), Kapellenanbau, Grabanlagen, Friedhofstor und Einfriedungsmauer (siehe Einzeldenkmalliste - Obj. 08951250, Kötzschenbrodaer Straße 166) und dem Gärtnerhaus (Am Gottesacker 33) als Sachgesamtheitsteil sowie der gärtnerisch gestalteten Friedhofsanlage (Gartendenkmal) | Kötzschenbrodaer Straße 166                                                                          |           | Sachgesamtheit Friedhof Radebeul-West, mit den Einzeldenkmalen: Kapelle (Kötzschenbrodaer Straße 166), Kapellenanbau, Grabanlagen, Friedhofstor und Einfriedungsmauer (siehe Einzeldenkmalliste - Obj. 08951250, Kötzschenbrodaer Straße 166) und dem Gärtnerhaus (Am Gottesacker 33) als Sachgesamtheitsteil sowie der gärtnerisch gestalteten Friedhofsanlage (Gartendenkmal) | 09305057                                            |
| Direkt Bild zu diesem Denkmal hochladen | Wohnhaus in offener Bebauung (ohne Anbauten) | Kötzschenbrodaer Straße 187                                                                          |           | Wohnhaus in offener Bebauung (ohne Anbauten) | 08951086                                            |
| Direkt Bild zu diesem Denkmal hochladen | Weingut mit ehemaligem Herrenhaus, Turmhaus, Gärtnerhaus, Torhaus, Badehaus, Toreinfahrt, Weinberg (Gartendenkmal), terrassierter Stützmaueranlage mit Grotte, wassertechnischen Anlagen im Norden und Garten (mit Bassin und Sonnenuhr, Gartendenkmal) | Kynastweg 26                                                                                         |           | Weingut mit ehemaligem Herrenhaus, Turmhaus, Gärtnerhaus, Torhaus, Badehaus, Toreinfahrt, Weinberg (Gartendenkmal), terrassierter Stützmaueranlage mit Grotte, wassertechnischen Anlagen im Norden und Garten (mit Bassin und Sonnenuhr, Gartendenkmal) | 08950591                                            |
| Direkt Bild zu diesem Denkmal hochladen | Winzerhaus mit angebautem Nebengebäude | Kynastweg 37                                                                                         |           | Winzerhaus mit angebautem Nebengebäude | 08950590                                            |
| Direkt Bild zu diesem Denkmal hochladen | Wohnhaus in offener Bebauung und Ecklage | Ledenweg 1                                                                                           |           | Wohnhaus in offener Bebauung und Ecklage | 08950684                                            |
| Direkt Bild zu diesem Denkmal hochladen | Villa (Nr. 2a) mit Nebengebäude (Nr. 2b), Toreinfahrt, Einfriedung und Villengarten (Gartendenkmal) | Ledenweg 2a; 2b                                                                                      |           | Villa (Nr. 2a) mit Nebengebäude (Nr. 2b), Toreinfahrt, Einfriedung und Villengarten (Gartendenkmal) | 08950689                                            |
| Direkt Bild zu diesem Denkmal hochladen | Wohnhaus in offener Bebauung, mit Einfriedung | Ledenweg 8                                                                                           |           | Wohnhaus in offener Bebauung, mit Einfriedung | 08950706                                            |
| Direkt Bild zu diesem Denkmal hochladen | Mietvilla mit Einfriedung | Ledenweg 13                                                                                          |           | Mietvilla mit Einfriedung | 08950354                                            |
| Direkt Bild zu diesem Denkmal hochladen | Villa mit Einfriedung | Ledenweg 14                                                                                          |           | Villa mit Einfriedung | 08950351                                            |
| Direkt Bild zu diesem Denkmal hochladen | Villa | Ledenweg 21                                                                                          |           | Villa | 08950350                                            |
| Direkt Bild zu diesem Denkmal hochladen | Gartenpavillon | Ledenweg 31                                                                                          |           | Gartenpavillon | 08951303                                            |
| Direkt Bild zu diesem Denkmal hochladen | Schule, Turnhalle, Einfriedung und Toranlage | Ledenweg 35                                                                                          |           | Schule, Turnhalle, Einfriedung und Toranlage | 08950348                                            |
| Direkt Bild zu diesem Denkmal hochladen | Villa | Ledenweg 39                                                                                          |           | Villa | 08950159                                            |
| Direkt Bild zu diesem Denkmal hochladen | Mietvilla | Ledenweg 41                                                                                          |           | Mietvilla | 08950053                                            |
| Direkt Bild zu diesem Denkmal hochladen | Mietvilla | Ledenweg 43                                                                                          |           | Mietvilla | 08950835                                            |
| Direkt Bild zu diesem Denkmal hochladen | Ehemaliges Altenheim, heute Wohnanlage (Anschrift: Einsteinstraße 30 und Lessingstraße 1), mit Pavillon an der Ecke und Einfriedung | Lessingstraße 1                                                                                      |           | Ehemaliges Altenheim, heute Wohnanlage (Anschrift: Einsteinstraße 30 und Lessingstraße 1), mit Pavillon an der Ecke und Einfriedung | 08950017                                            |
| Direkt Bild zu diesem Denkmal hochladen | Doppelwohnhaus in offener Bebauung, mit Einfriedung | Lessingstraße 2; 4                                                                                   |           | Doppelwohnhaus in offener Bebauung, mit Einfriedung | 08950018                                            |
| Direkt Bild zu diesem Denkmal hochladen | Villa, mit Einfriedung | Lessingstraße 9                                                                                      |           | Villa, mit Einfriedung | 08950021                                            |
| Direkt Bild zu diesem Denkmal hochladen | Villa mit Einfriedung | Lindenaustraße 3                                                                                     |           | Villa mit Einfriedung | 08950727                                            |
| Direkt Bild zu diesem Denkmal hochladen | Wohnhaus in offener Bebauung | Lindenaustraße 4                                                                                     |           | Wohnhaus in offener Bebauung | 08950728                                            |
| Direkt Bild zu diesem Denkmal hochladen | Villa | Lindenaustraße 6                                                                                     |           | Villa | 08950729                                            |
| Direkt Bild zu diesem Denkmal hochladen | Villa mit Einfriedung und Toreinfahrt | Lindenaustraße 7                                                                                     |           | Villa mit Einfriedung und Toreinfahrt | 08950730                                            |
| Direkt Bild zu diesem Denkmal hochladen | Villa (Nr. 9) mit Nebengebäude (Nr. 9a) sowie Einfriedung und Toranlage | Lindenaustraße 9; 9a                                                                                 |           | Villa (Nr. 9) mit Nebengebäude (Nr. 9a) sowie Einfriedung und Toranlage | 08950731                                            |
| Direkt Bild zu diesem Denkmal hochladen | Villa mit Einfriedung | Lindenaustraße 12                                                                                    |           | Villa mit Einfriedung | 08950732                                            |
| Direkt Bild zu diesem Denkmal hochladen | Denkmalanlage | Lößnitzgrundstraße -                                                                                 |           | Denkmalanlage | 08951434                                            |
| Direkt Bild zu diesem Denkmal hochladen | Plastik | Lößnitzgrundstraße -                                                                                 |           | Plastik | 08951433                                            |
| Direkt Bild zu diesem Denkmal hochladen | Villa, Gartenpavillon, Brunnen und Einfriedung | Lößnitzgrundstraße 2                                                                                 |           | Villa, Gartenpavillon, Brunnen und Einfriedung | 08950277                                            |
| Direkt Bild zu diesem Denkmal hochladen | Wohnhaus in offener Bebauung, mit Einfriedung und Pforte | Lößnitzgrundstraße 13                                                                                |           | Wohnhaus in offener Bebauung, mit Einfriedung und Pforte | 08950395                                            |
| Direkt Bild zu diesem Denkmal hochladen | Einzeldenkmal der Sachgesamtheit Hoflößnitz: Winzerhaus mit ehemaligem Backhaus und Toranlage sowie Transformatorenstation (siehe Sachgesamtheitsliste - Obj. 09305654, Knohllweg 37) | Lößnitzgrundstraße 19                                                                                |           | Einzeldenkmal der Sachgesamtheit Hoflößnitz: Winzerhaus mit ehemaligem Backhaus und Toranlage sowie Transformatorenstation (siehe Sachgesamtheitsliste - Obj. 09305654, Knohllweg 37) | 08950304                                            |
| Direkt Bild zu diesem Denkmal hochladen | Einzeldenkmal der Sachgesamtheit Hoflößnitz: Wohnhaus des ehemaligen Holzhofes (siehe Sachgesamtheitsliste - Obj. 09305654, Knohllweg 37) | Lößnitzgrundstraße 23                                                                                |           | Einzeldenkmal der Sachgesamtheit Hoflößnitz: Wohnhaus des ehemaligen Holzhofes (siehe Sachgesamtheitsliste - Obj. 09305654, Knohllweg 37) | 08950303                                            |
| Direkt Bild zu diesem Denkmal hochladen | Doppelwohnhaus in offener Bebauung | Lößnitzgrundstraße 27; 27a                                                                           |           | Doppelwohnhaus in offener Bebauung | 08950302                                            |
| Direkt Bild zu diesem Denkmal hochladen | Mühlengebäude (später als Gasthaus genutzt) | Lößnitzgrundstraße 37                                                                                |           | Mühlengebäude (später als Gasthaus genutzt) | 08950301                                            |
| Direkt Bild zu diesem Denkmal hochladen | Villa (Nr. 43) am Hang, mit Gärtnerhaus (Nr. 41) und Stützmauer im Tal sowie Toreinfahrt | Lößnitzgrundstraße 41; 43                                                                            |           | Villa (Nr. 43) am Hang, mit Gärtnerhaus (Nr. 41) und Stützmauer im Tal sowie Toreinfahrt | 08950305                                            |
| Direkt Bild zu diesem Denkmal hochladen | Verwalterhaus (Nr. 46), Kraftwerksgebäude (Nr. 48) und Nebengebäude eines ehemaligen Elektrizitätswerkes | Lößnitzgrundstraße 46; 48                                                                            |           | Verwalterhaus (Nr. 46), Kraftwerksgebäude (Nr. 48) und Nebengebäude eines ehemaligen Elektrizitätswerkes | 08950306                                            |
| Direkt Bild zu diesem Denkmal hochladen | Wohnhaus in offener Bebauung | Lößnitzgrundstraße 47                                                                                |           | Wohnhaus in offener Bebauung | 08950307                                            |
| Direkt Bild zu diesem Denkmal hochladen | Wohnhaus in offener Bebauung | Lößnitzgrundstraße 49                                                                                |           | Wohnhaus in offener Bebauung | 08950308                                            |
| Direkt Bild zu diesem Denkmal hochladen | Villa, mit Stützmauer | Lößnitzgrundstraße 81                                                                                |           | Villa, mit Stützmauer | 08950310                                            |
| Direkt Bild zu diesem Denkmal hochladen | Ehemalige Ausflugsgaststätte (Nr. 84) und Nebengebäude (Nr. 82) | Lößnitzgrundstraße 82; 84                                                                            |           | Ehemalige Ausflugsgaststätte (Nr. 84) und Nebengebäude (Nr. 82) | 08951396                                            |
| Direkt Bild zu diesem Denkmal hochladen | Wohnhaus in offener Bebauung | Lößnitzgrundstraße 140                                                                               |           | Wohnhaus in offener Bebauung | 08951400                                            |
| Direkt Bild zu diesem Denkmal hochladen | Mietshaus in Ecklage und in offener Bebauung | Lößnitzstraße 5                                                                                      |           | Mietshaus in Ecklage und in offener Bebauung | 08950701                                            |
| Direkt Bild zu diesem Denkmal hochladen | Wohnhaus in offener Bebauung | Lößnitzstraße 6                                                                                      |           | Wohnhaus in offener Bebauung | 08950702                                            |
| Direkt Bild zu diesem Denkmal hochladen | Mietshaus in offener Bebauung, mit Einfriedung | Louisenstraße 1                                                                                      |           | Mietshaus in offener Bebauung, mit Einfriedung | 08951054                                            |
| Direkt Bild zu diesem Denkmal hochladen | Mietshaus in offener Bebauung und in Ecklage, mit Einfriedung | Louisenstraße 2                                                                                      |           | Mietshaus in offener Bebauung und in Ecklage, mit Einfriedung | 08951050                                            |
| Direkt Bild zu diesem Denkmal hochladen | Mietshaus in offener Bebauung, mit Einfriedung | Louisenstraße 3                                                                                      |           | Mietshaus in offener Bebauung, mit Einfriedung | 08950363                                            |
| Direkt Bild zu diesem Denkmal hochladen | Mietshaus in offener Bebauung, mit Einfriedung | Louisenstraße 4                                                                                      |           | Mietshaus in offener Bebauung, mit Einfriedung | 08951051                                            |
| Direkt Bild zu diesem Denkmal hochladen | Mietshaus in offener Bebauung, mit Einfriedung | Louisenstraße 5                                                                                      |           | Mietshaus in offener Bebauung, mit Einfriedung | 08950257                                            |
| Direkt Bild zu diesem Denkmal hochladen | Mietshaus in offener Bebauung, mit Einfriedung | Louisenstraße 6                                                                                      |           | Mietshaus in offener Bebauung, mit Einfriedung | 08951052                                            |
| Direkt Bild zu diesem Denkmal hochladen | Mietshaus in offener Bebauung und in Ecklage, mit Einfriedung | Louisenstraße 7                                                                                      |           | Mietshaus in offener Bebauung und in Ecklage, mit Einfriedung | 08951329                                            |
| Direkt Bild zu diesem Denkmal hochladen | Mietshaus in offener Bebauung, mit Einfriedung | Louisenstraße 8                                                                                      |           | Mietshaus in offener Bebauung, mit Einfriedung | 08951043                                            |
| Direkt Bild zu diesem Denkmal hochladen | Mietshaus in offener Bebauung und in Ecklage, mit Einfriedung | Louisenstraße 9                                                                                      |           | Mietshaus in offener Bebauung und in Ecklage, mit Einfriedung | 08951038                                            |
| Direkt Bild zu diesem Denkmal hochladen | Mietshaus in offener Bebauung, mit Einfriedung | Louisenstraße 10                                                                                     |           | Mietshaus in offener Bebauung, mit Einfriedung | 08950239                                            |
| Direkt Bild zu diesem Denkmal hochladen | Mietshaus in offener Bebauung, mit Toreinfahrt | Louisenstraße 11                                                                                     |           | Mietshaus in offener Bebauung, mit Toreinfahrt | 08951042                                            |
| Direkt Bild zu diesem Denkmal hochladen | Mietshaus in offener Bebauung, mit Einfriedung | Louisenstraße 13                                                                                     |           | Mietshaus in offener Bebauung, mit Einfriedung | 08951044                                            |
| Direkt Bild zu diesem Denkmal hochladen | Gartenpavillon auf dem Grundstück | Ludwig-Jahn-Straße 2                                                                                 |           | Gartenpavillon auf dem Grundstück | 08950672                                            |
| Direkt Bild zu diesem Denkmal hochladen | Villa | Ludwig-Richter-Allee 5                                                                               |           | Villa | 08950793                                            |
| Direkt Bild zu diesem Denkmal hochladen | Villa mit Einfriedung | Ludwig-Richter-Allee 6                                                                               |           | Villa mit Einfriedung | 08950792                                            |
| Direkt Bild zu diesem Denkmal hochladen | Villa | Ludwig-Richter-Allee 7                                                                               |           | Villa | 08950795                                            |
| Direkt Bild zu diesem Denkmal hochladen | Villa | Ludwig-Richter-Allee 8                                                                               |           | Villa | 08950794                                            |
| Direkt Bild zu diesem Denkmal hochladen | Villa | Ludwig-Richter-Allee 9                                                                               |           | Villa | 08950749                                            |
| Direkt Bild zu diesem Denkmal hochladen | Villa | Ludwig-Richter-Allee 15                                                                              |           | Villa | 08950750                                            |
| Direkt Bild zu diesem Denkmal hochladen | Villa mit Einfriedung und Toreinfahrt | Ludwig-Richter-Allee 17                                                                              |           | Villa mit Einfriedung und Toreinfahrt | 08950751                                            |
| Direkt Bild zu diesem Denkmal hochladen | Winzerhaus | Ludwig-Richter-Allee 21                                                                              |           | Winzerhaus | 08950752                                            |
| Direkt Bild zu diesem Denkmal hochladen | Mietvilla, mit Einfriedung und Eckpavillon | Ludwig-Richter-Allee 24                                                                              |           | Mietvilla, mit Einfriedung und Eckpavillon | 08950743                                            |
| Direkt Bild zu diesem Denkmal hochladen | Villa mit Einfriedung | Ludwig-Richter-Allee 27                                                                              |           | Villa mit Einfriedung | 08950738 Vorlage:Denkmalliste Sachsen Tabellenzeile |

## Anmerkung
1. ↑  Diese Liste entspricht möglicherweise nicht dem aktuellen Stand der offiziellen Denkmalliste. Diese kann über die zuständigen Behörden eingesehen werden. Daher garantiert das Vorhandensein oder Fehlen eines Bauwerks oder Ensembles in dieser Liste nicht, dass es zum gegenwärtigen Zeitpunkt ein eingetragenes Denkmal ist oder nicht. Eine verbindliche Auskunft erteilt das Landesamt für Denkmalpflege Sachsen oder die Untere Denkmalbehörde.

Vorlage:Navigationsleiste Kulturdenkmale in Radebeul